# Cheops-Pyramide
Die Cheops-Pyramide ist die älteste und größte der drei Pyramiden von Gizeh und wird deshalb auch als „Große Pyramide“ bezeichnet. Sie ist auch die höchste Pyramide der Welt und wurde als Grabmal für den ägyptischen König (Pharao) Cheops (altägyptisch Chufu) errichtet, der während der 4. Dynastie im Alten Reich regierte (etwa 2620 bis 2580 v. Chr.). Zusammen mit den benachbarten Pyramiden der Pharaonen Chephren und Mykerinos ist sie das einzige der Sieben Weltwunder der Antike, das sich bis heute erhalten hat. Als Bauplatz wählte Cheops nicht die königliche Nekropole von Dahschur wie sein Vorgänger Snofru, sondern das Gizeh-Plateau.
Altägyptisch wurde die Pyramidenanlage Achet Chufu („Horizont des Cheops“) genannt. Ihre ursprüngliche Seitenlänge wird auf 230,33 m (440 Ellen) und die Höhe auf 146,59 m (280 Ellen) berechnet. Damit war sie rund viertausend Jahre lang das höchste Bauwerk der Welt. Die Neigung der Außenflächen (Seked) beträgt 22 Finger auf eine Elle und entspricht einem Winkel von 51°5'33". Da die Pyramide in späterer Zeit als Steinbruch diente, beträgt ihre Höhe heute noch 138,75 m. Ihre Einmessung wurde in sehr hoher Genauigkeit vorgenommen, die in den nachfolgenden Bauten nicht mehr erreicht wurde. Sie ist genau nach den vier Himmelsrichtungen ausgerichtet, und der Unterschied in den Längen ihrer vier Seiten beträgt weniger als ein Promille. Als Baumaterial diente hauptsächlich örtlich vorkommender Kalkstein. Für einige Kammern wurde Granit verwendet. Die Verkleidung der Pyramide bestand ursprünglich aus weißem Tura-Kalkstein, der im Mittelalter fast vollständig abgetragen wurde.
An der Nordseite befindet sich der ursprüngliche Eingang und im Innern ein Kammersystem aus drei Hauptkammern: die Felsenkammer im gewachsenen Fels, die sogenannte Königinnenkammer etwas höher im Kernmauerwerk und die sogenannte Königskammer am oberen Ende der großen Galerie mit dem Sarkophag, in welchem der König vermutlich bestattet wurde. Die Pyramide wurde offensichtlich spätestens im Mittelalter, wahrscheinlich schon zu pharaonischer Zeit geplündert. Die Funktion der einzelnen Kammersysteme in der Cheops-Pyramide ist in vielfacher Hinsicht ungeklärt. Das Raumprogramm spiegelt vermutlich religiöse Vorstellungen wider, wie die Idee des Himmelsaufstiegs des toten Königs: anfänglich zu den unvergänglichen Sternen des Nordhimmels, dann zum Lichtland, den Gefilden des Re am Himmel.
An der Ostseite der Pyramide befindet sich der Totentempel, von dem heute nur noch die Fundamente erhalten sind. Vom Aufweg und Taltempel ist fast nichts erhalten. Im anliegenden Ostfriedhof wurden die näheren Verwandten des Cheops bestattet. Dazu gehören mehrere große Mastabas vorwiegend für seine Söhne und deren Frauen sowie drei Königinnenpyramiden, deren Zuordnung zu einzelnen Königinnen und Prinzessinnen bisher nicht zweifelsfrei vorgenommen werden kann. Eine vierte, kleinere Pyramide diente als Kultpyramide für den König. Im Westen wurde ein Friedhof aus kleineren Mastabas angelegt, hauptsächlich für hohe Beamte. Im Umfeld der Cheops-Pyramide wurden sieben Bootsgruben entdeckt, zwei davon noch intakt und verschlossen. Die in 1224 Einzelteile zerlegte Barke des Königs ist, restauriert und wieder zusammengesetzt, wurde bis 2021 im Bootsmuseum ausgestellt und befindet sich heute im Großen Ägyptischen Museum. Die Bedeutung der Königsboote ist noch ungeklärt. Vielleicht stehen sie im Zusammenhang mit der Bestattung oder mit gewissen Jenseitsvorstellungen.
Bereits antike Historiker befassten sich mit der Cheops-Pyramide, insbesondere Herodot, der über 2.000 Jahre nach dem Bau der Pyramiden lebte, seine Informationen teilweise aus zweifelhaften Quellen bezog und aus der Sicht eines Griechen schrieb. Mit ihm nahmen bis heute andauernde Irrungen und Wirrungen über die Pyramide ihren Anfang. Ab dem 15. Jahrhundert war sie Ziel europäischer Reisender und ab dem 18. Jahrhundert von Forschungsexpeditionen. Spätestens die Untersuchungen Flinders Petries, Begründer der modernen ägyptischen Archäologie, widerlegten zahlreiche mythische Ideen. In jüngerer Zeit waren vor allem die Schächte der Königinnenkammer, sowie die Hohlräume über dem Eingang und der Großen Galerie, Gegenstand von Untersuchungen.
Von besonderem Interesse für die Logistik beim Bau der Cheopspyramide sind Papyrus-Fragmente, die 2013 in Wadi al-Garf entdeckt wurden. Darunter befand sich ein Logbuch eines Inspektors namens Merer, der einen Arbeitstrupp leitete, der Steine vom Steinbruch Tura für den Bau der Cheopspyramide nach Giza schiffte (Papyrus Jarf A und B). Diese Papyrus-Funde liefern erstmals ein „inneres“ Bild der Verwaltung des frühen Alten Reiches.
Die Cheops-Pyramide gehört seit 1979 zusammen mit vielen weiteren Pyramiden als Teil des Komplexes „Memphis und seine Totenstadt – die Pyramidenfelder von Gizeh bis Dahschur“ zum UNESCO-Weltkulturerbe.

## Forschungsgeschichte

### Antike Historiker

#### Herodot von Halikarnassos

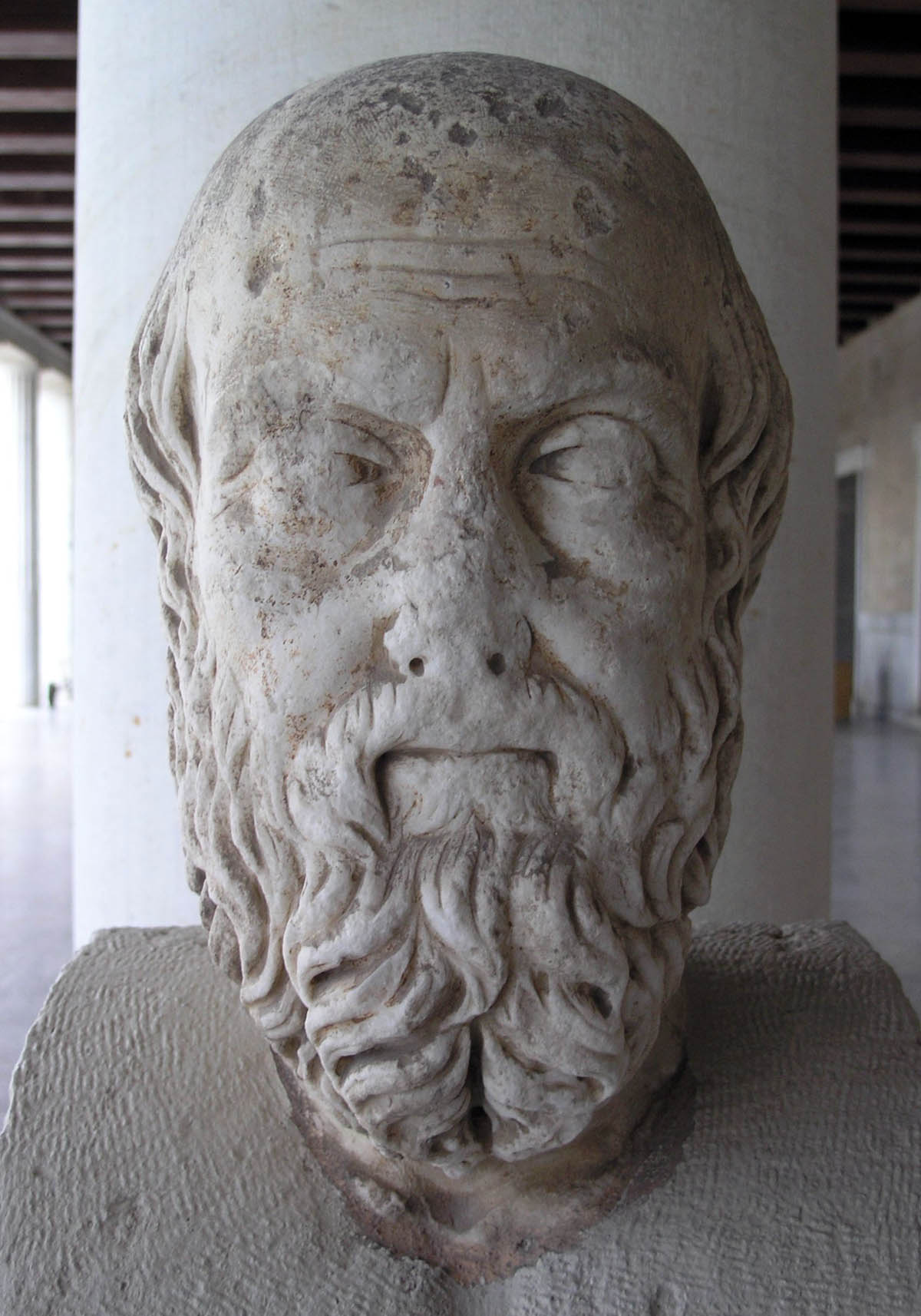
Herodot äußerte sich als erster antiker Historiker über die ägyptischen Pyramiden.

Herodot von Halikarnassos, den Cicero als „Vater der Geschichtsschreibung“ und Erzähler „zahlloser Geschichten“ bezeichnete, verfasste im 5. Jahrhundert v. Chr. ein neun Bücher umfassendes Geschichtswerk, die sogenannten Historien. Als viel gereister Mann beschrieb er die Länder und Völker der damals bekannten Welt. Ägypten bereiste er zur Zeit der Ersten Perserherrschaft um 450 v. Chr. und schrieb darüber im zweiten Buch seiner Historien.
Dieser älteste Bericht über die Pyramiden ist aber erst mehr als 2000 Jahre nach ihrem Bau entstanden. Offensichtlich bezog Herodot sein Wissen vor allem von Beamten und Priestern niedrigen Ranges, von Ägyptern und angesiedelten Griechen aus dem Volk und von seinen Dolmetschern. Dementsprechend präsentieren sich seine Ausführungen als eine Mischung aus nachvollziehbaren Beschreibungen, persönlichen Beschreibungen, fehlerhaften Berichten und Phantasiegeschichten. So nahmen mit ihm die spekulativen Irrungen und Wirrungen über das Monument ihren Anfang.
Herodot charakterisiert Cheops als einen tyrannischen König. Dies zeigt wohl die Sicht des Griechen, dass solche Bauten nur durch grausame Ausbeutung des Volkes zustande kommen können. Nach Herodot soll Cheops sogar so weit gegangen sein, „dass er, als er Geld brauchte, seine eigene Tochter in einem Bordell sitzen ließ und ihr auferlegte, eine gewisse Summe des Geldes […] zu verdienen.“
Auf Befehl des Cheops hätten in dreimonatigen Schichten jeweils 100.000 Arbeiter an den Bauten Frondienste verrichtet. In den ersten zehn Jahren sei eine breite Dammstraße errichtet worden, die Herodot zufolge fast ebenso beeindruckend schien wie der Bau der Pyramiden selbst, da sie etwa 1 km lang, 18 m breit und 14 m hoch und mit geglätteten Steinen belegt gewesen sei. Außerdem seien am Fuße der Pyramiden unterirdische Kammern errichtet worden, in deren einer Cheops selbst bestattet worden sei. Herodot spricht von einer Insel in einem unterirdischen See, der durch einen Nilkanal gefüllt werde. Jede Seite der Pyramide sei etwa 240 m lang und ebenso groß sei die Höhe. Ihr Bau habe 20 Jahre gedauert.
Herodot beschrieb auch eine Inschrift an der Außenseite der Pyramide, welche seiner Meinung nach die Menge von Rettichen, Knoblauch und Zwiebeln angab, welche die Arbeiter verzehrt hätten. Hierbei könnte es sich um einen Vermerk von Restaurierungsarbeiten handeln, die Chaemwaset, Sohn von Ramses II., durchgeführt hatte. Offenbar konnten Herodots Begleiter und Dolmetscher die Hieroglyphen nicht lesen oder gaben ihm bewusst falsche Informationen.

#### Diodor von Sizilien
Diodor von Sizilien besuchte Ägypten um 60 v. Chr. Er stützte sich bei seinen Beschreibungen einerseits auf die Sichtweise einiger antiker Historiker, distanzierte sich jedoch auch von Herodot, der lediglich „Wundermärchen und unterhaltende Dichtungen“ geschildert habe. Vermutlich bezog er sein Wissen aus dem verlorengegangenen Werk des Hekataios von Abdera und von ägyptischen Priestern. Seinem Bericht zufolge gab es weder bei den ägyptischen Geschichtsschreibern noch im Volk übereinstimmendes Wissen über die Erbauer der Pyramiden. Einerseits erzählte man ihm, dass die Könige Cheops und Chephren nicht in den Pyramiden, sondern an einem geheimen Ort bestattet wurden, aus Angst vor der Rache des zum Frondienst verurteilten Volkes. Damit festigte Diodor die Verbindung zwischen Pyramidenbau und Sklaverei und die Idee von riesigen Kenotaphen. Andererseits brachte er die Pyramiden mit ganz anderen Bauherren in Verbindung. So soll der Bauherr der Cheops-Pyramide ein gewisser König Harmais gewesen sein – eine Bezeichnung, die sich vielleicht auf die „Harmachis“ genannte Sphinx beziehen könnte. Die Chephren-Pyramide sollte demnach von Amasis, einem König der 26. Dynastie, und die Mykerinos-Pyramide von Inaros I., dem Helden eines Aufstandes gegen die Perser, stammen. Diese Vorstellung entsprang offenbar zeitgenössischen Volkserzählungen, die die Pyramiden bekannten Persönlichkeiten der nahen Vergangenheit zuschrieben. Man muss aber auch in Betracht ziehen, dass in dieser Zeit die Pyramiden für erneute Bestattungen verwendet wurden.
Laut Diodor befand sich die Verkleidung der Pyramide zu seiner Zeit noch in hervorragendem Zustand, wohingegen der oberste Teil der Pyramide von einer Plattform von sechs Ellen Breite (ca. 3 m) gebildet worden sei. Demzufolge wäre das Pyramidion im 1. Jahrhundert v. Chr. bereits verschwunden gewesen. Über den Bau der Pyramide hält er fest, dass sie mit Hilfe von Rampen errichtet wurde, da noch keine Hebewerkzeuge erfunden waren. Von den Rampen sei nichts übrig geblieben, da man sie nach der Fertigstellung der Pyramiden wieder abgetragen habe. Die Anzahl der Arbeiter, die für die Errichtung der Cheops-Pyramide notwendig waren, schätzte er auf 360.000 und die Bauzeit auf 20 Jahre.

#### Strabon aus Amasya
Strabon besuchte Ägypten um 25 v. Chr., kurz nach der Eroberung Ägyptens durch die Römer. Er hielt sie zwar noch für Begräbnisstätten von Königen, erwähnte aber nicht mehr die darin bestatteten Könige. Möglicherweise konnte er die Pyramide tatsächlich betreten. So erwähnt er in der Mitte einer Pyramidenseite einen Stein, der herausgenommen werden kann und in einen gekrümmten Gang bis zur Gruft führte. Dieser Stein wurde in der Forschung auch schon als eine Art drehbare Steintür interpretiert, vermutlich handelte es sich aber nur um einen einfachen Steinblock, der den Zugang blockierte. Die Beschreibung des gekrümmten Ganges passt jedoch wiederum am besten zum Grabräuberzugang.

#### Plinius der Ältere
Der römische Schriftsteller Plinius der Ältere hielt die Pyramiden für eine Zurschaustellung von Reichtum und eine Arbeitsbeschaffungsmaßnahme, um das Volk besser kontrollieren zu können. Plinius weist in seiner Naturalis historia auf einen 86 Ellen tiefen Schacht in der Pyramide hin, der seinen Vorstellungen zufolge dazu diente, das Nilwasser in die Pyramide zu leiten. Damit könnte er den Schacht zwischen der großen Galerie und dem absteigenden Korridor gemeint haben. Vielleicht war in der damaligen Zeit nur das obere Kammersystem zugänglich.

### Byzantinische und arabische Zeit

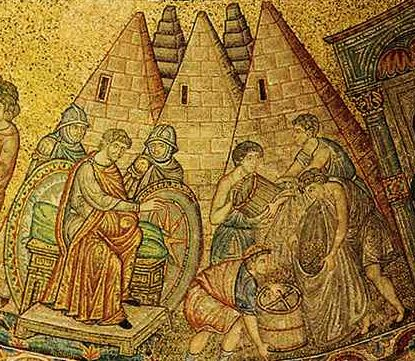
Joseph in Ägypten. Im Hintergrund die als Kornspeicher gedachten Pyramiden. Mosaik im Markusdom, Venedig.

Zur Zeit von Gregor von Nazianz oder Stephanos von Byzanz begann eine Uminterpretation der Pyramiden als „Kornspeicher Josephs“, eine Fehldeutung, die sich bis zum Ende des 15. Jahrhunderts halten sollte. Haase führt dies auf eine falsche Etymologie des griechischen Wortes „pyros“ zurück, das seiner Ansicht nach „Weizen“ bedeutet. In Wirklichkeit bedeutet πυρ (pyr) aber „Feuer“. Möglicherweise verwechselt er das mit πυραμόεις (pyramoeis), einem im Feuer gerösteten Weizenkuchen. Weiterhin finden sich keine Informationen über die Cheops-Pyramide zur Zeit der byzantinischen Herrschaft über Ägypten. Mit dem Verlust der altägyptischen Sprache und dem Wissen über die ägyptischen Herrscher festigte sich die Deutung als Kornspeicher.
Auch als 639 das Land durch die Araber erobert wurde, änderte sich daran nichts. Der islamische Historiker al-Maqrīzī (1364–1442) fasste in seinem Werk Chitat eine Reihe früher islamischer und koptischer Berichte über die Pyramiden zusammen, die fast einheitlich beschrieben, dass der erneute Zugang zur Pyramide unter dem siebten Kalif der Abbasiden al-Ma'mūn erfolgte, dessen Männer im Jahr 820 einen Tunnel nahe dem ursprünglichen Zugang angefertigt hätten (sogenannter al-Ma'mun-Tunnel). Al-Maqrīzī war sich offenbar der Sarkophage in den Sargkammern bewusst und erkannte daran, dass es sich bei den Pyramiden nicht um Kornspeicher, sondern um Gräber handelte.
Der arabische Philosoph, Geograph und Historiker al-Masʿūdī berichtete in seinem Werk Geschichte der Zeit und derer, die die Ereignisse dahinrafften ebenfalls über die Aktivitäten al-Ma'muns. Seine Schilderungen sind allerdings von phantasievollen Ausschmückungen durchsetzt. Erste konkrete Schilderungen über die Situation im Innern der Cheops-Pyramide erschienen in der ersten Hälfte des 11. Jahrhunderts vom Arzt Ali ibn Ridwan und zu Beginn des 12. Jahrhunderts vom arabischen Schriftsteller Muhammad al-Kaisi. In al-Kaisis Bericht liegen erste Beschreibungen von einem Leichenfund in der Grabkammer des Cheops vor, der auch von anderen arabischen Quellen bestätigt wird. Es ist unklar, um wessen sterbliche Überreste es sich dabei handelt.
Der arabische Universalgelehrte Abd al-Latif al-Baghdadi (1163–1231) beschrieb, wie ein Heer von Arbeitern des Herrschers al-Malik al-ʿAzīz ʿUthmān ibn Salāh ad-Dīn Yūsuf erfolglos versuchte, die Verkleidungssteine der Mykerinos-Pyramide abzutragen, und dass die Verkleidungssteine einiger Nebenpyramiden zum Brückenbau in der Stadt Gizeh benötigt wurden. Damit begannen die in den nächsten Jahrhunderten folgenden Abrissarbeiten an der Verkleidung der beiden großen Pyramiden von Gizeh. Abd al-Latif verwies auch auf die vielen Inschriften an den Verkleidungen der beiden großen Pyramiden und wies auf die Genauigkeit hin, mit der die Verkleidungssteine verlegt worden waren. Von besonderer Bedeutung sind seine Beschreibungen vom Kammersystem der Cheops-Pyramide. Hier findet man offenbar auch die erste Bemerkung zu den Schächten der Königskammer.

### Europäische Wiederentdeckung

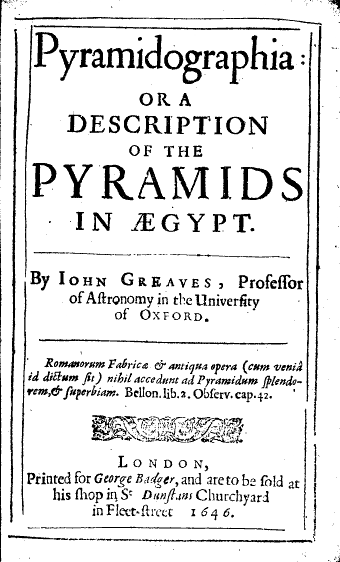
Titel von John Greaves’ Pyramidographia (1646)

Gegen Ende des 15. Jahrhunderts wurde die Cheops-Pyramide zunehmend Ziel oder zumindest Station europäischer Forschungsreisender und Pilger auf dem Weg ins Heilige Land, und diese distanzierten sich immer öfter von der christlichen Kornspeicher-Fehldeutung.
Bereits im Jahr 1335 hatte der niedersächsische Mönch Guilielmus de Boldensele alias Otto von Nienhusen die Pyramiden von Gizeh besucht und auch das Innere der Cheops-Pyramide zu sehen bekommen, die als Kornspeicher zu deuten er entschieden ablehnte. Zu dieser Zeit muss die Verkleidung im unteren Bereich der Pyramide noch intakt gewesen sein. Sie wurde vermutlich in großem Stil erst unter dem Mamluken-Sultan an-Nasir al-Hasan (1347–1362) für den Bau seiner Moschee (Sultan-Hasan-Moschee) in Kairo abgetragen.
Der Mainzer Bernhard von Breidenbach (1486) und Jehan Thenaud (1512), der Obere der Franziskaner von Angoulême, sahen in den Pyramiden bereits Grabmäler altägyptischer Könige. 1646 erschien die Pyramidographia, or a Description of the Pyramids of Egypt des britischen Mathematikers und Altertumsforschers John Greaves. Sie gilt als erster Versuch einer ägyptologischen Arbeit. Greaves bestieg die Cheops-Pyramide, vermaß die Blöcke, betrat das Innere und fertigte ein für seine Zeit bemerkenswert genaues Schnittschema der Pyramide an.

### Ägyptologische Forschung

#### 18. und 19. Jahrhundert
Der britische Diplomat Nathaniel Davison betrat 1765 die Grabkammer des Cheops und entdeckte die unterste Entlastungskammer oberhalb der Grabkammer, die seitdem seinen Namen trägt. Edmé François Jomard verfasste für die Description de l’Égypte das Kapitel über die Pyramiden von Memphis. Mit dem Architekten Célile vermaß er 1799 die Pyramiden und zählte bei der Cheops-Pyramide eine Höhe von 203 Steinlagen. Der französische Oberst Jean Marie Joseph Coutelle, der wie Jomard und Célile an der Napoleon-Expedition teilnahm und Grabungen im memphitischen Raum leitete, interpretierte die Kammer über der Grabkammer als Entlastungskammer.
1817 befreite der Italiener Giovanni Battista Caviglia den absteigenden Korridor von Schuttmassen und entdeckte die Felsenkammer wieder, die offenbar jahrhundertelang verschüttet war. Dabei fand er auch den Zugang zum Luft- beziehungsweise Fluchtschacht.

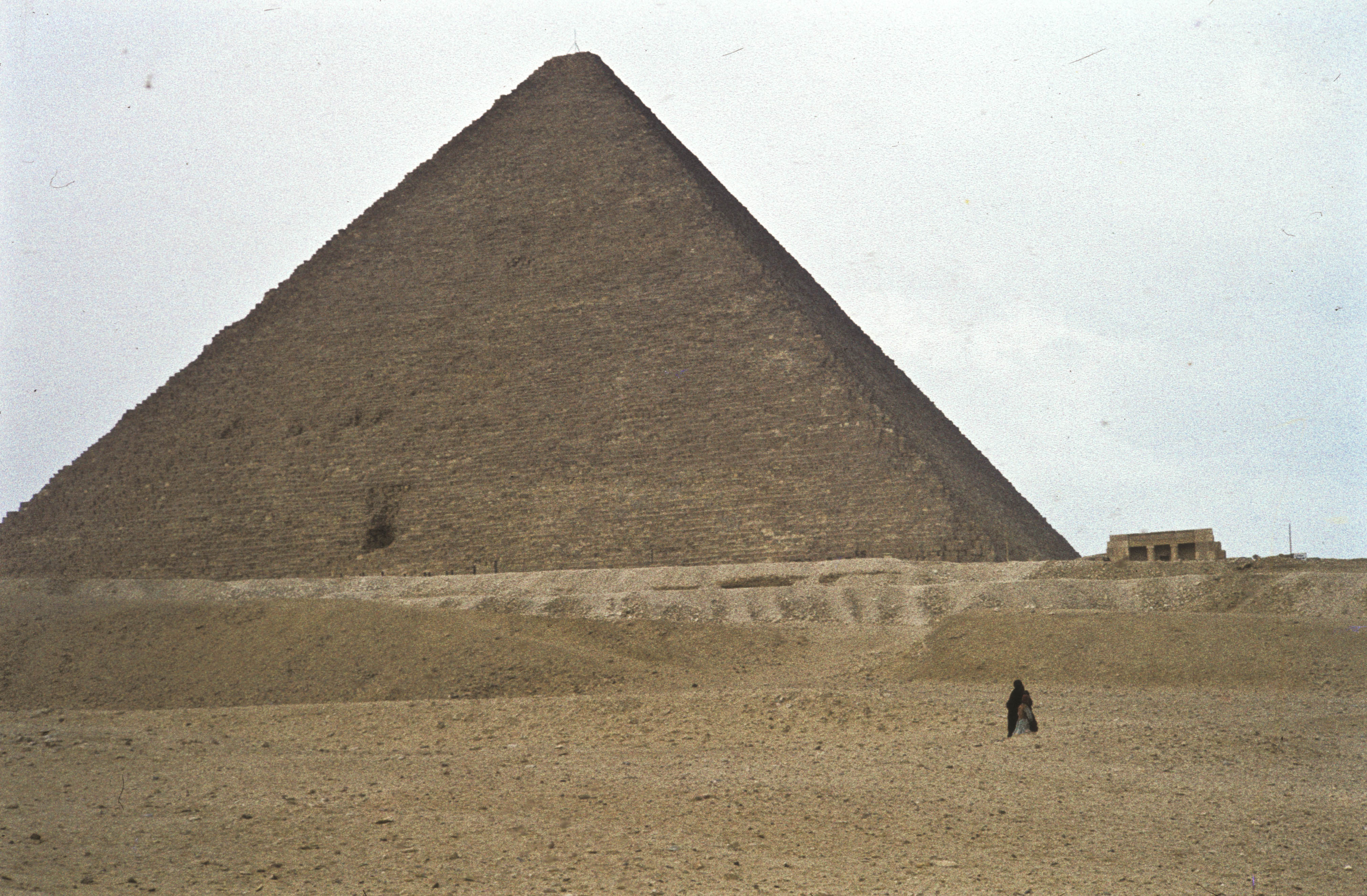
Südseite der Cheops-Pyramide mit in das Kernmauerwerk gesprengter Bresche
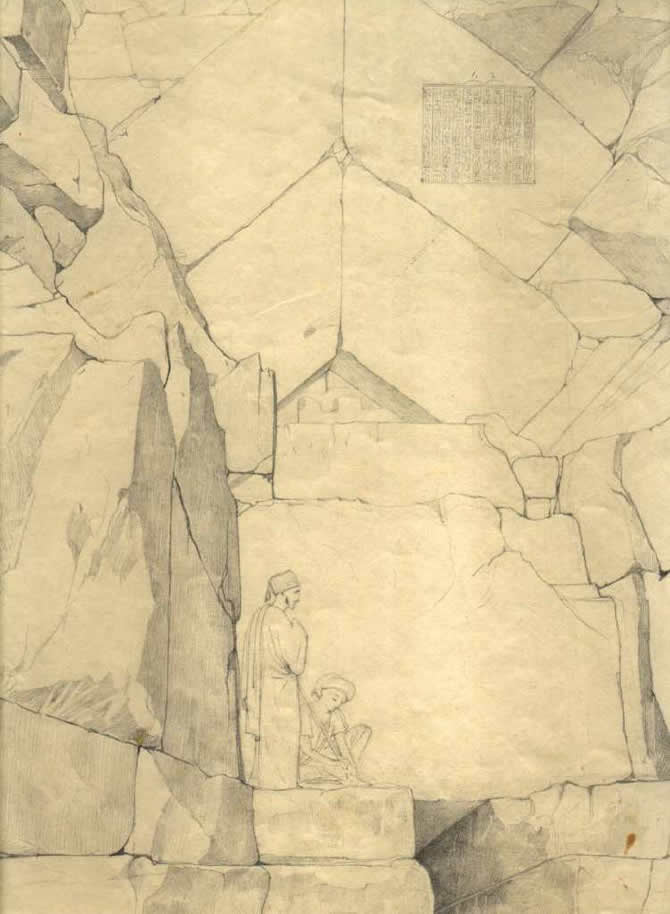
Nordseite der Cheops-Pyramide: Oberer Eingang mit der hieroglyphischen Inschrift zur Geburtstagsfeier des preußischen Königs
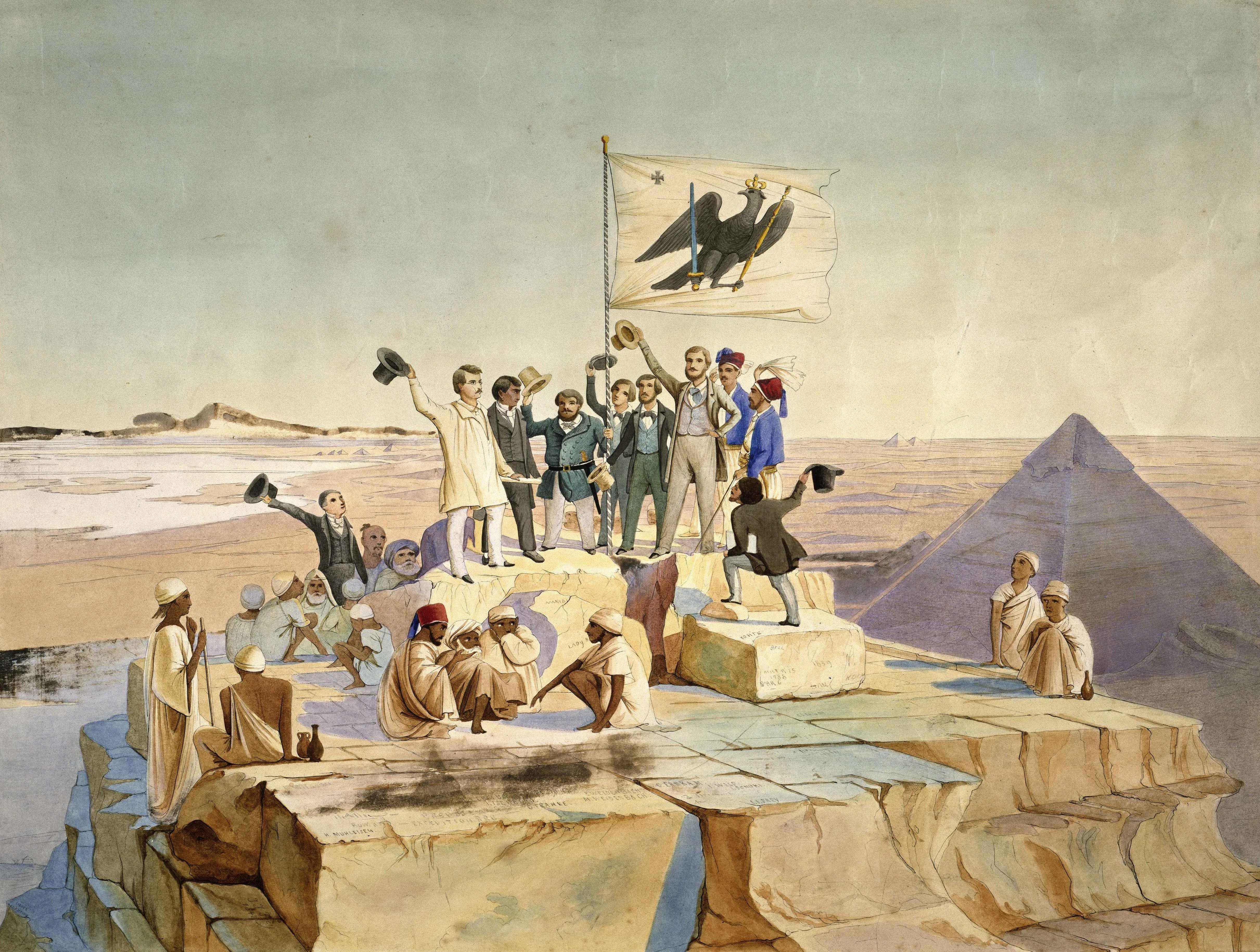
Die preußische Expedition unter Richard Lepsius feiert den Geburtstag König Friedrich Wilhelms IV. auf dem Gipfel der Cheops-Pyramide am 15. Oktober 1842
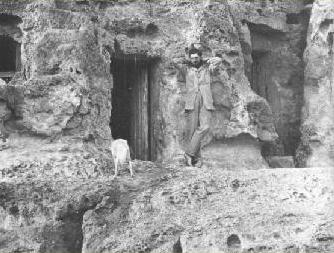
Flinders Petrie in Gizeh (um 1880)

1837 konnten die britischen Pyramidenforscher Howard Vyse und John Shae Perring in die vier weiteren Entlastungskammern über der Davison-Kammer vordringen und fanden dabei viele Bauarbeiter-Graffiti mit dem Namen des Cheops, die erstmals eine eindeutige Zuordnung der Pyramide zu diesem König zuließen. Außerdem fanden sie die Außenmündungen der Schächte der Königskammer, die sie in der Folge reinigten. Bei Grabungen an der Ostseite der Pyramide stießen sie auf die Reste des Basaltpflasters des Totentempels. Auf der Suche nach weiteren Zugängen zur Pyramide sprengten sie an der Südseite der Pyramide eine Bresche ins Kernmauerwerk.
Die von König Friedrich Wilhelm IV. ausgesandte Expedition nach Ägypten (1842–1845) unter der Leitung von Richard Lepsius befasste sich vor allem mit der Struktur der Cheops-Pyramide. Die Teilnehmer der Expedition feierten den Geburtstag des preußischen Königs, indem sie die Pyramide bestiegen und an deren Gipfel eine Fahne entrollten. Anlässlich des königlichen Geburtstags fertigten die Expeditionsteilnehmer auch ein einzigartiges Schriftzeugnis an: In einem Steinbalken oberhalb des Eingangs zur Cheops-Pyramide brachten sie eine Inschrift nach Art alter Stelen an. Sie kann wohl als erste Inschrift gelten, die nach der Entzifferung der Hieroglyphen wieder diese Schrift als Informationsträger nutzt.
1872 entdeckte Waynman Dixon die Schächte der Königinnenkammer.
1880 bis 1882 führte Flinders Petrie umfangreiche Vermessungen der Pyramide durch. Der englische Astronom Charles Piazzi Smyth hatte nach eigenen Vermessungen an der Cheops-Pyramide, die sich später als nicht zuverlässig herausstellten, behauptet, in ihren Abmessungen seien Prophezeiungen und andere mystische Informationen verborgen. Petrie richtete sich in einem leeren Grab nahe der Pyramide ein und vermaß mit teilweise selbst gebauten Vermessungsinstrumenten sowohl das Äußere als auch das Innere der Großen Pyramide exakt. Seine Ergebnisse widerlegten die Theorien von Piazzi Smyth und Spekulationen über einen „Pyramidenzoll“ durch den Nachweis, dass den Abmessungen der Pyramide die alte ägyptische Königselle zugrunde lag.

#### Beginn des 20. Jahrhunderts

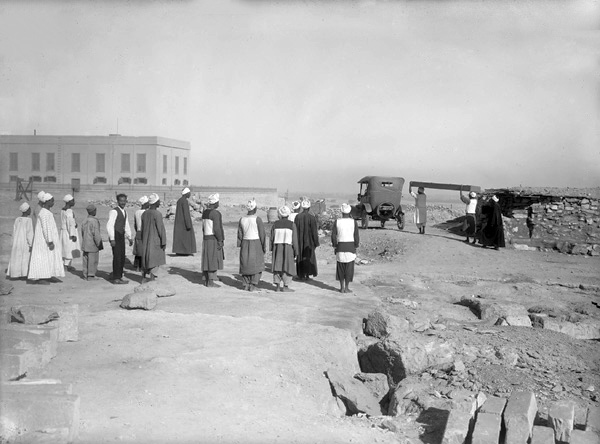
Ausgrabung von George Andrew Reisner in Gizeh 1926

1902 bis 1932 führte George Andrew Reisner umfangreiche Grabungen auf dem Westfeld durch. 1925 entdeckte er im Umfeld der Nordostecke der Königinnenpyramide G I-a die Grabschachtanlage G 7000x mit Teilen der Grabausstattung der Hetepheres I. Diese war wahrscheinlich die Gemahlin des Snofru und Mutter des Cheops.
Hermann Junker führte ebenfalls umfangreiche Grabungen auf dem Westfeld durch und entdeckte dabei unter anderem in der Mastaba G 4000 die über 1,50 m hohe Sitzstatue des Hemiunu, der unter anderem den Titel „Vorsteher aller Bauarbeiten des Königs“ trug und damit höchstwahrscheinlich verantwortlich für den Bau der Cheops-Pyramide gewesen war.
1954 entdeckten die beiden ägyptischen Archäologen Kamal el-Malakh und Zaki Iskander südlich der Cheops-Pyramide zwei verschlossene Gruben mit den in Einzelteile zerlegten Booten. Nach aufwändigen Restaurierungsarbeiten war jenes aus der östlichen Grube von 1982 bis 2021 im Bootsmuseum oberhalb der Fundstelle ausgestellt.

#### Neuere Erforschungen
1986/87 suchten französische und japanische Forscher mit mikrogravimetrischen Instrumenten und elektromagnetischen Scannern nach noch unbekannten Kammern in der Pyramide. Es konnten allerdings lediglich hinter den Wänden des horizontalen Ganges zwischen der Großen Galerie und der Königinnenkammer etwa 25 cm breite mit Sand gefüllte Fugen gefunden werden, die vermutlich bautechnischen Ursprungs sind.
Seit 1988 fanden südöstlich des Gizeh-Plateaus unter der Leitung von Mark Lehner Grabungen an einer der Arbeitersiedlungen statt. Westlich dieser Arbeitersiedlung leitete Zahi Hawass seit 1990 die Ausgrabung eines Friedhofareals, der 1992 ebenfalls die Überreste der Kult-Pyramide südöstlich der Cheops-Pyramide entdeckte.
Im Jahr 1993 untersuchte der Ingenieur Rudolf Gantenbrink in Zusammenarbeit mit dem Deutschen Archäologischen Institut (DAI) in Kairo unter der Leitung von Rainer Stadelmann mit Hilfe des Mini-Roboters Upuaut-2 beide Schächte der Königinnenkammer. Diese Schächte haben im Gegensatz zu denen der Königskammer keine Öffnungen an den Außenwänden der Pyramide. Im nördlichen Schacht entdeckte das Gerät nach ungefähr 40 m eine in einer Biegung des Schachts fest verkantete längere Eisenstange, die 1872 von dem englischen Hobbyarchäologen und Entdecker dieser beiden Schächte, Waynman Dixon, bei einer „blinden“ Inspektion nicht mehr entfernt werden konnte. Eine weitere Erkundung durch den Roboter in diesem Schacht war aufgrund des 45-Grad-Knicks nicht möglich, und es ist geplant, mit einem Spezialgerät eines Tages die verkantete Stange wieder vollständig zu entfernen. In den südlichen Schacht drang Upuaut-2 („Öffner der Wege“) 65 m ein und stieß auf einen Blockierstein aus der Bauzeit, der eine weitere Kammer vermuten ließ. In der Steinplatte waren zwei Kupferbeschläge eingegipst.
Am 17. September 2002 setzte eine von National Geographic gesponserte Expedition ein Roboter-Fahrzeug mit der Bezeichnung „Pyramid Rover“ ein, der die Steinplatte durchbohrte und den dahinter liegenden Raum mit einer Kamerasonde inspizierte. Der Vorgang konnte durch Fernsehübertragung in der ganzen Welt live mitverfolgt werden. Hinter dem glatt polierten Blockierstein aus Tura-Kalkstein befand sich ein leerer Hohlraum, der diesmal mit einem roh behauenen und rissigen Blockierstein abgeschlossen ist. Eine weitere größere Kammer, wie mehrfach vermutet, wurde hinter dem Stein nicht gefunden.
Am 23. September 2002 verkündeten die ägyptische Antikenverwaltung und das Kulturministerium schließlich den Fund einer weiteren „Tür“ im nördlichen der Schächte, die in der Königinnenkammer entspringen. Der Pyramid Rover war am 18. September auch diesen Schacht, diesmal ohne Fernsehübertragung, hinaufgefahren. Nach den von Zahi Hawass veröffentlichten Ergebnissen ist die Steinplatte im Nordschacht baugleich derjenigen im Südschacht und versperrt den Schacht in gleicher Distanz von der Königinnenkammer wie ihr südliches Pendant. Videoaufnahmen zeigen ebenfalls zwei Kupferbeschläge, die im Gegensatz zum Südschacht beide intakt zu sein scheinen.
Im Mai 2009 verkündete ein internationales Forscherteam um den britischen Ingenieur Robert Richardson die Ergebnisse einer weiteren Expedition im unteren südlichen Schacht. Dem eingesetzten Roboter Djedi gelang es, mithilfe eines nun schwenkbaren Kameraarms den Bereich unmittelbar hinter der vormals durchbohrten Steinplatte zu betrachten. In den Videoaufzeichnungen entdeckten die Forscher auf dem Boden des Schachts rötliche Hieroglyphen, von deren Entschlüsselung sich Richardson Hinweise auf den Konstruktionszweck der Schächte versprach. Gleichzeitig erwiesen sich die beiden kupfernen Metallbeschläge an der Steinplatte auf deren Rückseite als auf sich selbst, zu sehr schmalen Ösen, zurückgebogen. Nach Ansicht der Forscher ist dies ein Indiz dafür, dass die Kupferbeschläge weniger mechanischen als vielmehr ornamentalen Zwecken dienten. Der Roboter sei zudem mit einem Miniatur-Ultraschallgerät ausgestattet, mit dem das Team in naher Zukunft die gegenüberliegende Wand abklopfen und so Hinweise auf ihre Mächtigkeit erhalten wolle. Darüber hinaus wollte Richardson noch im Jahr 2011 den nördlichen der Schächte der Königinnenkammer weitererkunden.
Im Herbst 2017 gaben Forscher um den Wissenschaftler Kunihiro Morishima den Fund eines mindestens 30 m langen Hohlraums oberhalb der Großen Galerie bekannt. Dieser wurde mittels Beobachtung von Myonen als Nebenprodukt kosmischer Strahlung entdeckt (Myonentomografie) und durch weitere unabhängige Messungen verschiedener Forscherteams bestätigt. Der Hohlraum entspricht laut Morishima einem Korridor. Er hat eine Länge von 30 Metern und ist bei einer Breite von zwei Metern bis zu drei Meter hoch. Er verläuft horizontal oder leicht geneigt nach oben (dies lässt sich noch nicht genau sagen). Sein Volumen ist somit vergleichbar mit der unterhalb liegenden großen Galerie.

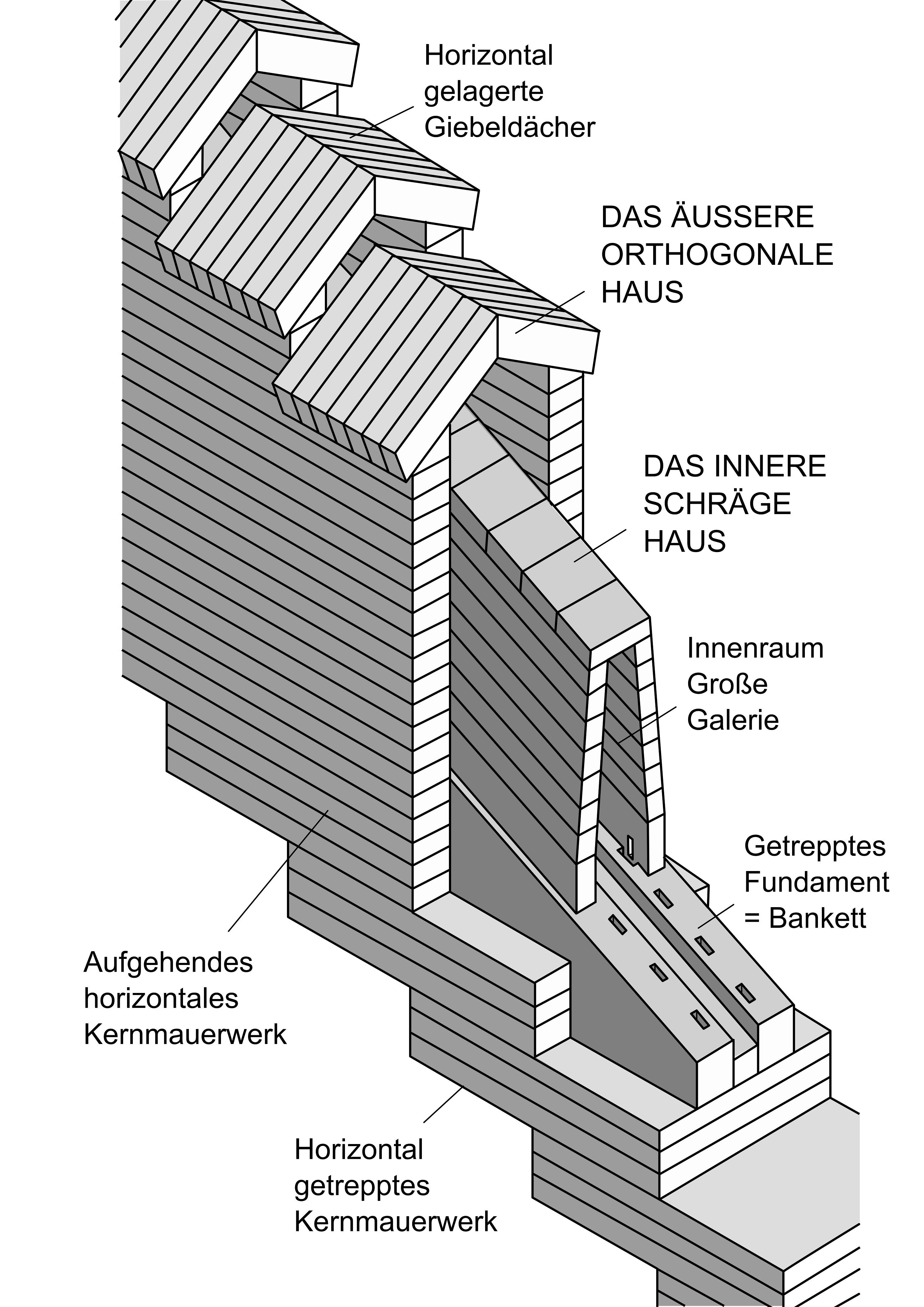
Hypothetische Giebeldach-konstruktion zum Aufnehmen der Steinlast über der Großen Galerie, nach Kerres

Bernhard Kerres untersuchte eingehend die Konstruktion der Großen Galerie. Mit Blick auf die Schräglage des Raums und dem sich daraus ergebenden Abwärtsschub aller Steinschichten des Kraggewölbes, der statisch aufgefangen werden muss, muss es eine gesonderte Auffangkonstruktion oberhalb des Kraggewölbes geben. Eine Umbauung der Großen Galerie (Haus-in-Haus-Bauweise) mit einer darüberliegenden Giebeldachkonstruktion könnte eine Lösung dafür sein. Der sich so ergebende Raum zwischen Oberseite des Kraggewölbes und der Giebeldachkonstruktion wäre eine Erklärung für das Messergebnis der Myonentomografie.

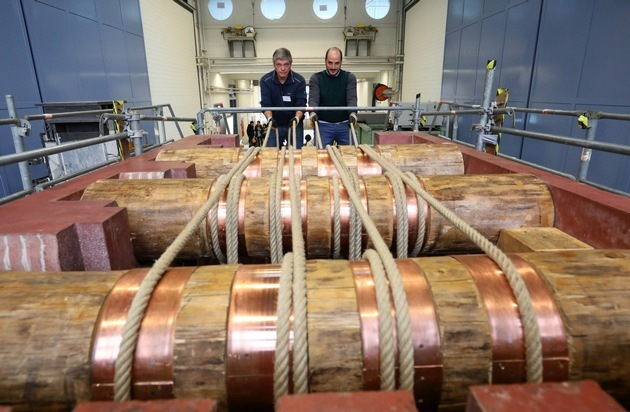
Nachbau der Fallstein-kammer mit Mechanismus zum Herablassen der Blockiersteine mittels Seilführung, nach Dorka

Am 9. Februar 2018 demonstrierten Ingenieurwissenschaftler der Universität Kassel mit einem 1:1-Nachbau des Vorraums zur Sarkophagkammer des Cheops, wie der Verschlussmechanismus der Fallsteinkammer funktionierte.
Im Frühjahr 2023 wiesen Wissenschaftler der Technischen Universität München mit Hilfe von Ultraschall und endoskopischen Kameras zerstörungsfrei die Existenz einer bisher unbekannten Kammer nach, deren Vorhandensein seit 2016 nur aufgrund von Messdaten vermutet wurde.

## Die Pyramide

### Das Gizeh-Plateau

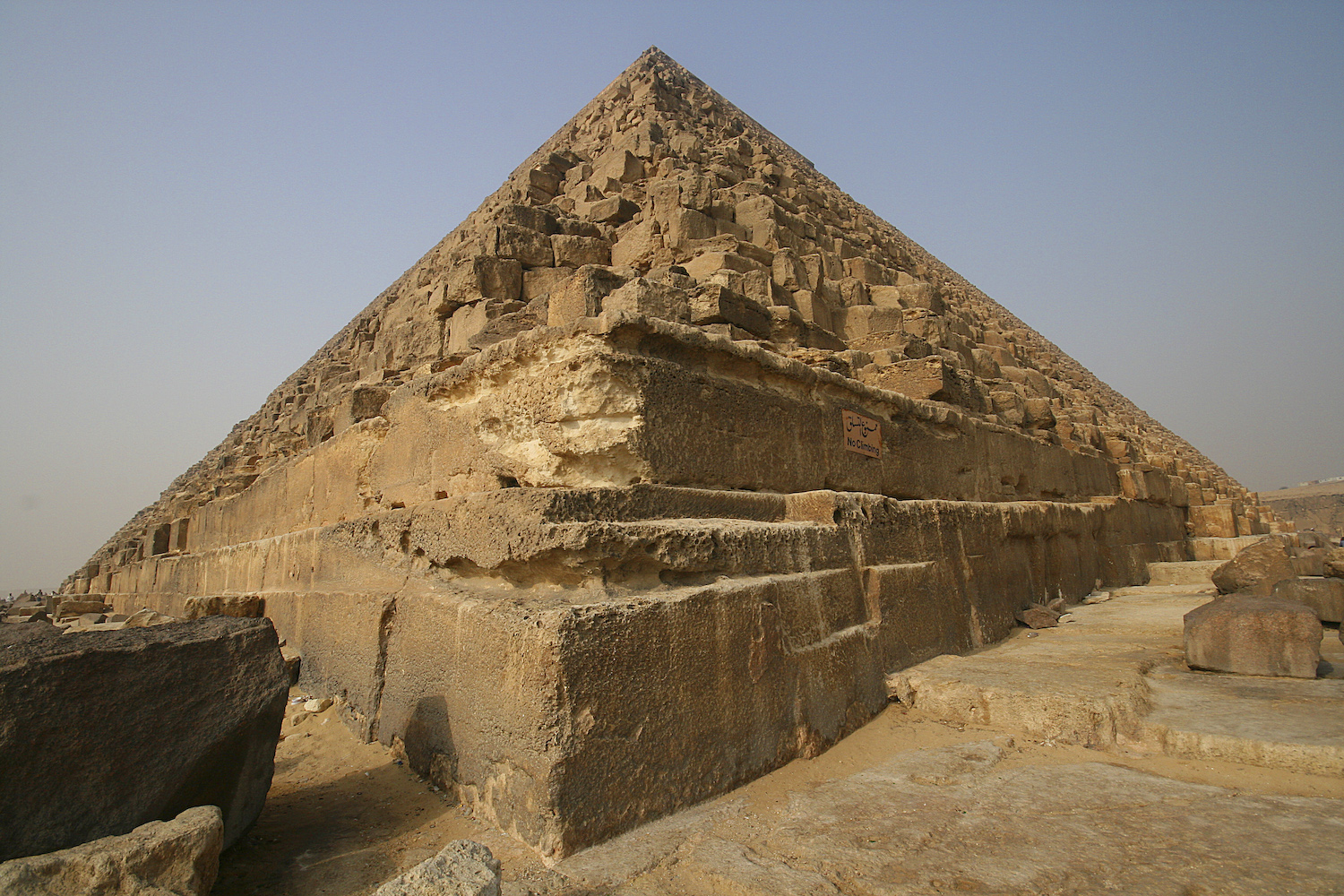
Ecke der Chephren-Pyramide, an der der massive Felskern erkennbar ist, über dem die Pyramide errichtet wurde

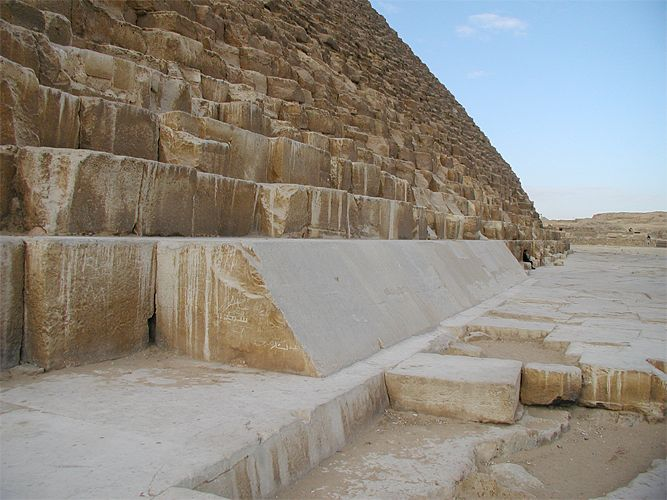
Unterste Lage der originalen Kalkstein-Verkleidung

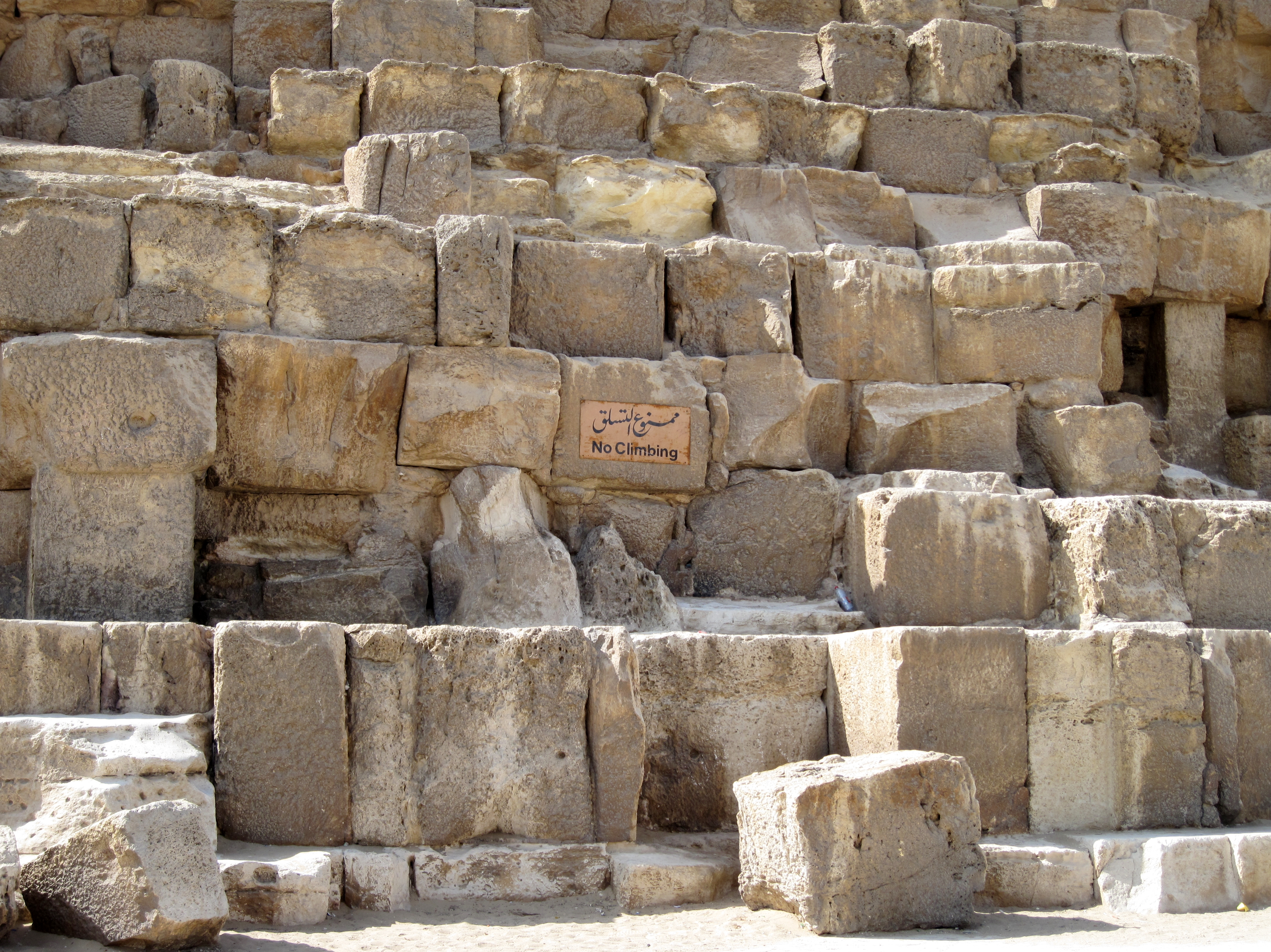
Blöcke der Außenseite des Kernmauerwerks

König Snofru, vermutlich Vater und Vorgänger des Cheops, ließ insgesamt drei große Pyramidenkomplexe errichten: die Meidum-Pyramide in Meidum, die Knickpyramide und die Rote Pyramide in Dahschur. Mit letzterer wurde erstmals eine geometrisch echte Pyramide erreicht, und die Entwicklung von den Ziegel-Mastabas über die Stufenpyramiden der 3. Dynastie fand ein Ende. Cheops wählte für sein Bauprojekt einen neuen Bauplatz, das „Gizeh-Plateau“. Vermutlich verließ er die königliche Nekropole in Dahschur, da diese nicht mehr genügend Platz für einen großen Pyramidenkomplex bot, dort nicht mehr ausreichend Kalkstein zur Verfügung stand und vielleicht aus Furcht vor dem instabilen Untergrund aus Tonschiefer. Dagegen zeichnete sich das sattelförmige Felsplateau, die sogenannte Mukattam-Formation, in Gizeh durch einen festen, kompakten Untergrund aus und besaß die notwendige geologische Konsistenz. Zur Zeit des Cheops befand sich dort bereits eine Reihe von Privatgräbern von offensichtlich einflussreichen Beamten aus den ersten drei Dynastien. Als Bauplatz wählte man die Nordostkante der Mokattam-Formation aus, wo sich ein großflächig kompakter Felshügel erhob. Michael Haase vermutet, dass solche Felssockel, auf denen auch die Djedefre-Pyramide und die Chephren-Pyramide errichtet wurden, ein maßgebliches Kriterium für die Standortwahl waren. Neben einer Arbeitsersparnis könnte dies auch durch statische Probleme beim Bau der Knickpyramide motiviert gewesen sein. Der Felskern tritt insgesamt an fünf Stellen deutlich hervor:
- Nach einer absteigenden Strecke von 33 m ist der absteigende Korridor eine aus dem Felsen gehauene Galerie, von einer Höhe von 3 m über der Pyramidenbasis bis zur Höhe des Basisniveaus.
- Der Luft-/Fluchtschacht durchdringt vom Basisniveau bis zu einer Höhe von 7 m darüber ebenfalls den Felskern.
- An der Nordwestecke des Kernmauerwerks erstreckt sich der Fels deutlich sichtbar nord- und südwärts.
- An der Nordostecke tritt der Fels bis auf eine Höhe von 1,95 m über dem Basisniveau zutage. Er wurde der Form des Oberbaus angepasst, indem er terrassenförmig abgearbeitet oder mit Steinlagen aufgefüllt wurde, um die äußeren Verkleidungssteine optimal einzupassen.
- An der Südseite, nahe der Südostecke erscheint der Kern mindestens zwei Stufen hoch.

Das Volumen des Felskerns wird auf 7,7 % des Gesamtvolumens der Cheops-Pyramide geschätzt.

### Nivellierung und Einmessung
Als Erstes wurde die Basisfläche nivelliert, indem um den Felskern ein ebenes Plateau hergestellt wurde, auf dem die Basis der Pyramide eingemessen wurde. Einerseits wurde dazu der Felskern abgetragen, andererseits die Risse mit gut gepflasterten Blöcken aufgefüllt. Auf den nivellierten Fels nahe dem Pyramidenkern wurde ein Fundamentsockel aus Tura-Kalkstein verlegt. Dieser diente der genauen Einmessung der Kantenlinien, der Konstruktion des rechten Winkels und letztlich dem Verlegen der ersten Steinlage. Die Nivellierung des Fundaments ist sehr präzise: Der größte Höhenunterschied beträgt lediglich 21 mm.
Die Einmessung der Pyramide war die Aufgabe der Harpedonapten. Sie weist ebenfalls eine bewundernswerte Genauigkeit auf, die schon in den nachfolgenden Bauten nicht mehr erreicht oder erstrebt wurde. Umso erstaunlicher ist dies in Anbetracht des erhöhten Felskerns, der eine direkte Messung der Diagonalen unmöglich machte. Sass schlägt dafür das Messsystem Fluchten aus der Mitte vor. Diese Methode der indirekten Vermessung einer Diagonale wurde auch von den Römern verwendet. Die Seiten der Pyramide sind nach den vier Himmelsrichtungen ausgerichtet. J. H. Cole vermaß 1925 zusammen mit Ludwig Borchardt den Verlauf der vier Grundkanten der Seiten der Pyramide. Maßgebend für die genaue Vermessung der Grundkanten waren die damals teilweise noch vorhandenen, in den Steinen der Basisfläche (Pyramidenbasis) eingeritzten Linien. Die Messungen ergaben, dass die vier Seiten nur ganz geringfügig von dem Soll der Basiskante von 440 Ellen (230,34 m) abweichen: Nordgrundkante – 11 cm, Westgrundkante + 1 cm, Südgrundkante + 11 cm und Ostgrundkante + 5 cm. Die Nord- und Südkante weichen um ca. 20 cm voneinander ab. Sehr genau sind auch die einzelnen Winkel, mit denen die Grundkanten aneinanderstoßen, ausgeführt: Nach Cole betragen die Abweichungen – 2″ an der Nordwestecke, + 3′ 2″ an der Nordostecke, – 3′ 33″ an der Südostecke und + 33″ an der Südwestecke. Dorner zweifelt das Messergebnis der Ausrichtung der Ostkante durch Cole an. Die exakt verlegte Fundamentplattform hätte es den damaligen Baumeistern ermöglicht, auch die Winkel an der NO- und SO-Ecke mit etwa derselben Toleranzen zu vermessen und zu markieren, wie dies an den beiden anderen Ecken erfolgt ist. Die Längendifferenz von ca. 20 cm hätte sich so nicht ergeben. Dorner vermutet, dass der Grund in der Fluchtung der Ostkante durch Cole aufgrund eines nur in der Mitte der Seitenkante vorhandenen Teilstücks, welches noch erkennbar war, zu den Winkeldifferenzen der NO- und der SO-Ecke von jeweils 3′ geführt hat. Würde die Messung der Richtung der Ostkante um 3′ in Richtung Osten korrigiert, ergäben sich für alle vier Winkel maximale Abweichungen von 33″. Die vier Seitenlängen hätten dann nahezu gleiche Abmessungen mit einer Differenz im Millimeterbereich. Der Böschungswinkel betrug 51° 50′ 33″, was nach altägyptischer Vermessung auf 1 Elle Höhe (28 Finger) einen Rücksprung (Seked) von fünfeinhalb Handbreit (28 Finger) ergibt. Dieser Rücksprung wird als Seked 5,5 bezeichnet. Daraus lässt sich eine ursprüngliche Höhe von 280 Ellen (= 146,59 m) berechnen. Heute ist die Pyramide noch 138,75 m hoch.
Die heutigen Außenflächen der Pyramide sind aufgrund von Beschädigungen nach innen gewölbt und nicht flach. An der Nordseite beträgt die Wölbung nach innen 0,94 m.

### Kernmauerwerk und Verkleidung

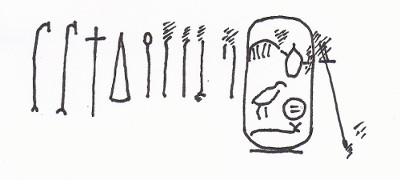
Steinbruchinschrift auf einem „Backing Stone“ mit dem Namen des Cheops nach Georges Goyon

Ursprünglich war die Cheops-Pyramide mit poliertem Tura-Kalkstein verkleidet. Allerdings sind fast alle dieser Steine herausgebrochen und später für den Bau von Gebäuden in Kairo wiederverwendet worden. Die Außenseiten sind dadurch nicht mehr glatt, sondern stufenförmig. Die Verkleidung ist nurmehr in den untersten Lagen teilweise erhalten. Auf diesen noch erhaltenen Blöcken konnten Markierungen von den Steinbrucharbeiten festgestellt werden, die mit roter Farbe angebracht worden waren. Die Spitze der Verkleidung war das (nicht mehr erhaltene) Pyramidion. Dieses bestand vermutlich als einziges Element der Verkleidung nicht aus Tura-Kalkstein, sondern aus Basalt oder Granit.
Das Kernmauerwerk besteht aus Blöcken nummulitischen Kalksteins. Die Blöcke an der Außenseite des Kernmauerwerks sind waagerecht angeordnet. Ihre Höhe beläuft sich auf einen halben bis eineinhalb Meter. Heute sind nur noch 203 Schichten erhalten, die obersten sieben sind herausgebrochen worden beziehungsweise bei Erdbeben herabgestürzt. Das Gewicht der Blöcke wird auf eine halbe (in den obersten Schichten) bis fünfzehn Tonnen (in der untersten Schicht) geschätzt. Für die Konstruktion der Königskammer mussten aber auch vierzig bis siebzig Tonnen schwere Blöcke aus Rosengranit in eine Höhe von etwa 70 m transportiert werden.
Zwischen der äußersten Schicht des Kernmauerwerks und der Kalkstein-Verkleidung wurde eine weitere Schicht aus Mörtel und sogenannten „Backing Stones“ eingesetzt. Dies sind Steine, die die Haftung der beiden materiell- und konstruktionsbedingt unterschiedlichen Mauerwerksarten erhöhten. Georges Goyon entdeckte auf einem Backing Stone der 4. Steinlage auf der Westseite eine Steinbruchinschrift. Wie bei den Inschriften in den Entlastungskammern ist auch diese auf dem Kopf stehend und in kursiver Schrift. Weitere Inschriften und Marken in Ocker und teilweise schwarzer Farbe machte Leslie Grinsell auf heute freiliegenden „Backing Stones“ der 5. und 6. Steinlage ausfindig. Es handelt sich um Maßlinien, Namen von Arbeitertruppen und in zwei Fällen um den Namen des Cheops.

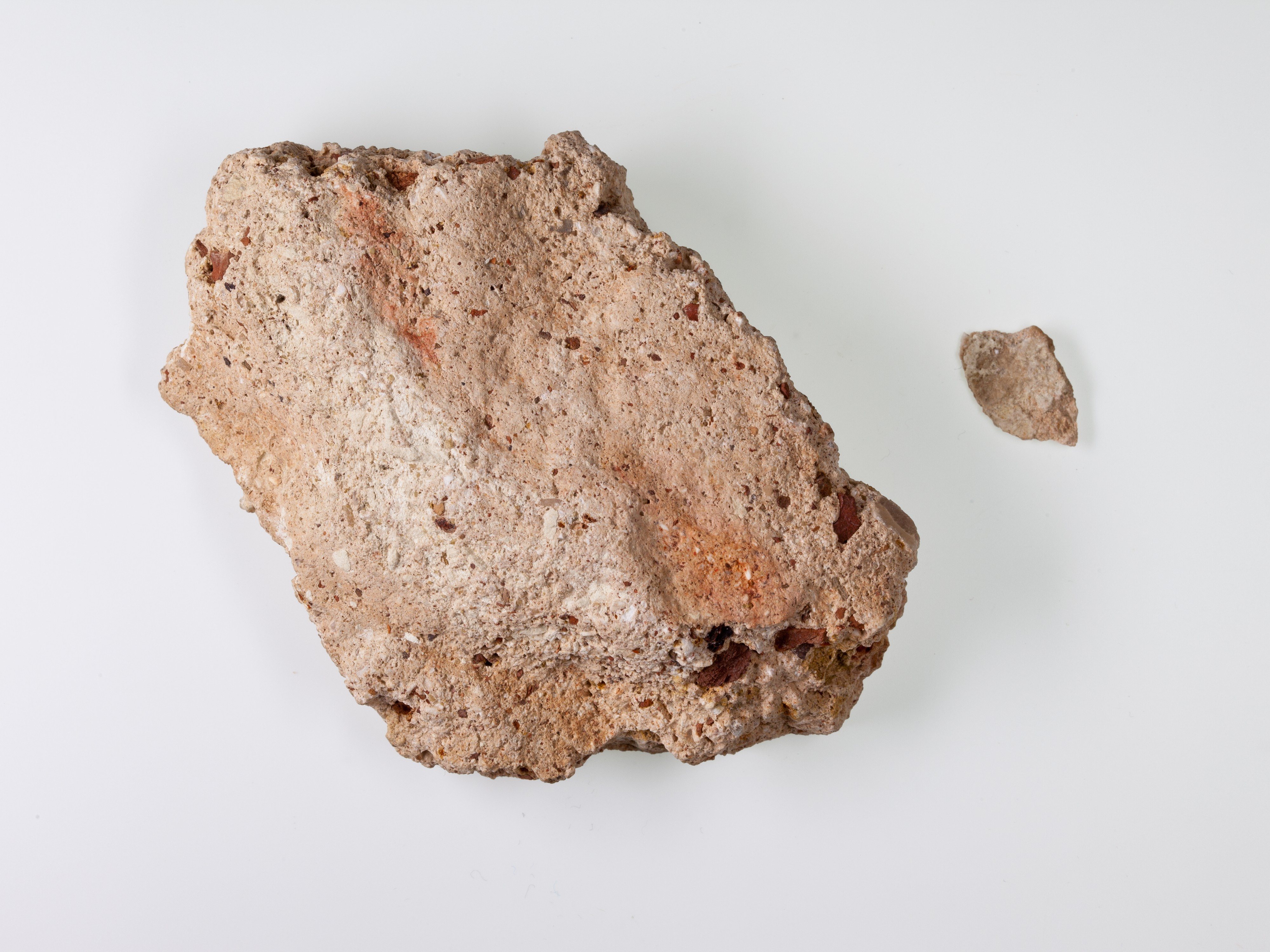
Mörtel der Cheops-Pyramide

Der Mörtel, der beim Bau des Kerns verwendet wurde, ist sehr hart und meist von einer blassrosa Farbe. Er setzt sich aus verschiedenen Elementen wie Gips, Sand, pulverisiertem Granit und Kalkstein zusammen. Die Fugen sind an den Außenseiten weniger als einen halben Millimeter breit und wurden mit einem halb-flüssigen Gips-Mörtel verfüllt. An den Unterseiten weisen die Verkleidungsblöcke Hebellöcher auf. Durch diese konnten die Blöcke mit Hebeln seitwärts eingeschoben werden. Die Hebellöcher wurden nach dem Versatz der Blöcke ebenfalls mit Mörtel und Flicksteinen verschlossen. Untersuchungen französischer Geophysiker haben gezeigt, dass die Struktur des Kernmauerwerks vermutlich sehr uneinheitlich beschaffen ist. Es enthält wahrscheinlich mit Sand gefüllte Räume, feinen Schotter und anderes Abfallmaterial der Baustelle. Diese Methode sparte Material, verlagerte den Druck in der Pyramide wirkungsvoll und dürfte sich bei Erdbeben günstig ausgewirkt haben.

## Das Kammersystem
| 1. Ursprünglicher Eingang 2. al-Ma'mun-Tunnel (heutiger Zugang) 3. Verbindung zwischen ab- und aufsteigendem Korridor 4. Absteigender Korridor 5. Felsenkammer 6. Aufsteigender Korridor | 7. Königinnenkammer mit „Luftschächten“ (7′) 8. Horizontaler Gang 9. Große Galerie 10. Königskammer mit „Luftschächten“ (10′) 11. Korridor zur Königskammer mit Blockiersteinkammer 12. Luft- oder Fluchtschacht mit „Grotte“ |

Über die Funktion der einzelnen Kammersysteme in der Cheops-Pyramide bleiben viele Fragen noch immer unbeantwortet. Ägyptologen wie Ludwig Borchardt versuchten, das komplizierte Raumprogramm durch verschiedene Bauphasen zu erklären. Demnach wurden diese durch die vermeintlichen Änderungen in drei Phasen errichtet: In einer ersten Phase entstand die Felsenkammer als Grabkammer, danach war die sogenannte Königinnenkammer dafür vorgesehen und in einer dritten Phase die Große Galerie und Königskammer. Heute geht man eher davon aus, dass die Pyramide von Anfang an in den ersichtlichen Ausmaßen geplant und gebaut wurde. Das Raumprogramm spiegelt vermutlich religiöse Vorstellungen wider, für die jedoch wegen der mangelnden textlichen Überlieferung dieser Zeit die Grundlagen für das Verständnis fehlen. Deshalb bleibt das Kammersystem eines der eindrucksvollsten und zugleich eines der rätselhaftesten.
Das normale Kammersystem dieser Pyramide ist, wie auch die Kammern aller anderen königlichen Grabanlagen dieser Epoche, ohne Inschriften. Erst etwa 250 Jahre später, seit dem Ende der 5. Dynastie (ab König Unas), finden sich im Inneren von Pyramiden Inschriften, die sogenannten Pyramidentexte, die erstmals einen Eindruck der königlichen Jenseitsvorstellungen und des königlichen Totenkults dieser Zeit geben.

### Ursprünglicher Eingang

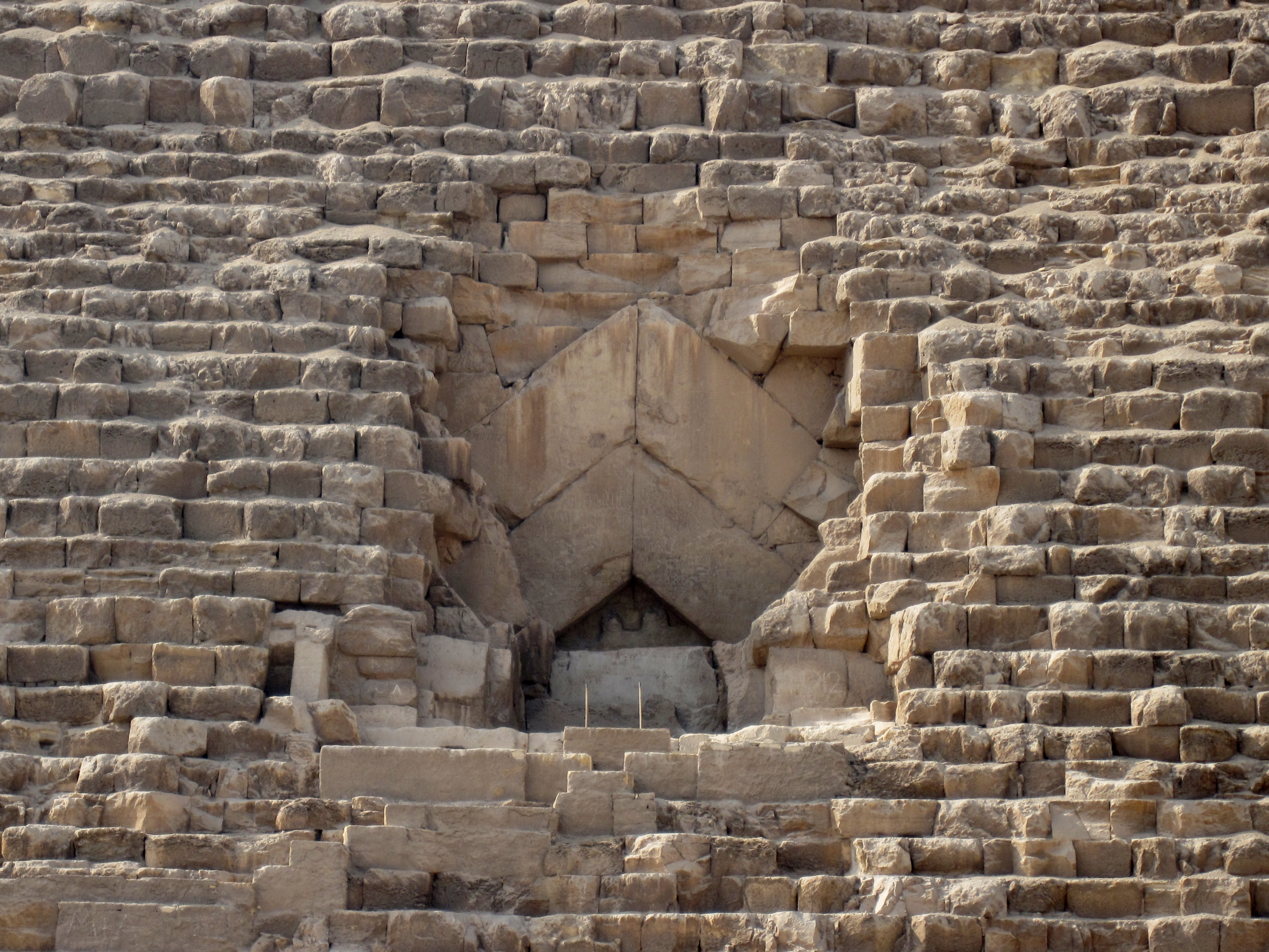
Ursprünglicher Eingang auf der Nordseite

Ursprünglich lag der Eingang ins Kammersystem der Pyramide 16,98 m über dem Bodenniveau, auf Höhe der 19. Verkleidungslage. Er liegt an der Nordseite, 7,29 m von deren Mittelachse nach Osten versetzt. Die Nord-Süd-Achse wurde allerdings im Unterpflaster eingeritzt, was eindeutig darauf hinweist, dass die Versetzung des Eingangs aus der Nord-Süd-Achse nach Osten hin beabsichtigt war, wenn auch die Gründe dafür heute nicht mehr bekannt sind.
Der Blick in den heute größtenteils zerstörten Eingangsbereich ermöglicht Überlegungen zu seiner Konstruktion: Sichtbar sind über dem absteigenden Gang ein gewaltiger, quer liegender Architrav und darüber eine riesige Satteldachkonstruktion. Deren Aufgabe ist es, die Kraftkomponente der zusammen mit dem absteigenden Gang schräg verlegten Steine abzufangen, um bei Erschütterungen wie Erdbeben oder bei Setzungen auftretende Verschiebungen der Steinschichten der Außenverkleidung zu verhindern. Der verschlossene Eingang musste stets unversehrt bleiben und durfte sich optisch nicht von den Steinlagen der Außenverkleidung unterscheiden. Die in dem Giebeldach angeordneten Steinquader sind jeweils über 2 m hoch. Die Giebeldachkonstruktion folgt nicht dem absteigenden Korridor, sondern verläuft horizontal in Richtung Pyramidenmitte. Im Jahr 2023 wurde der Raum hinter den nicht sichtbaren Giebeldachsteinen endoskopisch untersucht und es wurde ein bis dahin unbekannter, mindestens 9 Meter langer und leerer Hohlraum (Breite 2,10 m und Höhe 2,3 m) entdeckt. Abmessungen und Lage dieses Hohlraums bieten die Schlussfolgerung an, dass es sich um eine Abfanglösung für das Gewicht der über dem absteigenden Gang liegenden Steinschichten handelt. Aufgrund der heutigen bautechnischen Kenntnisse und Erfahrungen erscheinen die Masse des querliegenden Architravs einerseits sowie die Abfanglösung durch die Satteldachkontruktionen andererseits weit überdimensioniert. Vermutlich haben die Erfahrungen mit Setzungen und Erdbeben beim Bau vorhergehender Pyramiden die Baumeister zu den genannten Konstruktionen veranlasst.
Strabon, der um 25 v. Chr. Ägypten bereiste, beschrieb in seinem Werk Geographika, dass der Eingang von einer herausklappbaren Steinplatte verschlossen wurde. Nach Rainer Stadelmann war dies kaum der ursprüngliche Verschluss. Dieser dürfte aus Blockierungssteinen und einem Verkleidungsstein bestanden haben, der den Eingang verbergen sollte. Es wurde vermutet, dass die Pyramide nach Beraubungen seit der ersten Zwischenzeit in der Spätzeit eine steinerne Klapptür erhalten habe, wodurch die Innenräume besichtigt werden konnten. Später sei die Pyramide erneut blockiert und verschlossen worden, sodass der Zugang in arabischer Zeit unter Maʾmun nicht mehr aufgefunden werden konnte.

### Al-Ma'mun-Tunnel
Unterhalb des ursprünglichen Eingangs soll der siebte Kalif der Abbasiden Abū l-ʿAbbās ʿAbdallāh al-Ma'mūn im Jahr 832 einen Zugang in das Innere der Pyramide geschlagen haben, durch den Besucher heute für gewöhnlich die Pyramide betreten. Al-Ma'mun vermutete den Eingang auf Höhe der siebten Steinlage, also zehn Lagen unterhalb des tatsächlichen Eingangs, und verschätzte sich zudem um 7,3 m in westlicher Richtung. Der Tunnel wurde etwa 27 m direkt und horizontal in die Steinlagen gegraben und knickt dann scharf nach links ab, um auf die Blockiersteine am unteren Ende des aufsteigenden Korridors zur Großen Galerie zu treffen. Hier arbeiteten sich al-Ma'muns Arbeiter durch den weichen Kalkstein um die Blockiersteine herum hinein in den aufsteigenden Korridor.
Rainer Stadelmann hält die Tradition, dass al-Ma'mun den Räubertunnel anfertigen ließ, für unwahrscheinlich. Es lässt sich nur schwer erklären, wie die Gangkreuzung gerade da erreicht wurde, wo man die Blockade umgehen konnte, und woher man im 9. Jahrhundert n. Chr. Mittel und Motivation für ein solches Vorhaben hatte. Somit sieht Stadelmann die Berichte von Strabo und über al-Ma'mun skeptisch: „Ich möchte daher unterstellen, dass sowohl der Bericht des Strabo über die Steintür, deren Konstruktion ohnehin kaum sinnvoll wäre, wie auch die Tradition von Ma’mun nur insoweit der Wirklichkeit entsprachen, als sie einen schon bestehenden, in der Ersten Zwischenzeit erzwungenen Eingang mit Steintür und Tunnel betrafen, den Ma’mun erneut hat öffnen und erweitern lassen.“

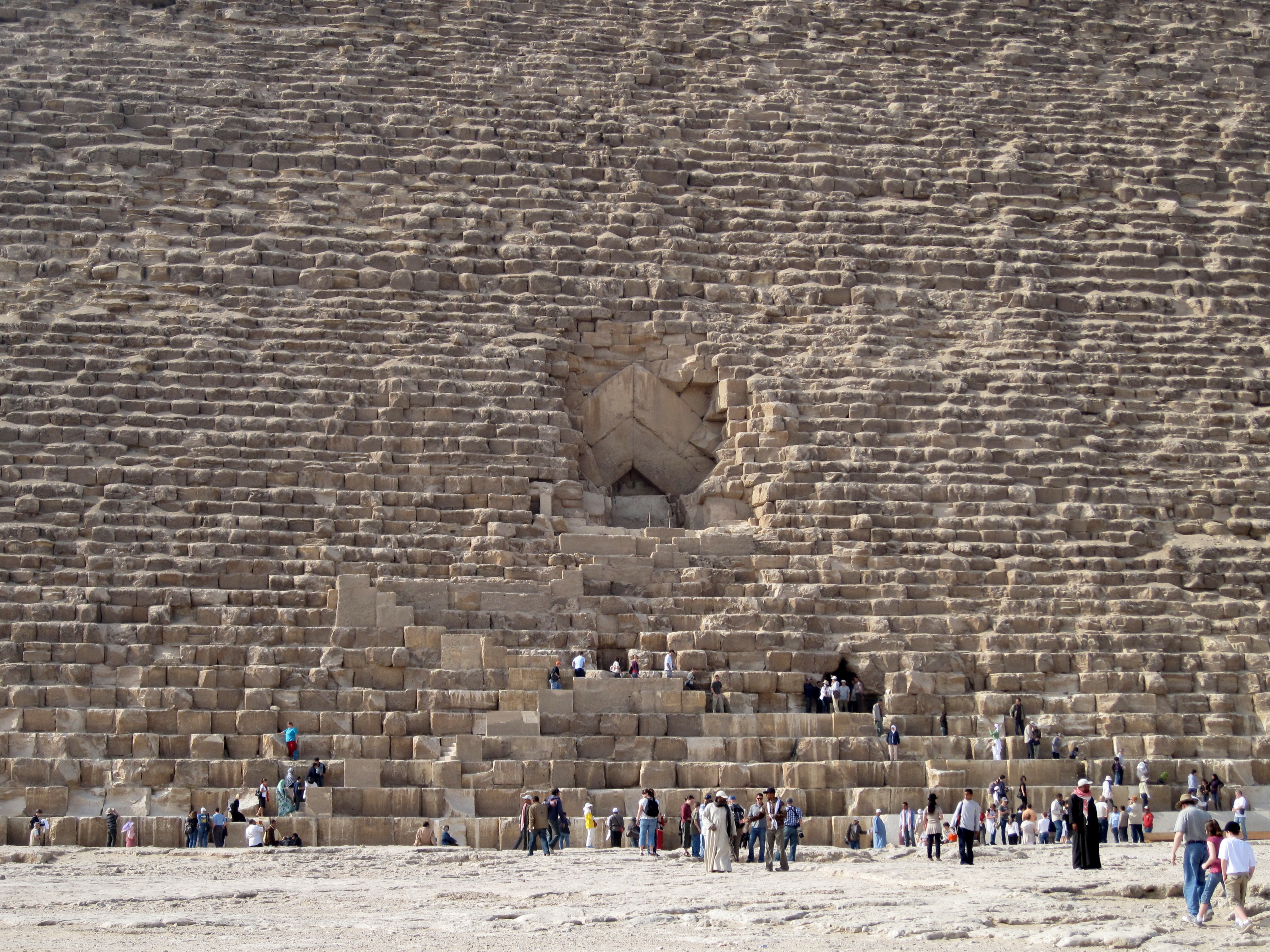
Ursprünglicher Eingang oben links und heutiger Zugang über den al-Ma'mun-Tunnel unten rechts
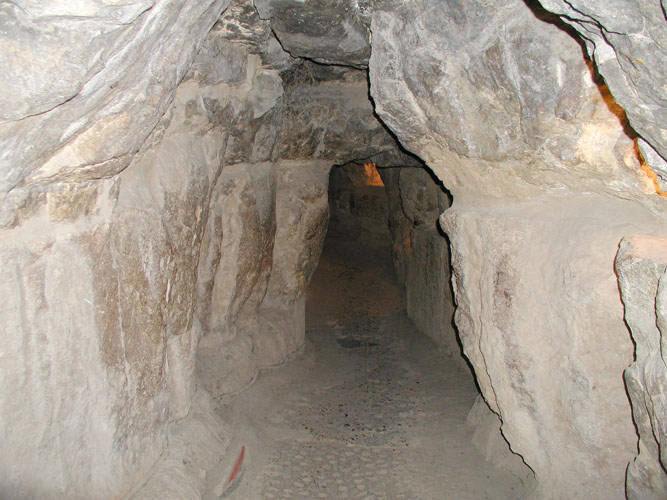
Zugang zum al-Ma'mun-Tunnel
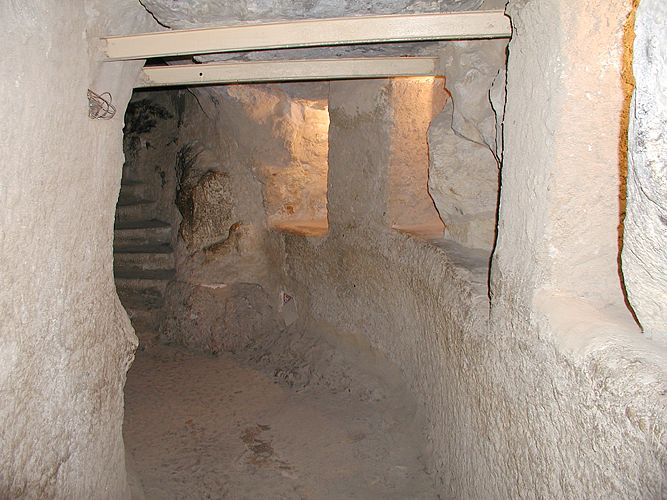
al-Ma'mun-Tunnel
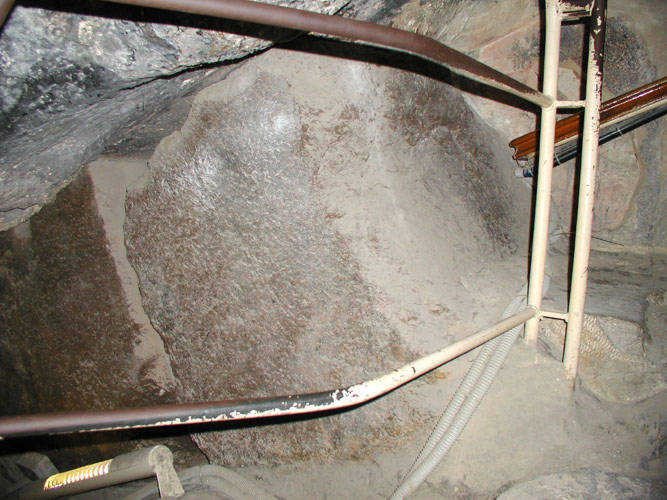
Blockiersteine, die vom al-Ma'mun-Tunnel umgangen werden

### Absteigender Korridor

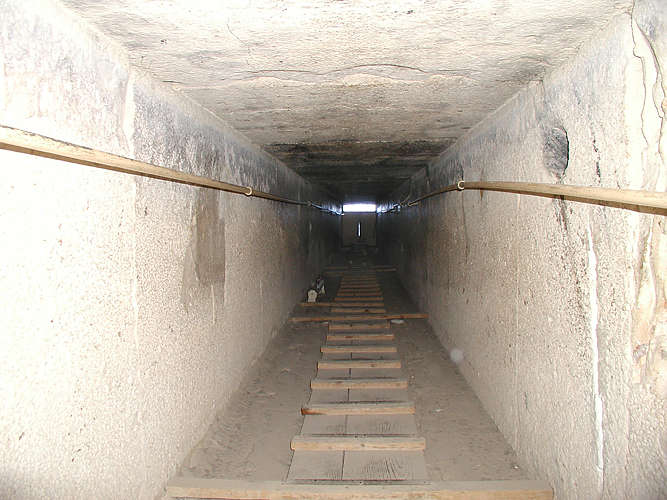
Der absteigende Korridor

Der absteigende Korridor besitzt eine Breite von 1,09 m und eine Höhe von 1,20 m. Er führt mit einer Neigung von 26° 34′ 23″, was einer Steigung von 2 : 1 entspricht, nach innen. Etwa 27,30 m vom Eingang entfernt erreicht man die Stelle, an der über eine Öffnung in der Decke der aufsteigende Gang abzweigt und wo noch immer drei Blockiersteine den Zugang versperren. Nach weiteren knapp 6 m stößt der bis dorthin gemauerte beziehungsweise verkleidete Gang in den Fels. Wahrscheinlich beginnt der Fels schon oberhalb der Abzweigung. Dieser Teil des Gangs wurde vermutlich mit Steinplatten verkleidet, um den Eingang zum aufsteigenden Gang verbergen zu können. In einer Entfernung von insgesamt 105,34 m gemessen von der Außenverkleidung aus führt er in eine Tiefe von 30 m unter dem Basisniveau. Dort führt ein 8,91 m langer waagerechter Gang weiter in die Felsenkammer. Etwa 7,5 m vor dem Ende des absteigenden Gangs mündet der sogenannte Fluchtschacht, der eine Verbindung zur Großen Galerie herstellt.
Etwa 1,50 m vor der Felsenkammer befindet sich im horizontalen Korridor auf der westlichen Seite eine kleine, offenbar nicht fertiggestellte Nische, deren Bedeutung nicht geklärt ist. Da sie Ähnlichkeiten mit den Nischen im horizontalen Abschnitt des Korridors der Meidum-Pyramide aufweist, hält es Michael Haase für möglich, dass hier eine Blockiervorrichtung installiert werden sollte.
Obwohl im Gang mehrere, sogar bearbeitete Granitfragmente gefunden wurden, ist es Rainer Stadelmann zufolge unwahrscheinlich, „dass der gesamte absteigende Korridor einst mit Steinen blockiert gewesen wäre“. Diese stammten demnach aus dem oberen Drittel. Es ist anzunehmen, dass der Gangteil bis zur blockierten Wegkreuzung ebenfalls blockiert war. Dies würde erklären, warum bei der Beraubung ein am oberen Gangteil vorbeiführender Tunnel angelegt wurde, anstatt die Blockierung zu entfernen.

### Felsenkammer
Der absteigende Korridor endet in der Felsenkammer. Die Kammer blieb offensichtlich unvollendet, und auch der Boden ist nicht auf sein geplantes Niveau abgearbeitet worden. Der westliche Bereich wurde nicht zu einem rechteckigen Raum aus dem Fels gemeißelt. Dort sind noch Arbeitsrinnen von den Versuchen erkennbar, das anstehende Felsgestein abzuschlagen. Nach Michael Haase hatten die Arbeiter anscheinend enorme Probleme bei der Ausarbeitung der Kammer, da die Sauerstoffzufuhr nur unzureichend war.
Die Kammer misst 8,36 m in nordsüdlicher Ausrichtung, 14,08 m in ostwestlicher Ausrichtung und ist maximal 5,03 m hoch. Der unebene Untergrund im östlichen Bereich ist bis zu 1,30 m tiefer als das Niveau des Korridors, was darauf hindeutet, dass ein Bodenpflaster in unbekannter Höhe geplant war. I.E.S. Edwards schloss nicht aus, dass diese Vertiefung die erste Stufe eines nicht weitergeführten Arbeitsganges zur Vertiefung der Felsenkammer gewesen war. Aus der Südostecke führt in Verlängerung des Gangsystems ein Korridor weitere 16,41 m nach Süden, wo die Arbeiten abgebrochen worden sind. Seine Funktion bleibt rätselhaft, konnte sich darin doch nur ein einzelner Mann mühsam mit Meißel und Hammer durch den Fels schlagen.
Im östlichen Teil der Felsenkammer führt ein Schacht in die Tiefe. Seine Seitenwände sind nicht parallel zu den Kammerwänden, sondern in etwa diagonal dazu ausgerichtet. Der erste Teil des Schachtes bis zu einer Tiefe von etwa 2 m wurde oft als alt angesehen. Perring drang bis in eine Tiefe von 11 m weiter vor, auf der Suche nach einer unterirdischen Kammer. Rainer Stadelmann hält auch den ersten Schachtansatz aufgrund der Orientierung für eine vergebliche Bohrung späterer Schatzsucher.
Die Funktion der Felsenkammer ist in der Forschung umstritten. Der Aufbau des unterirdischen Kammerbereichs entspricht durchaus dem der königlichen Grabmäler des Alten Reiches: Nach den absteigenden Korridoren schließt sich auf einem ebenen oder erhöhten Niveau der Grabraum an. Rainer Stadelmann hält es aus folgenden Gründen für zweifelhaft, dass die Kammer als Grabkammer eines ersten Projektes gedacht war:
- Es sind keine Sicherheitsvorkehrungen davor angebracht.
- Der geplante Gang nach Süden erweist sie als eine Art Vorkammer.
- Es hätte kein Sarg durch den Korridor eingebracht werden können.

Für Michael Haase wiederum sind diese Belege nicht hinreichend, um dem Raum die Funktion als Grabkammer abzusprechen. Er hält es für möglich, dass hier ein unterirdisches Kammersystem geplant war, das aus noch ungeklärten Gründen scheiterte, weshalb man stattdessen neue Grabräume, diesmal im Kernmauerwerk der Pyramide, baute.
Unterirdische Felsenkammern erinnern an das chthonische Wesen des Königs und sein Wirken als Totengott. In späteren Erzählungen wurde über ein Osirisgrab unter der Pyramide berichtet. Nach Rainer Stadelmann waren zu Cheops’ Zeit allerdings noch nicht so sehr osirianische Vorstellungen ausgeprägt als vielmehr solche, die mit Ptah und Sokar verbunden sind: „Nach einer alten Tradition ist in Gizeh die ursprüngliche Kultstätte des Gottes Sokar namens Ra-setjau zu suchen, die man sich nach der Etymologie als eine Höhle vorstellen muss. Vielleicht hat Cheops mit der Felsenkammer unter der Pyramide ein persönliches Rosetau einschließen wollen, eine Höhle mit einem unendlichen oder blind endenden Korridor, ägyptisch sṯˀw (setau), in der der tote König als Abbild des Sokar ruhte.“

Historische Aufnahmen der Felsenkammer von 1910
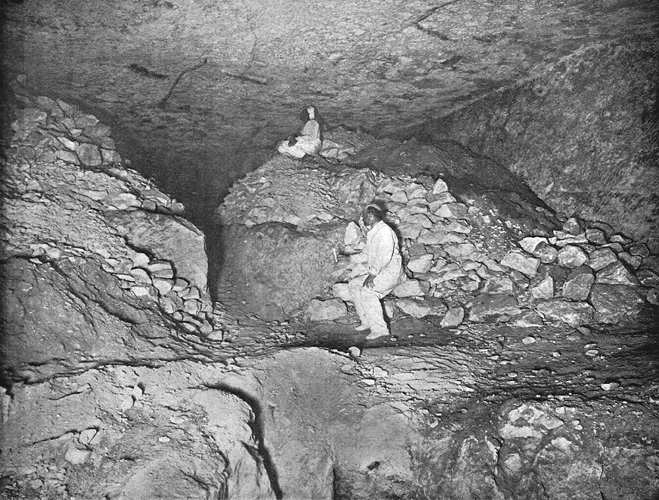
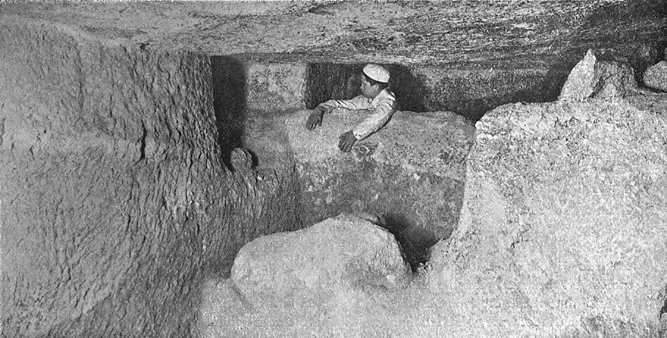
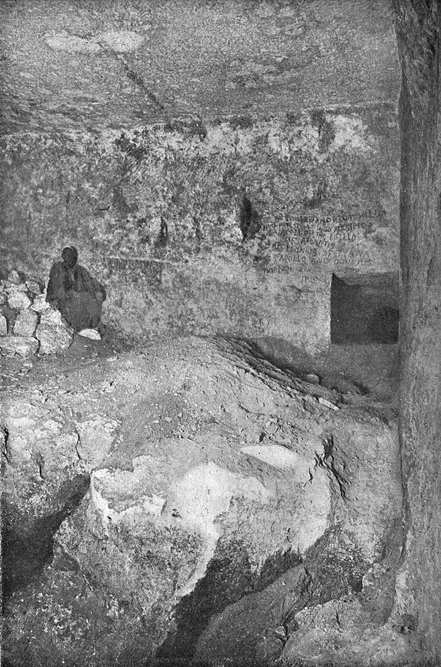
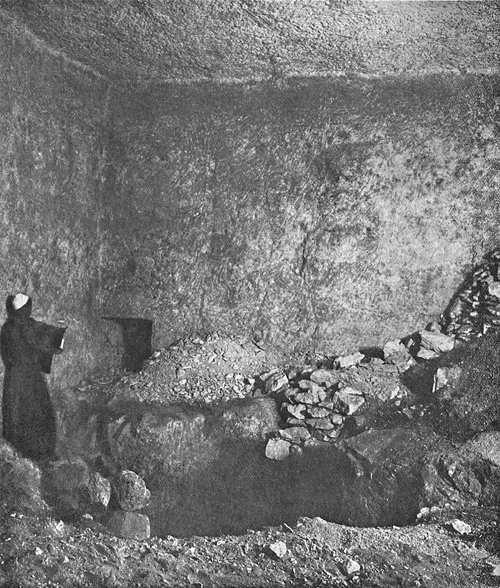

### Luft- oder Fluchtschacht und „Grotte“

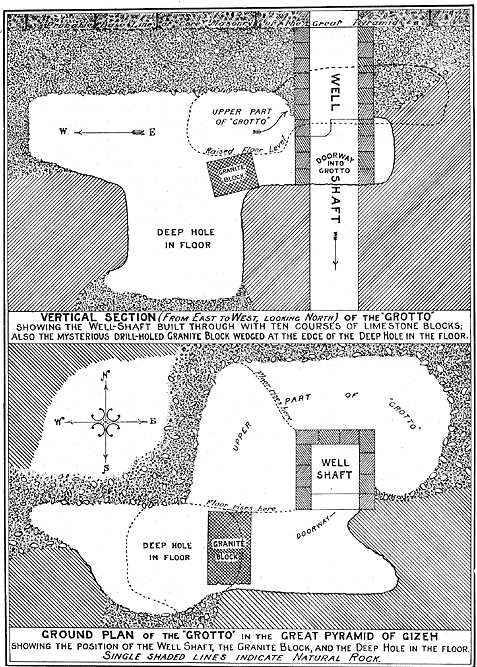
Plan und Schnitt der Grotte und des Luft- oder Fluchtschachtes, der daran vorbeiführt.

Zwischen der Großen Galerie und dem absteigenden Korridor verläuft ein Luft- oder Fluchtschacht, auch als Brunnen- oder Verbindungsschacht bezeichnet. Der untere Zugang befindet sich etwa 98 m unterhalb des Eingangs an der rechten Wand des absteigenden Korridors. Er setzt sich aus mehreren verschieden langen und unterschiedlich aufgebauten Abschnitten zusammen. Bis auf wenige Unregelmäßigkeiten verläuft er parallel zum Absteigenden Korridor, etwa 1,2 bis 1,4 m westlich davon. Allem Anschein nach nahm er seinen Anfang auf dem Felsgestein, auf dem man die Pyramide errichtet hat, etwa 5,7 m über dem Basisniveau und 78 m südlich der Nordkante der Pyramide. Der Teil des Schachtes, der vom Basisniveau senkrecht in das Felsgestein hinein führt, wurde auf einer Länge von etwa 2,50 m mit mittelgroßen Steinblöcken gemauert. Dieser Teil des Luft- oder Fluchtschachtes führt im Felsgestein durch eine Hohlraumstruktur, die als „Grotte“ bezeichnet wird.
Es wurde schon angenommen, dass es sich bei der Grotte um die Überbleibsel einer alten Grabanlage handelt, es konnten aber keine Anhaltspunkte dafür gefunden werden. Weder die allgemeine strukturelle Beschaffenheit noch die Abmessungen der „Grotte“ geben Anlass zu dieser Vermutung. In der Grotte befindet sich ein großes Bruchstück eines Steinblocks aus Granit, bei dem es sich vermutlich um einen der drei Blöcke handelte, mit denen die Grabkammer verschlossen wurde.
Nach dem etwa 5,20 m langen senkrechten Teilstück verläuft der Luft-/Fluchtschacht folgendermaßen: Etwa 26,50 m weit in die Tiefe unter einem Winkel von 45° in südlicher Richtung, eine etwa 9,50 m lange Strecke unter einem Winkel von 75° und ein fast 2,30 m langes, südöstlich orientiertes, horizontales Teilstück als Verbindungsstück zum absteigenden Korridor. In entgegengesetzter Richtung wurde der Schacht über eine Länge von 61 m bis in eine Höhe von 21,80 m ins Kernmauerwerk gebaut, wo er auf Höhe der Basis der Großen Galerie endet.
Dieser diente den Arbeitern unter Tage vermutlich zur Belüftung oder als Fluchtweg. Wäre der Schacht jedoch allein als Notausstieg konstruiert worden, würde man einen kürzeren Weg zum absteigenden Korridor erwarten.

### Aufsteigender Korridor

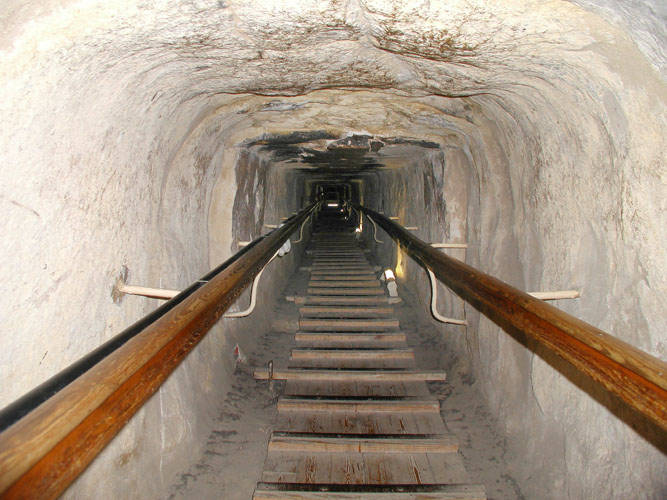
Der aufsteigende Korridor

Etwa 27,40 m unterhalb des ursprünglichen Eingangs der Pyramide befindet sich in der Decke des absteigenden Korridors der Übergang zum aufsteigenden Bereich des Korridors. Dieser stellt eine Verbindung zwischen dem in den Fels gemeißelten unteren und dem im Kernmauerwerk konstruierten oberen Kammersystem her. Der Korridor misst 1,20 m in der Höhe und 1,05 m in der Breite und mündet nach einer Länge von 37,76 m in die Große Galerie ein. Das untere Ende verengt sich auf 0,97 m, um die Blockierung zu halten. Noch heute sitzen die drei Granitsteinblöcke in der ursprünglichen Position fest, und der Gang ist nur über das Ende des al-Ma'mun-Tunnels zugänglich.

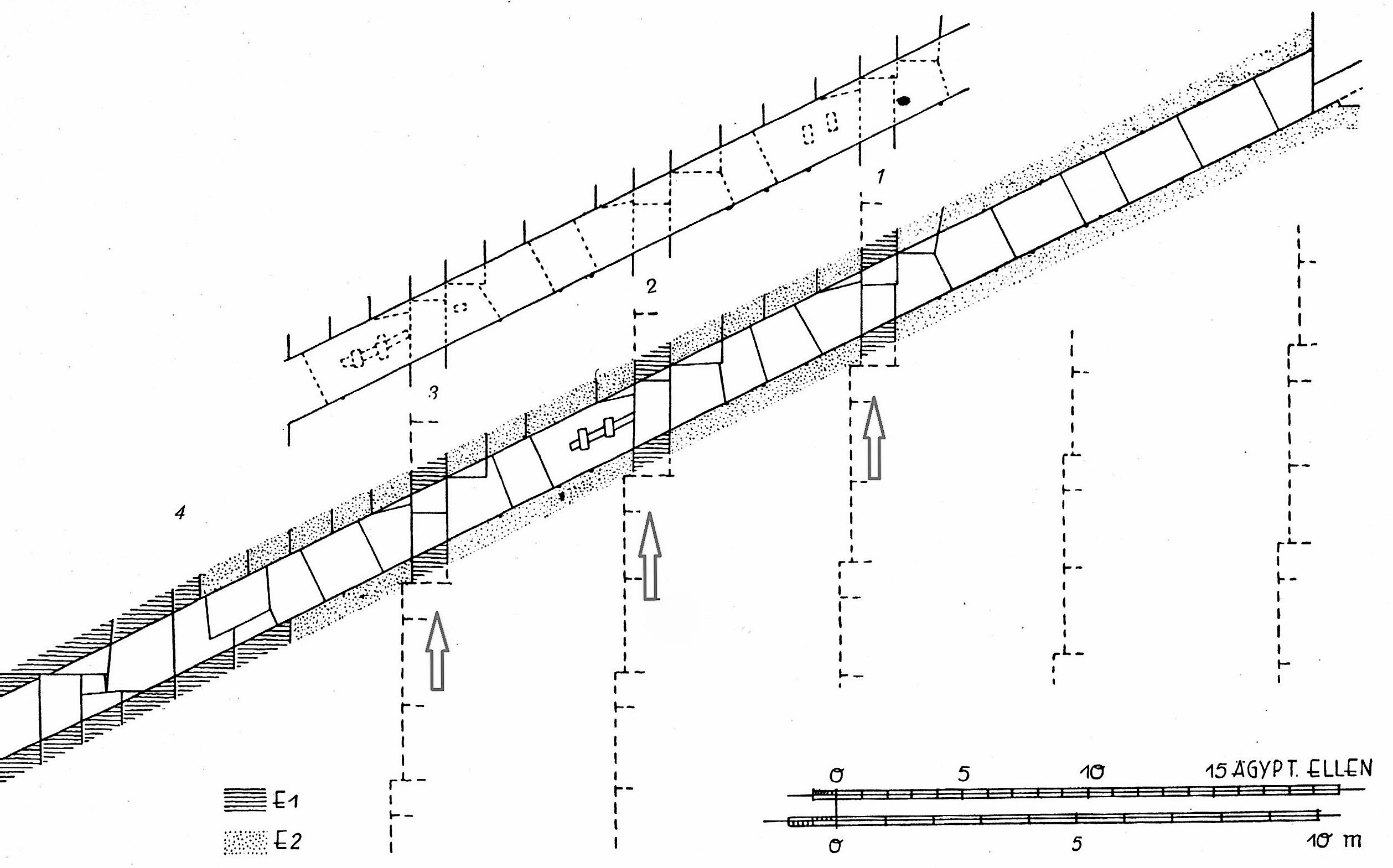
Gürtelsteine im aufsteigenden Gang nach Borchardt.

Eine Besonderheit des aufsteigenden Korridors sind vier „Gürtelsteine“ (auch girdle stones). Es handelt sich dabei um vier im Abstand von 4,71 m senkrecht im Kernmauerwerk verbaute Kalksteinblöcke, durch die hindurch der Gang konstruiert wurde. Ludwig Borchardt meinte, dass der Korridor deswegen schon durch verlegtes Mauermaterial getrieben wurde. Dies sollte die These stützen, dass die Felsenkammer als erste Grabkammer geplant war und der aufsteigende Korridor erst nach deren Aufgabe gebaut wurde. Vito Maragioglio und Celeste Rinaldi konnten nachweisen, dass sie der statischen Sicherung des absteigenden Korridors dienten und nicht schon vor der Korridorkonstruktion bestanden. Durch sie sollten die Lasten der Korridorkonstruktion aufgefangen werden.

### Große Galerie

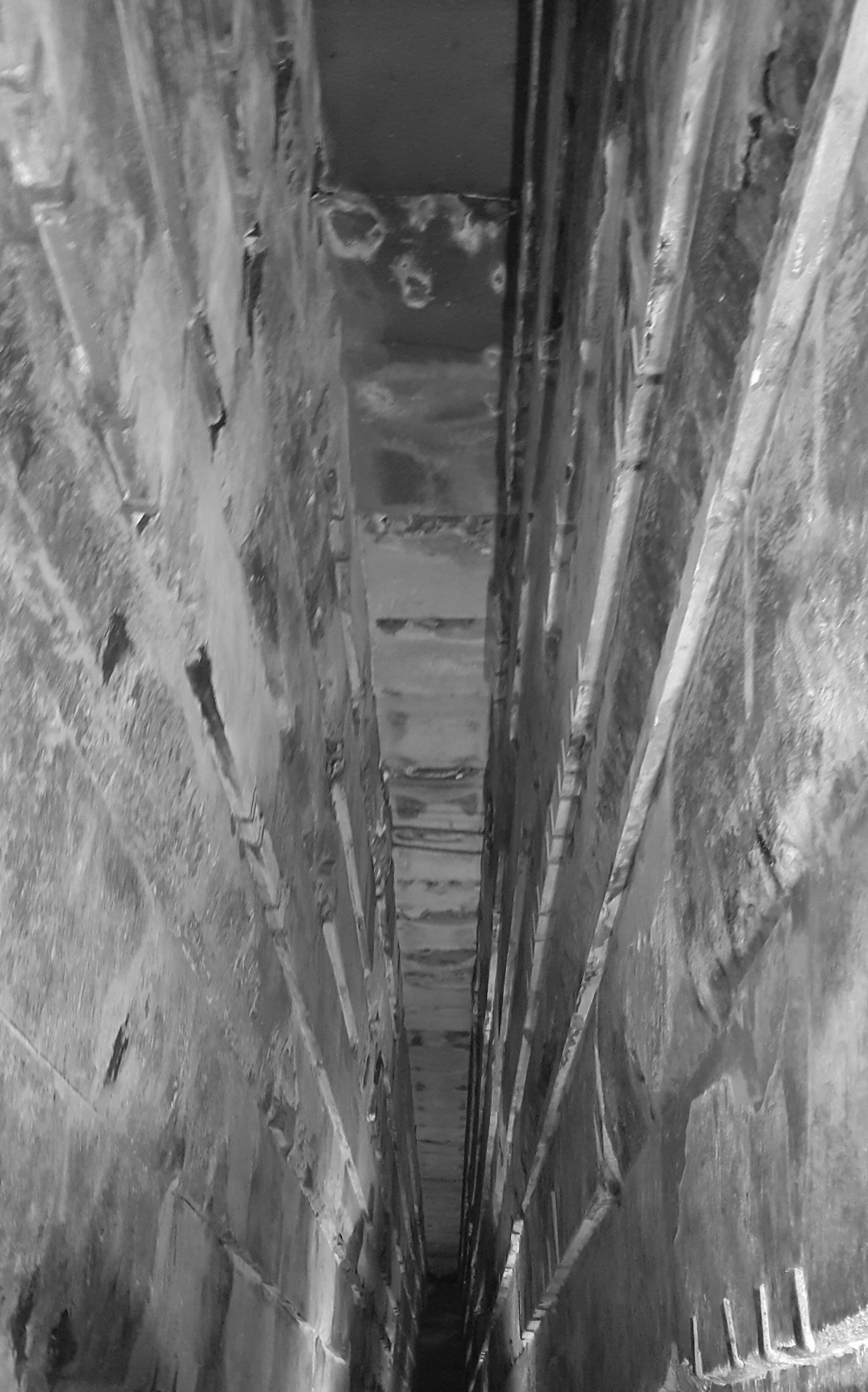
Kraggewölbe über der Großen Galerie

Die Große Galerie liegt auf derselben schiefen Ebene wie der aufsteigende Korridor, jedoch mit einem etwas anderen Azimut. Dieser weicht um plus 1′ 20″ von Norden ab. Sie ist doppelt so breit als der aufsteigende Korridor, um ein Vielfaches höher und besitzt ein Kraggewölbe. Bei dieser Deckenkonstruktion nähern sich die überhängenden Binderschichten der Längsseiten eines Raumes stufenweise so weit, dass sich der Zwischenraum darüber überbrücken lässt. Daneben erfüllt die Konstruktion eine stabilisierende Funktion. Der Druck der darüberliegenden Steinmasse wird seitlich ins Kernmauerwerk abgelenkt. Ab einer Höhe von 1,80 m verschieben sich sieben Seitenlagen der Wände um jeweils 8 cm nach innen, sodass am Ende wieder die Breite des aufsteigenden Korridors erreicht wird. Die Höhe der Galerie variiert zwischen 8,48 und 8,74 m, die Länge beträgt 46,12 m. Die Konstruktion des Kraggewölbes war also vermutlich durch die Breite des Ganges bedingt, die durch einen ihrer Funktion entsprechenden Platzbedarf erforderte. Bernhard Kerres vertritt die Auffassung, dass konstruktiv betrachtet, der Galerieraum ein sich selbst tragendes, eigenständiges Bauwerk ist, das in einer Art Haus-in-Haus-Bauweise als schräger Korridor in das horizontal geschichtete Kernmauerwerk integriert ist.
Die Deckenbalken wurden versetzt verlegt, wodurch sie keinen ebenen Übergang bilden, „sondern gleichsam in die Seitenwände einhaken, um den Schub aufzufangen“. Die Galerie besteht aus einem mittleren, 1,05 m breiten Gang und erhöhten seitlichen Bänken mit einer Höhe und Breite von 0,52 m. In den Banketten und unmittelbar darüber in den Wänden befinden sich jeweils 25 rechteckige Vertiefungen und Nischen in einem Abstand zueinander von 1,40 bis 1,50 m. Die Nischen sind etwa 0,67 m × 0,20 m groß, die Vertiefungen 0,52 m × 0,18 m. Die Nischen scheinen später durch eine Kalksteinfüllung wieder verschlossen worden zu sein. Bereits Flinders Petrie und Noel Wheeler nahmen an, dass die Nischen und Vertiefungen der Halterung der Blockiersteine dienten, die im vertieften Gang der Galerie gelagert wurden.

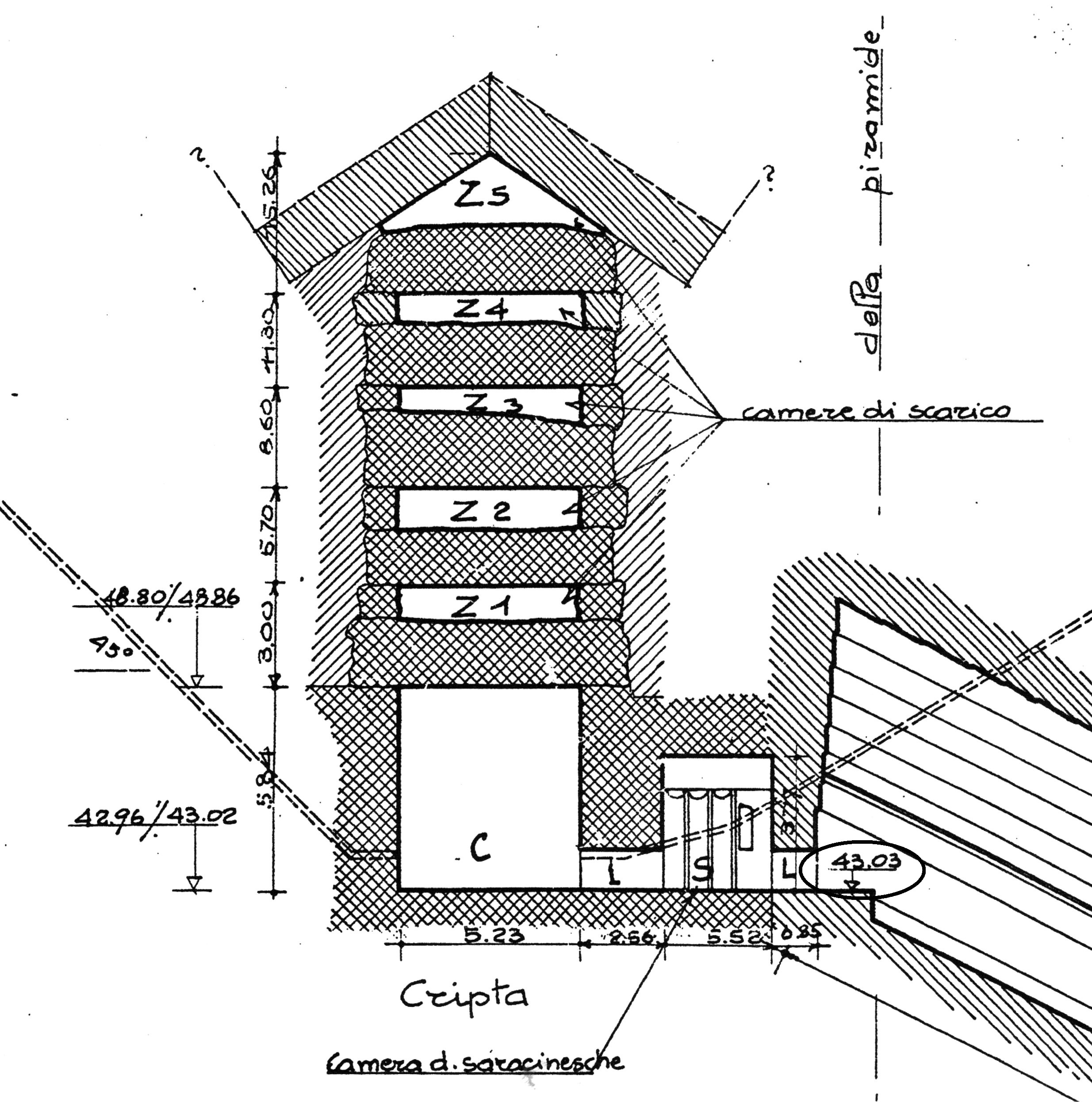
Lage und Maße der Stufe am oberen Ende der Großen Galerie

Bemerkenswert ist, dass die Höhe der Stufe am oberen Ende der Großen Galerie (obere Plattform) mit 43,03 m nahezu exakt mit der Höhe der 50. Steinlage des Verkleidungsmauerwerks (42,93 m) korrespondiert. Die Differenz von 10 cm dürfte sich durch Setzungen infolge von Erdbeben erben haben. Die Höhe der 50. Steinlage wurde den damaligen Baumeistern offensichtlich vorgegeben: Die Fläche des horizontalen Schnitts durch die Pyramide in dieser Höhe entspricht genau derjenigen der halben Grundfläche der Pyramide. Darüber hinaus verläuft die Ost-West-Symmentrieachse exakt entlang der Kante der Stufe an oberen Ende der Großen Galerie.
Die Bauvermessung und -ausführung erfolgte mit größter Präzision. Die Abweichungen von den vorstehend aufgeführten geplanten Längen und Höhen sind nicht größer als 0,06 Ellen (3 cm).

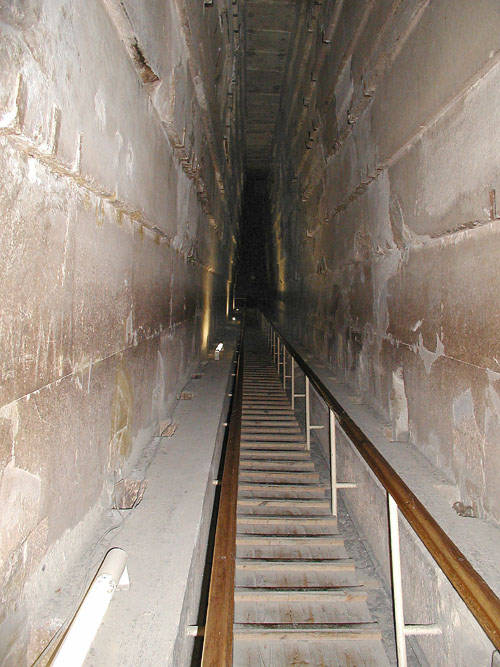
Die große Galerie heute (2007)
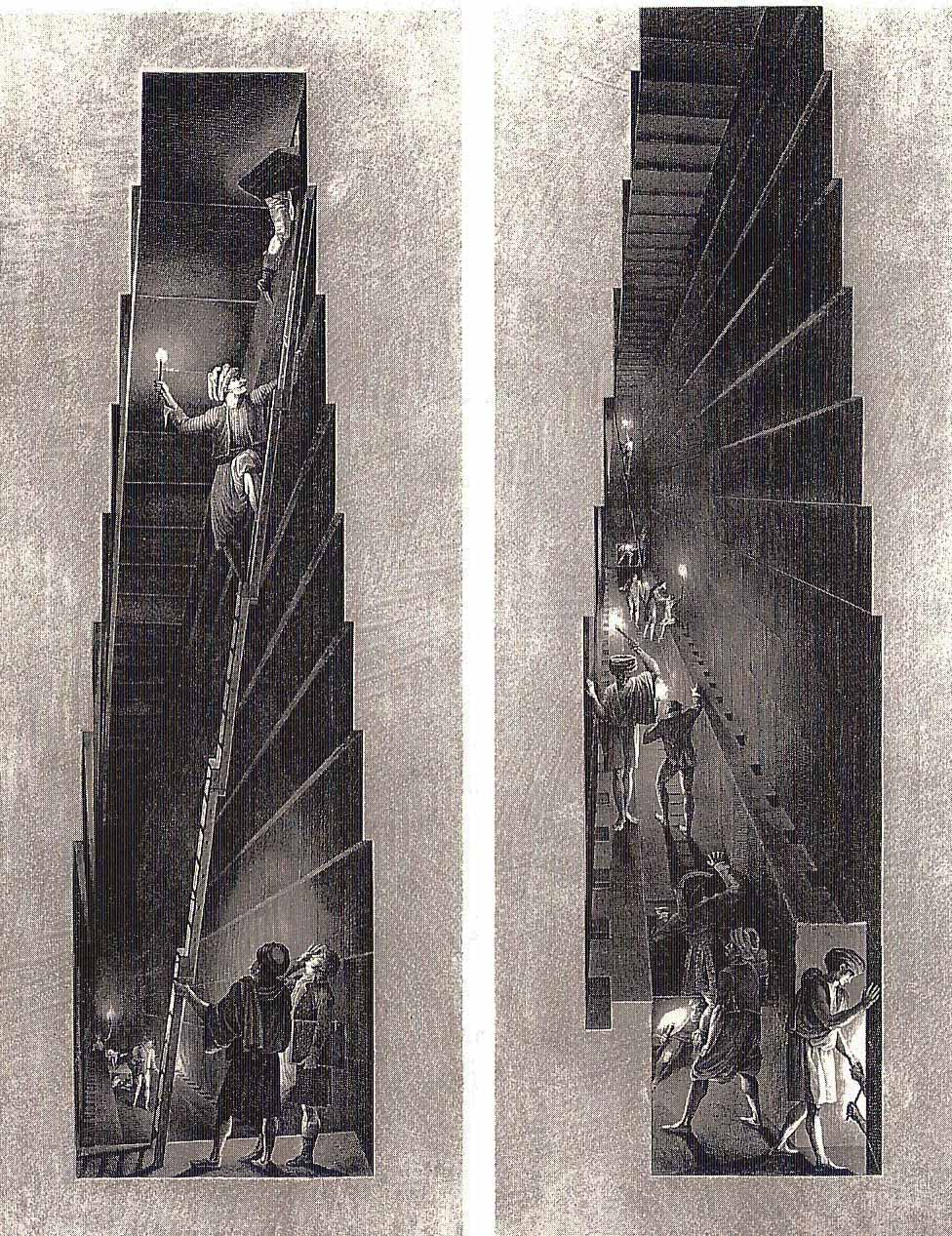
Abbildung aus der Description de l’Égypte (1809 erschienen)
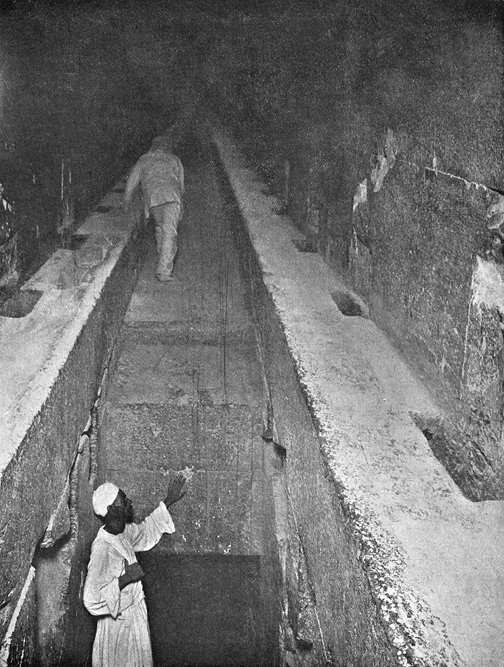
Historische Aufnahme von 1910

### Horizontaler Gang zur Königinnenkammer
Vom unteren Ende der Großen Galerie führt ein 38,15 m langer Gang zur Königinnenkammer. Die ersten 5,07 m des Ganges sind zur großen Galerie nach oben geöffnet. Rainer Stadelmann vermutet, dass dieser Abschnitt zeitweise durch eine Brücke überdeckt gewesen sein muss, die den Zugang versperrt hat. Links und rechts des offenen Abschnitts wurden Nischen in den Wänden angebracht. Für Michael Haase dienten sie vermutlich als Haltevorrichtungen, die die im Mittelgang gelagerten Blockiersteine in Position hielten und vielleicht auch als Haltepunkte für die Aufbauten eines hölzernen Gerüstes, mit dem eine Art Zwischendecke in die Große Galerie eingezogen werden konnte.
Der Gang ist 1,05 m breit und 1,17 m hoch und damit 3 cm niedriger als die Blockiersteine des aufsteigenden Ganges, weshalb sie nicht in diesem Gang gelagert werden konnten. Der Gang sinkt in Richtung Königinnenkammer um mehrere Zentimeter ab und auf den letzten 5,50 m zusätzlich um etwa 0,50 m. Dieses Niveau wird auch in der Königinnenkammer beibehalten. Vielleicht war hier ein Boden aus Granit verlegt, der in späterer Zeit herausgerissen wurde.
Exakte Darstellungen und alle Maße des Gangsystems zu Königinnenkammer hat Bernhard Kerres veröffentlicht.

### Königinnenkammer

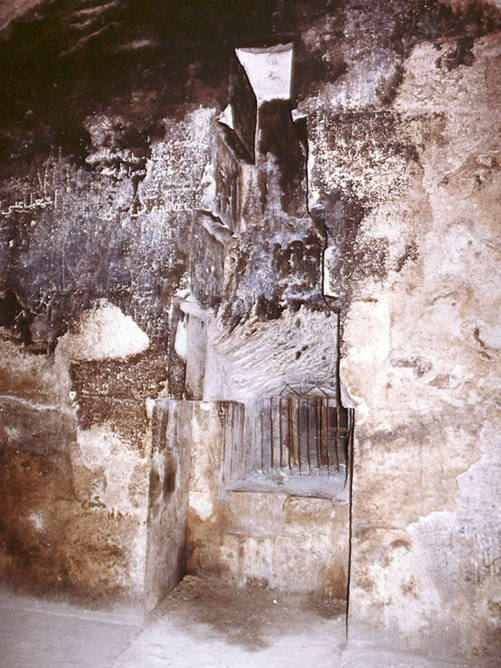
Nische in der Königinnenkammer

Der horizontale Gang endet in der Nordostecke der sogenannten Königinnenkammer. Diese verdankt ihren Namen einer falschen Interpretation ihrer Funktion in arabischer Zeit. Die 5,23 m × 5,76 m große Kammer liegt genau in der Ost-West-Achse der Pyramide, ist jedoch von der Nord-Süd-Achse nach Osten versetzt. Sie ist mit feinem Kalkstein ausgekleidet und hat ein flaches, 6,26 m hohes Satteldach. Es weist einen Neigungswinkel von 30,5° auf und reicht bis in eine Höhe von 4,69 m über dem Boden. Sie war der erste Raum in einer ägyptischen Pyramide, der mit einer Decke in Form eines Satteldaches ausgestattet wurde.
An der Ostwand befindet sich eine 4,69 m hohe und 1 m tiefe Nische, deren Seitenwände wie ein Kraggewölbe aufgebaut sind. Die Funktion der Nische ist unklar, Petrie nahm an, dass sich darin eine Statue befunden hat, da er zahlreiche Dioritfragmente an der nördlichen Außenseite der Pyramide fand. Auch Lehner hält dies für möglich, da der horizontale Gang zur Königinnenkammer vermutlich komplett versperrt war. Dies ist ein Merkmal des Serdabs, ein Raum für die Ka-Statue, den spirituellen Doppelgänger des Königs.
Von dieser Nische aus führt ein etwa 15,30 m langer Schacht in das Kernmauerwerk der Pyramide. Während Rainer Stadelmann davon ausgeht, dass er von Schatzsuchern herausgeschlagen wurde, meint Michael Haase, dass zumindest die ersten 7 m während des Baus der Pyramide errichtet wurden und eine bestimmte Funktion hatten. Erst danach nimmt er eine rohe Gestalt an, die auf Grabräuber hindeutet.

### Korridor zur Königskammer mit Blockiersteinkammer

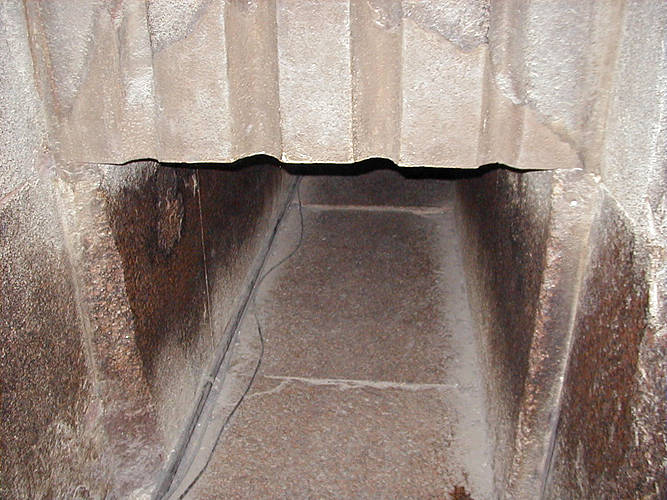
Rillen, die vermutlich der Seilführung der Blockiersteine dienten

Ein 6,85 m langer und etwa 1,05 m × 1,11 m großer Korridor verbindet die große Galerie mit der Königskammer. Der Korridor durchquert eine Kammer aus Granit mit Granitfallsteinen. Drei etwa 2,5 t schwere Blöcke aus Granit dienten einst der primären Blockierung der Grabkammer. Die Blöcke konnten in senkrechten, etwa 55 cm breiten Rinnen bewegt werden. Während der Bauzeit wurden die Blöcke vermutlich über eine Seilvorrichtung hochgezogen und zusätzlich durch Stein- oder Holzbalken in einer erhöhten Position gehalten, damit der Durchgang bis zur Verschließung passierbar war. Um die Seile hindurchzuführen, wurden die Blöcke aus Granit an den Kopfenden viermal durchbohrt. In den Seitenwänden der Kammer sind noch die runden Vorrichtungen für drei darin waagerecht fixierten Rundhölzer erkennbar, über die die Seile gezogen wurden. An der hinteren Wand dienten vier halbkreisförmige Rillen als Führung für die Seile, um so ein Verklemmen zu verhindern.
Von den Blockiersteinen wurde einer in der „Grotte“ gefunden. Weitere Fragmente befanden sich im absteigenden Korridor, und ein großes Bruchstück liegt heute vor dem ursprünglichen Eingang der Pyramide.

### Königskammer

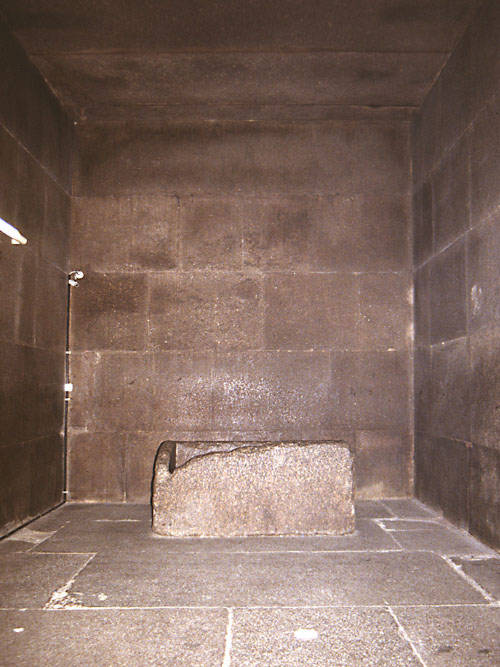
Die Königskammer mit dem Granitsarkophag des Cheops

Der Zugang in die Grabkammer der Cheops-Pyramide liegt in der Nordostecke der Kammer. Die 20 Ellen (10,49 m) × 10 Ellen (5,24 m) große und √5 Ellen (5,84 m) hohe Königskammer orientiert sich an der Ost-West-Achse. Sie ist vollständig mit Granitsteinblöcken verkleidet. Für Michael Haase hat es den Anschein, „als ob sich Cheops’ Bauleiter bei der Konzeption der primären Grabkammer an der Stufenpyramide des Djoser orientiert haben“. Es ist die einzige königliche Grabkammer innerhalb der 4. bis 6. Dynastie, die eine flache Decke aufweist. Vermutlich aufgrund des räumlich kompakten Kammersystems wurde sie nicht wie üblich mit einem Giebeldach oder einem Kraggewölbe überdacht. Stattdessen legte man neun über 6 m lange Balken aus Granit auf die Wände, die darüber die Entlastungskammern erforderten.
Im westlichen Bereich der Königskammer genau in der N - S Achse der Pyramide steht der Granitsarkophag des Cheops. Der Deckel ist nicht mehr vorhanden. Der Sarkophag besteht aus einem einzigen Granitblock, der durch Sägen, Bohren und Polieren in seine Form gebracht wurde. Bearbeitungsspuren an der Außenseite lassen erkennen, dass Sägen aus Kupfer unter Beimengung von trockenem Quarzsand als Schleifmittel verwendet wurden. Spuren im Innern zeigen, dass hier kupferne Bohrzylinder mit einem vermuteten Durchmesser von 11 cm und einer Wandstärke von 5 mm zum Einsatz kamen.
Von der Größe her (2,28 m × 0,99 m × 1,05 m) passte der Sarkophag nicht durch die Korridore und wurde daher sicherlich schon bei der Errichtung der Grabkammer dort aufgestellt. An der westlichen Oberkante weist der Sarkophag drei Bohrlöcher auf, durch die der Deckel vermutlich mit Stiften fixiert und verriegelt wurde.
Nach Angabe arabischer Historiker des Mittelalters wurde hier eine Art mumienförmiger Sarg gefunden. Der darin gefundene Leichnam wurde demnach zu dieser Zeit geplündert. Rainer Stadelmann schließt die Möglichkeit nicht aus, dass das Begräbnis vermutlich in der Ramessidenzeit wiederhergestellt wurde und erst durch Ma’mun wieder geöffnet wurde. Zumindest lässt sich aus den vagen Beschreibungen antiker Besucher wie Herodot entnehmen, dass sie das Innere der Pyramide vielleicht nicht gesehen haben.

### Entlastungskammern
Beim Kraggewölbe führt die senkrecht wirkende Last zu einer asymmetrischen Belastung des Mauerwerks. Es hat daher nur eine eingeschränkte Traglast. Das Satteldach ist dagegen eine wesentliche stabilere Konstruktion, bei welcher die senkrecht wirkenden Kräfte in die als Widerlager wirkenden Seitenwände abgeleitet werden.
Oberhalb der Decke der Grabkammer befinden sich vier kleine, übereinander liegende, hermetisch abgeschlossene Hohlräume, die durch waagerecht verlegte Granitbalken gebildet werden. Durch diese sogenannten Entlastungskammern wurde die Giebeldachkonstruktion, welche das Gewicht der darüber liegenden Steinmassen trägt, so weit nach oben verlagert, dass sie ihre kräfteumlenkende Funktion in einem Bereich erfüllen konnte, der keine Auswirkungen auf das Kammersystem hatte. Insbesondere wurde dadurch vermieden, dass die Deckenkonstruktion auf der Blockiersteinkammer und der großen Galerie lastete. Aus der Sicht der modernen Baustatik mag diese Konstruktion übertrieben erscheinen, sie erzielte aber durchaus den gewünschten Effekt. Durch eine geringe Senkung der Grabkammer sind kleine Risse aufgetreten, die bereits in antiker Zeit ausgebessert worden sind. Die gesamte Grabkammerkonstruktion mit den darüberliegenden Hohlräumen besitzt eine Höhe von ca. 21 m.
Die unterste der Entlastungskammern untersuchte der britische Diplomat Nathaniel Davison 1765, die seitdem seinen Namen trägt. Die weiteren vier Kammern wurden erst 1837 von Oberst Howard Vyse und John S. Perring entdeckt, die mit Hammer, Meißel und Schießpulver bis in die oberste vordringen konnten. Sie wurden nach bekannten Persönlichkeiten der damaligen Zeit benannt: Admiral Nelson, Duke of Wellington, Lady Ann Arbuthnot und Generalkonsul Oberst Patrick Campbell.
In den vier oberen Entlastungskammern sind zahlreiche Bauarbeiterinschriften und Markierungszeichen erhalten. Die in roter Farbe festgehaltenen Inschriften geben einen kleinen Eindruck von der Organisation der Bauarbeiten und der damaligen Vermessungstechnik. Besonders häufig werden drei Arbeitermannschaften genannt, die für den Transport der Steinblöcke verantwortlich waren. Die Mannschaften „Die Höflinge des Chufu“ und „Horus Medjedu ist rein“ tauchen nur in der südlichen Hälfte der Kammern auf, die Mannschaft „Die Weiße Krone des Chnum-Chufu ist mächtig“ nur in der nördlichen. Dies zeigt vermutlich ein Logistikkonzept, wonach die Arbeitermannschaften die Blöcke gezielt zu einem Abschnitt der Entlastungskammern gebracht haben, an dem sie verbaut wurden.
Es fanden sich zahlreiche aufschlussreiche Markierungszeichnungen. Im westlichen Bereich der Südwand der Lady Arbuthnot-Kammer wurde die Nord-Süd-Zentralachse der Pyramide markiert, an der innerhalb der Grabkammer vermutlich auch der Sarkophag ausgerichtet wurde. Die 11 m tiefer liegende Westwand der Grabkammer wurde in dieser Kammer durch Niveaulinien fixiert.

Bauarbeiterinschriften…
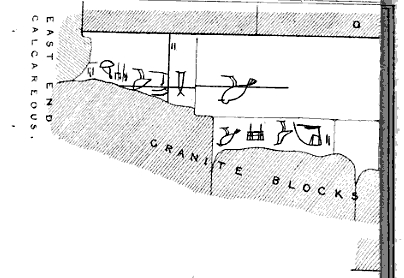
… in der Lady Arbuthnot-Kammer (nach Vyse und Perring 1840)
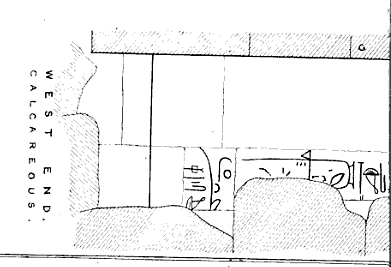
… in der Lady Arbuthnot-Kammer (nach Vyse und Perring 1840)
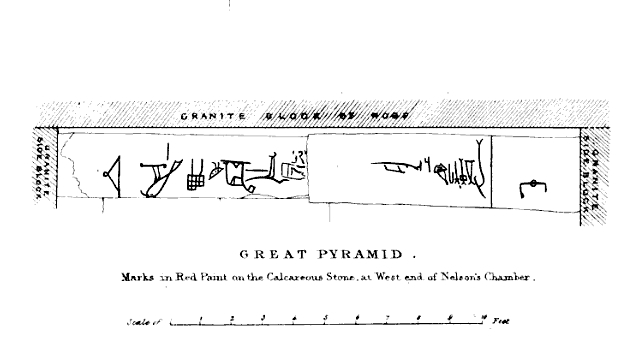
… in der Nelson-Kammer (nach Vyse und Perring 1840)

### Schächte

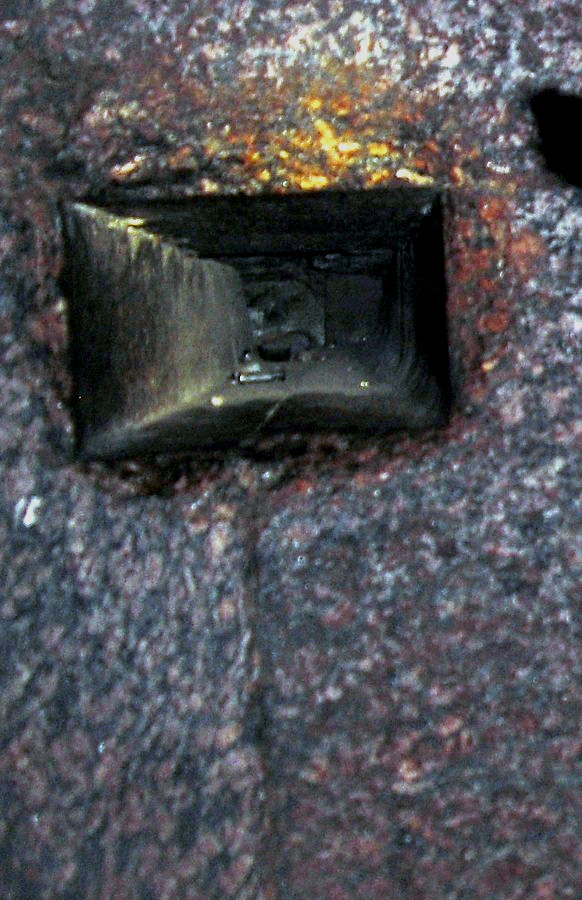
Eingang des nördlichen Schachts der Königskammer

Eine Besonderheit der Cheops-Pyramide sind die sogenannten „Luftschächte“. Alle vier Schächte sind, von wenigen Stellen abgesehen, an jeder Stelle nach dem gleichen Konstruktionsprinzip durch die Pyramide gebaut, das Forscher insbesondere durch Fahrten mit Robotern analysieren konnten: Die Seitenwände und die Decke der Schächte werden von u-förmig behauenen, umgestülpten und hintereinander gesetzten Monolith-Steinblöcken gebildet. Diese lasten auf einer Reihe von Basissteinblöcken. Die Schächte bilden so einen eigenen diagonalen, von den sie umgebenden horizontalen Steinlagen der Pyramide unabhängigen „Steinkanal“. Obwohl durch moderne Untersuchungen Verlauf und Aufbau der Schächte relativ gut dokumentiert sind, ist die Frage nach deren Funktion noch nicht eindeutig geklärt.

#### Schächte der Königskammer
Von der königlichen Grabkammer führen zwei Schächte Richtung nördlichem und südlichem Himmel. Die Ausgänge befinden sich an der Südflanke in der Höhe der 102. Steinlage und an der nördlichen Flanke in der Höhe der 101. Lage. Der südliche Schacht weist einen regelmäßigen, geradlinigen Verlauf bis ca. 6 m vor dem oberen Austritt auf. Dort verbreitert er sich um ca. 0,34 m und weist eine einseitige, nietenartige Nische auf. Die Deutung dieses Befundes könnte in Zusammenhang mit den neuen Entdeckungen im südlichen Schacht der Königinnenkammer stehen, wo ein Verschlussstein und ein kleiner Raum dahinter entdeckt wurden.
Der Ausgang des nördlichen Schachts wurde zu einem unbestimmten Zeitpunkt vermutlich von Schatzsuchern von einer ursprünglichen Breite von 0,22 m × 0,22 m auf einer Länge von ca. 11,30 m auf eine Größe von 0,91 m × 0,84 m erweitert. Der Schacht weist im unteren Bereich mehrere Richtungsänderungen auf, da er den oberen Bereich der Großen Galerie umgehen musste.
Der Winkel des südlichen Schachts beträgt 45° 00′ 00″ jener des nördlichen 32° 36′ 08″. Die Breite des Schachts beträgt 20,5 cm, mit einer maximalen Abweichung von 0,5 cm.

#### Schächte der Königinnenkammer

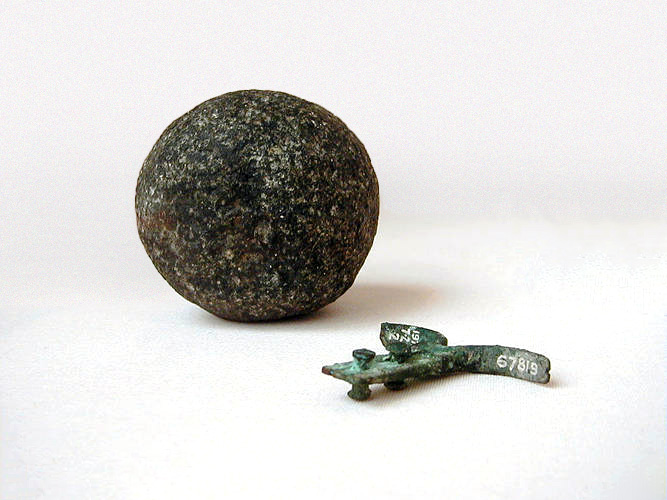
Fundstücke Dixons vermutlich aus dem unteren nördlichen Schacht. British Museum, London

Die unteren Ausgänge der Schächte in der Königinnenkammer liegen in der Mitte der Nord- und Südwand, heute in einer Höhe von 1,50 m. Geht man von einem Plattenbelag von 0,523 m aus, waren sie wahrscheinlich ursprünglich in der gleichen Höhe wie jene der Königskammer angebracht, in ca. 0,96 m. Die unteren Ausgänge waren bis in die moderne Zeit verschlossen, und zwar so, „dass in den entsprechenden Blöcken der Seitenwände das letzte Teilstück des Schachtes in einer Dicke von 0,18 m ≈ 10 altäg. Finger nicht ausgeschachtet war“. Erst 1872 wurden die Schächte von Waynman Dixon entdeckt und gewaltsam geöffnet. Dabei fand er im unteren Teilstück des nördlichen Schachtes drei Gegenstände: eine kleine Steinkugel, eine Holzleiste und einen Gegenstand aus Kupfer, wohl ein schwalbenschwanzförmiges Kupferwerkzeug. Diese befinden sich heute im British Museum. Vermutlich handelt es sich um originale Beigaben: „Die wahrscheinlichste Deutung dieser Gegenstände ist die, dass sie Modellbeigaben waren, wie sie ähnlich bei Gründungsbeigaben vorkommen. Sie dienten damit dem König im Jenseits als Werkzeuge, die kleine Kugel als Steinhammer, das Kupferwerkzeug als Meißel, das Holz als Elle oder Keilholz zur magischen Öffnung des Schachtes.“ Dieser Befund lässt vermuten, dass auch die unteren Ausgänge der Königskammer ursprünglich verschlossen waren.
Der nördliche Schacht der Königinnenkammer wird nach etwa 19 m durch eine Eisenstange blockiert, die vielleicht noch von Dixons Untersuchungen stammt. Deshalb konzentrierten sich Stadelmanns und Gantenbrinks Untersuchungen mit dem Roboterfahrzeug auf den südlichen Schacht. Dieser verläuft zunächst 2,29 m in horizontaler Richtung und steigt dann mit einer Steigung von 39,60° nach oben. Nach 57,55 m verschließt ein Kalksteinblock mit polierter Oberfläche den weiteren Anstieg. Auf dieser Oberfläche finden sich zwei stark ausgeblühte und erodierte, 5,5 cm hohe Kupferbeschläge.
Im Jahr 2002 wurde der Blockierstein durchbohrt. Dahinter befand sich ein leerer Hohlraum, der mit einem diesmal roh behauenen und rissigen Blockierstein abgeschlossen ist. Der etwa 21 cm tiefe Hohlraum dahinter stellt offensichtlich die Verlängerung des Schachtes dar. Vermutlich handelt es sich hier um das Ende des Schachtes, da man im Bereich an der Außenseite der Pyramide, an der der Südschacht theoretisch austreten müsste, keinen Austrittspunkt feststellen konnte. Weiter konnte auch der nördliche Schacht 2002 erforscht werden. Auch dort versperrt ein Steinblock, baugleich demjenigen im Südschacht, den weiteren Aufstieg. Auch dieser weist zwei Kupferbeschläge auf. Es ist anzunehmen, dass sich dahinter eine ähnliche Hohlraumstruktur befindet wie beim südlichen Schacht.
Mit Projekt Djedi wurde 2011 der Blockierstein und die dahinterliegende Kammer erneut erforscht. Dabei war es möglich, mit Hilfe einer beweglichen Endoskopkamera den gesamten Hohlraum zu untersuchen. Die Rückseite des Blockiersteins ist ebenfalls glatt und die Kupferbeschläge bilden auf der Rückseite die Form zweier Ösen, die möglicherweise dekorativer Natur sind. Des Weiteren wurden auf dem Boden der 23 cm hohen Kammer rote Markierungen entdeckt, bei denen es sich wahrscheinlich um Bauarbeiter-Graffiti handelt.

#### Deutungen der Schächte
Rainer Stadelmann interpretiert die Schächte als Modellkorridore für die Himmelfahrt der Seele des Königs. So findet sich in den königlichen Jenseitsvorstellungen des Alten Reichs die Idee der Himmelfahrt des toten Königs, „anfänglich zu den unvergänglichen Sternen des Nordhimmels, denn zum Lichtland, den Gefilden des Re am Himmel“. Besonders die erstmals etwa 250 Jahre später überlieferten Pyramidentexte sind durchdrungen von dieser Vorstellung, aber auch die Form des Königsgrabes von der Mastaba bis zur zum Himmel ragenden Pyramide und der Gestaltung der Grabräume sind davon geprägt. Demnach weisen die Schächte dem toten König den Weg zum Nordhimmel, zu den „unvergänglichen“ Sternen. Damit der Tote oder eine seiner Erscheinungsformen diesen Weg begehen konnte, musste dies durch eine Scheintür oder rituell vorbereitete Korridore oder Grabschächte begehbar gemacht werden. Da bei Cheops die Grabkammer nicht mehr in der Tiefe der Erdausschachtung, sondern in der Mitte der Pyramidenhöhe angelegt wurde, ergab sich ein dogmatisches Problem. Um über das normale Gangsystem zum Himmel aufzusteigen, hätte der König, aus seiner Grabkammer kommend, zuerst durch die Große Galerie und den absteigenden Korridor gehen müssen, um dann in den aufsteigenden Korridor zu gelangen, der zum Ausgang und in der Verlängerung zum Himmel führt. Dies widerspricht aber der Idee des Himmelsaufstiegs. Deshalb musste man nach Stadelmann eine architektonische Lösung finden, „die trotz der hohen Lage der Grabkammer einen direkten vertikalen Aufstieg ermöglichte“.
Wie die echten Grabkorridore besitzen auch die Modellkorridore ein kurzes, horizontales Gangstück in die Grabkammer und steigen dann in einem steilen Winkel direkt zum Himmel an. Dass es nicht nur Korridore zum Nordhimmel, sondern auch zum Südhimmel gibt, deutet Stadelmann mit dem universalen Anspruch des Cheops als Inkarnation des Sonnengottes: „der nördliche Korridor (nSK) führt zu den Zirkumpolarsternen, den jḫmw-sk (ichemu-sek), wo der König die Tagesbarke des Sonnengottes besteigt, der südliche (sSK) zu den jḫmw wrḏ (ichemu weredsch – Nichtzirkumpolarsterne), den Dekanen und Planeten, die ihn in seiner Nachtbarke begleiten.“
Michael Haase bringt folgende Einwände gegen die „Seelenschacht“-Hypothese:
- In allen Pyramiden des Snofru, Cheops Vater und Vorgänger, liegen die Grabkammern gegenüber dem unteren Ende des Korridors erhöht. Snofrus Seele war also stets gezwungen, ein Stück nach unten zu gehen, bevor sie in den Himmel aufsteigen konnte.
- Es stellt sich die Frage, wieso die Schächte der Königskammer an die Außenseite der Pyramide führen, jene der Königinnenkammer aber etwa 15 m vorher im Kernmauerwerk enden.
- Die zusätzliche Orientierung der Südschächte auf den Südhimmel bliebe eine einmalige Angelegenheit. In den späteren Pyramiden findet sich keine weitere südliche Ausrichtung von Korridoren.
- Der Versuch einer Deutung anhand der Vorstellungen in den Pyramidentexten ist nicht unproblematisch, da diese erst etwa 250 Jahre später festgehalten wurden und dazwischen grundlegende Entwicklungen bautechnischer und konstruktiver Art der Pyramiden-Architektur stattgefunden haben.
- Außerdem wurden die Enden der Schächte in der Königinnenkammer nicht als symbolische Durchgänge im Sinne einer Scheintür gekennzeichnet, was im Widerspruch zu einer religiösen Funktionalität steht, die durch eine gewisse „Bildhaftigkeit“ gekennzeichnet wurde.

Daneben werden die Schächte als Luftschächte für die Arbeiter im Kammersystem interpretiert. Diese Ansicht basiert unter anderem auf den Erfahrungen der britischen Forscher, die die Schächte der Königskammer säuberten, wodurch es zu einer merklichen Frischluftzufuhr in der Grabkammer kam. Vielleicht nutzten die Ägypter dafür geschickt den Nordwind aus. Die Belüftungskanäle in der Königinnenkammer wurden zwar geplant, letztlich aber nicht gebraucht und aufgegeben. Einerseits besaß der Gebrauch von Belüftungskanälen in der 4. Dynastie schon eine gewisse Tradition, andererseits könnten sie im Hinblick auf die negativen Erfahrungen mit der Luftzufuhr in der Felsenkammer angelegt worden sein.
Der Ägyptologe Rolf Krauss schließt sich der Interpretation als Belüftungsschächte an. Er macht dies an zwei Argumenten fest. Zum einen führe der Versuch, die Neigungswinkel der Schächte auf kulminierende Sterne zu beziehen, auf chronologische Widersprüche. Andererseits wurde in der Cheops-Pyramide, im Gegensatz zu allen anderen altägyptischen Pyramiden, die Zufuhr von Frischluft benötigt, da sich die Königs- und die Königinnenkammer hoch oben innerhalb des Pyramidenmassivs befinden. In anderen Pyramiden konnte kühle Luft in unten liegende Kammern einfließen und warme Luft nach oben aufsteigen, wodurch eine Luftzirkulation automatisch und auf natürlichem Wege zustande kam. In der Cheops-Pyramide musste diese Luftzirkulation zu den oben liegenden Kammern durch Schächte künstlich herbeigeführt werden, um die Arbeiter mit Frischluft und die Öllampen oder Fackeln mit Sauerstoff zu versorgen.

### Vermessungsarbeiten
Das Einbringen des Sarkophags und dessen exakte Anordnung in der Königskammer entlang der Nord–Süd–Achse der Pyramide erforderten, ebenso wie der Bau der Königinnenkammer, genaue Bezugslinien. Dafür wurden die Mittelachsen des absteigenden und des aufsteigenden Gangs sowie die der großen Galerie verwendet. Von dem nach Osten hin verschobenen Eingang der Pyramide verliefen diese Linien mit sehr großer Genauigkeit. So konnte während des Baus ständig der Verlauf der N–S–Achse kontrolliert werden. Die Achsen der Gänge dienten, wie Jürgen Becker anhand seiner Untersuchungen an den Pyramiden der 4. Dynastie nachweist, als Bezugslinien zur vertikalen und zur horizontalen Vermessung der vorgegebenen Abmessungen der Felsenkammer, der Königinnenkammer, der Königskammer und ihrer Zugänge.
Die exakt nach Norden ausgerichteten Korridore führten mit einem Neigungswinkel von 26°33´54" (mit Abweichungen unter ±30 Bogenminuten) und nach Osten versetzt über längere Strecken. Dieser Winkel entspricht einem Neigungsverhältnis von 2:1 (Seked 14 F auf eine E) und ist damit beim Bau messtechnisch einfach und mit besonderer Genauigkeit auszuführen. Aus der Summierung der horizontalen Teilstrecken waren die Entfernung von der Nordkante der Pyramide und somit die Ost-West-Achse genau zu bestimmen. Wie exakt die jeweiligen Neigungswinkel eingehalten wurden, zeigt die über 70 m lange Felspassage des absteigenden Gangs in der Cheops Pyramide mit einer Abweichung von nur 1 cm.

## Der Pyramidenkomplex

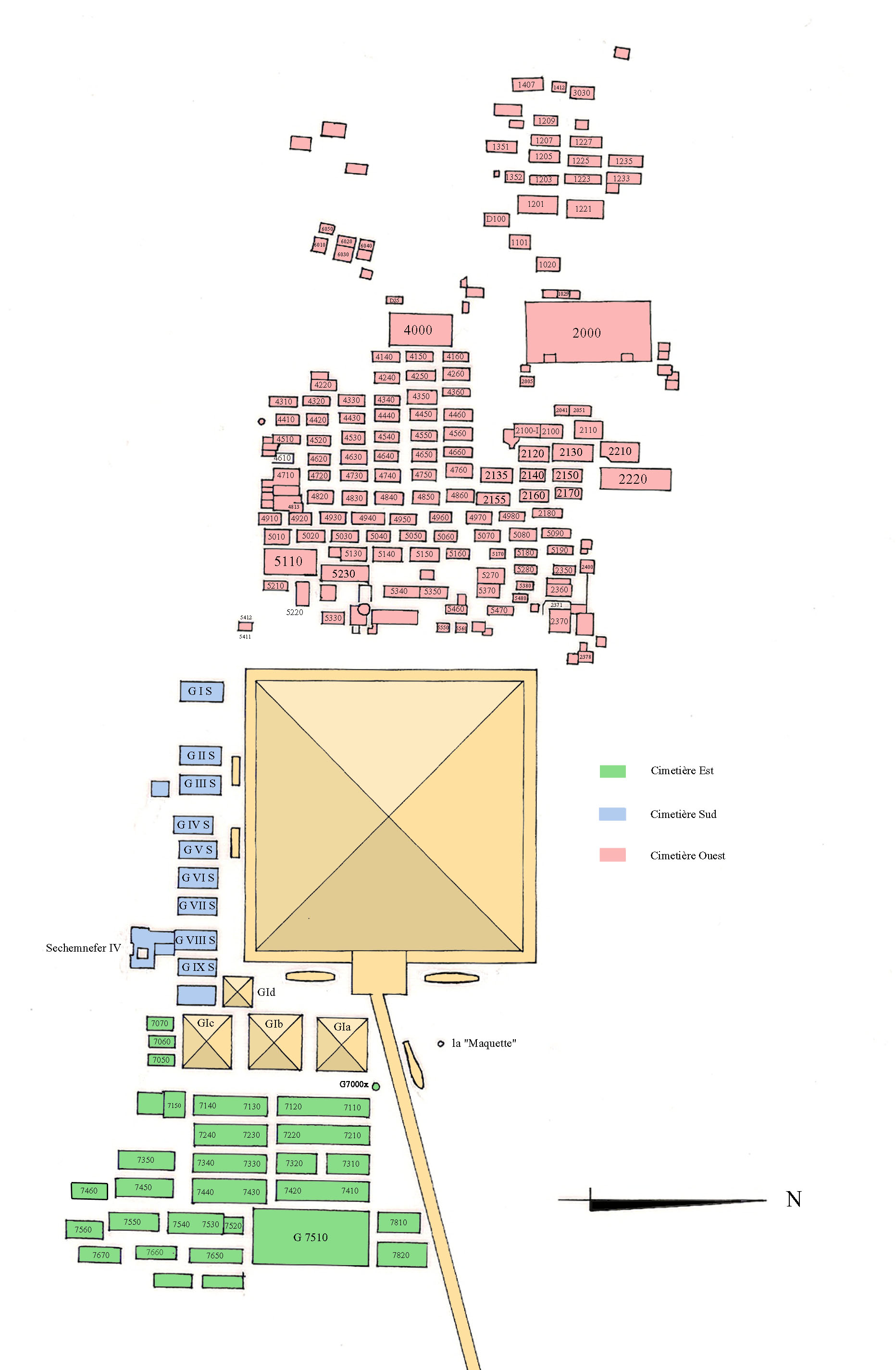
Plan des Pyramidenkomplex des Cheops und umliegenden Nekropolen

### Totentempel
Der Totenkult für den verstorbenen König konzentrierte sich vor allem auf den sogenannten Totentempel (auch Pyramidentempel), der sich in der Mitte an die Ostseite der Pyramide anschloss. Auffälliges Merkmal der Totentempel der 4. Dynastie ist, dass sie architektonisch nicht mit der Pyramide verbunden waren. Es besteht keine direkte Verbindung zwischen Grab (Pyramide) und Kultanlage (Totentempel). Der Abstand zwischen Pyramidenfuß und Westfront des Tempels beträgt etwa 10 m.
Der Totentempel wurde fast vollständig Opfer von Steinraub. Lediglich Reste eines Basaltpflasters, Reste von Pfeilern aus Granit und Fragmente von Statuen und von mit Inschriften und Reliefs versehenen Kalksteinblöcken zeugen noch davon. Es lässt sich eine nord-südliche Breite von 52,40 m und eine ost-westliche Länge von rund 40,30 m rekonstruieren. Ein offener Hof wurde von 38 Pfeilern aus Granit umgeben, die eine überdachte Kolonnade bildeten. Westlich schlossen sich zwei weitere Kolonnadenreihen an, die zu den inneren Kulträumen des Tempels überleiteten. Die Reliefornamente zeigen Szenen des Sedfestes, des Festes des Weißen Nilpferdes und andere Motive. Im Fußboden finden sich Überreste eines Kanalisationssystems, das Regenwasser ableitete.
Die Rekonstruktion des Hauptkultraumes wird durch einen Grabschacht von 5 m × 5 m Ausdehnung erschwert, der dort in saitischer Zeit gegraben worden ist. Jean-Philippe Lauer erkannte unregelmäßige Vertiefungen im Fels mit einem Ausmaß von 19,50 m × 9,25 m × 0,60 m, die er zu einem nord-süd orientierten Raum gehörig interpretierte. Aufgrund der Länge des Raumes und der Befunde in den Mastabas und Königinnenpyramiden ging er davon aus, dass sich an der Westwand des Hauptkultraumes zwei Scheintüren befanden. Maragioglio und Rinaldi gingen davon aus, dass die Vertiefungen im Fels auf den Grabschacht ausgerichtet sind und somit nicht zum ursprünglichen Totentempel gehören. Herbert Ricke sprach sich gegen eine Rekonstruktion mit Scheintüren aus. Er meinte, dass dieser Raum Statuen beherbergte, und bezeichnete ihn als „Verehrungstempel“ zur Verehrung des vergöttlichten Königs. Nach Ricke befand sich die notwendige Totenopferstelle direkt an der Ostseite der Pyramide und wurde durch ein Stelenpaar und einen Opferaltar gekennzeichnet. Basierend auf Untersuchungen zum Totentempel der Roten Pyramide schlussfolgert Rainer Stadelmann, dass es auch bei Cheops einen Raum mit Scheintüren gab, der im Norden und Süden von je einer Sakristei oder einem Opfermagazin flankiert wurde.

Rekonstruierter Plan des Totentempels
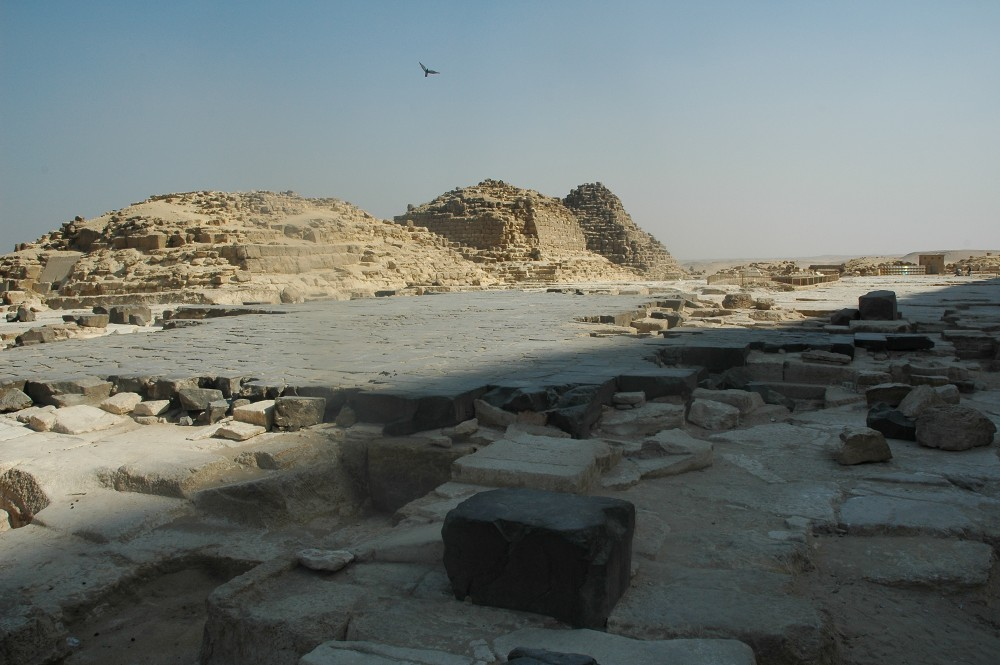
Reste des Basaltpflasters des Totentempels, dahinter die Königinnen-Pyramiden
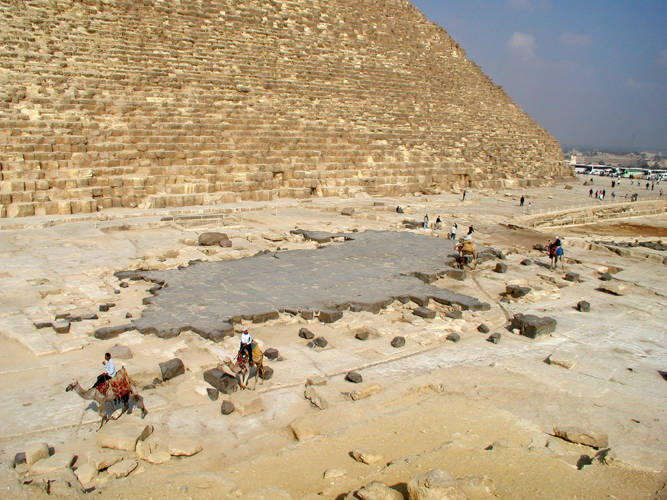
Lage des Totentempels an der Ostseite der Cheops-Pyramide
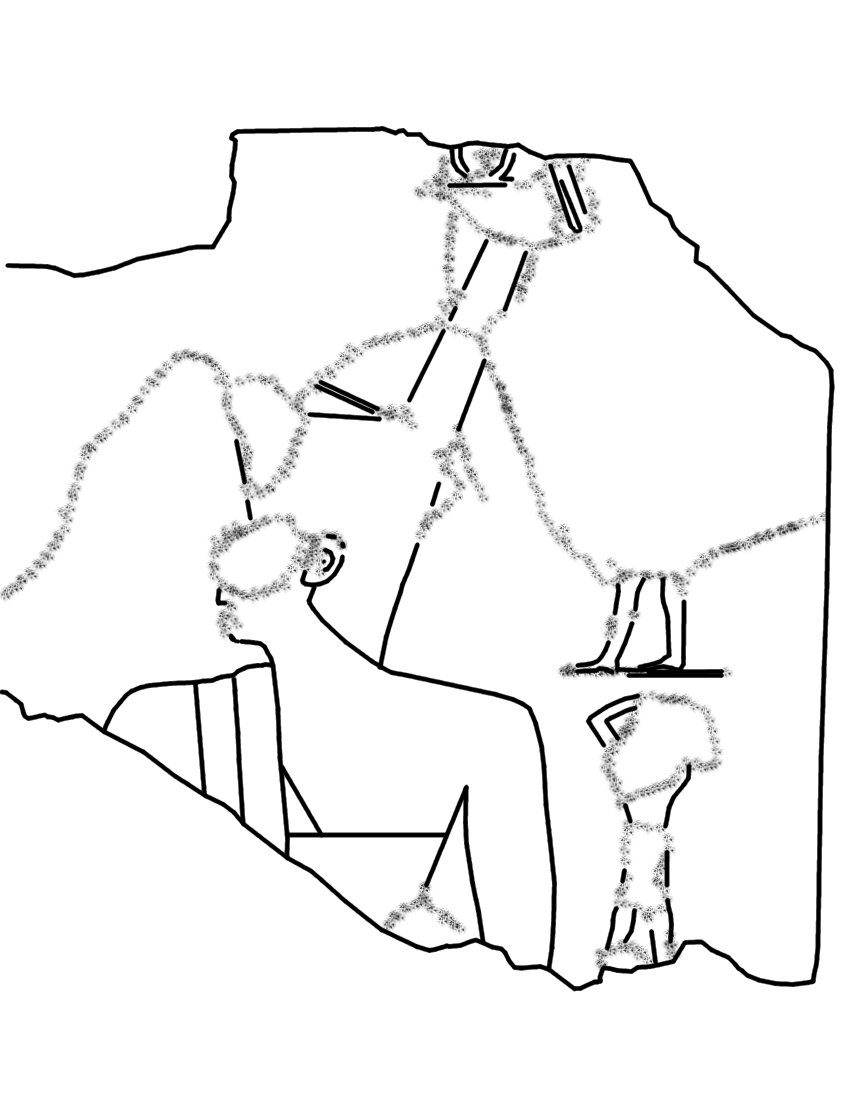
Verwittertes Relieffragment mit Darstellung des Cheops aus dem Totentempel

### Aufweg und Taltempel

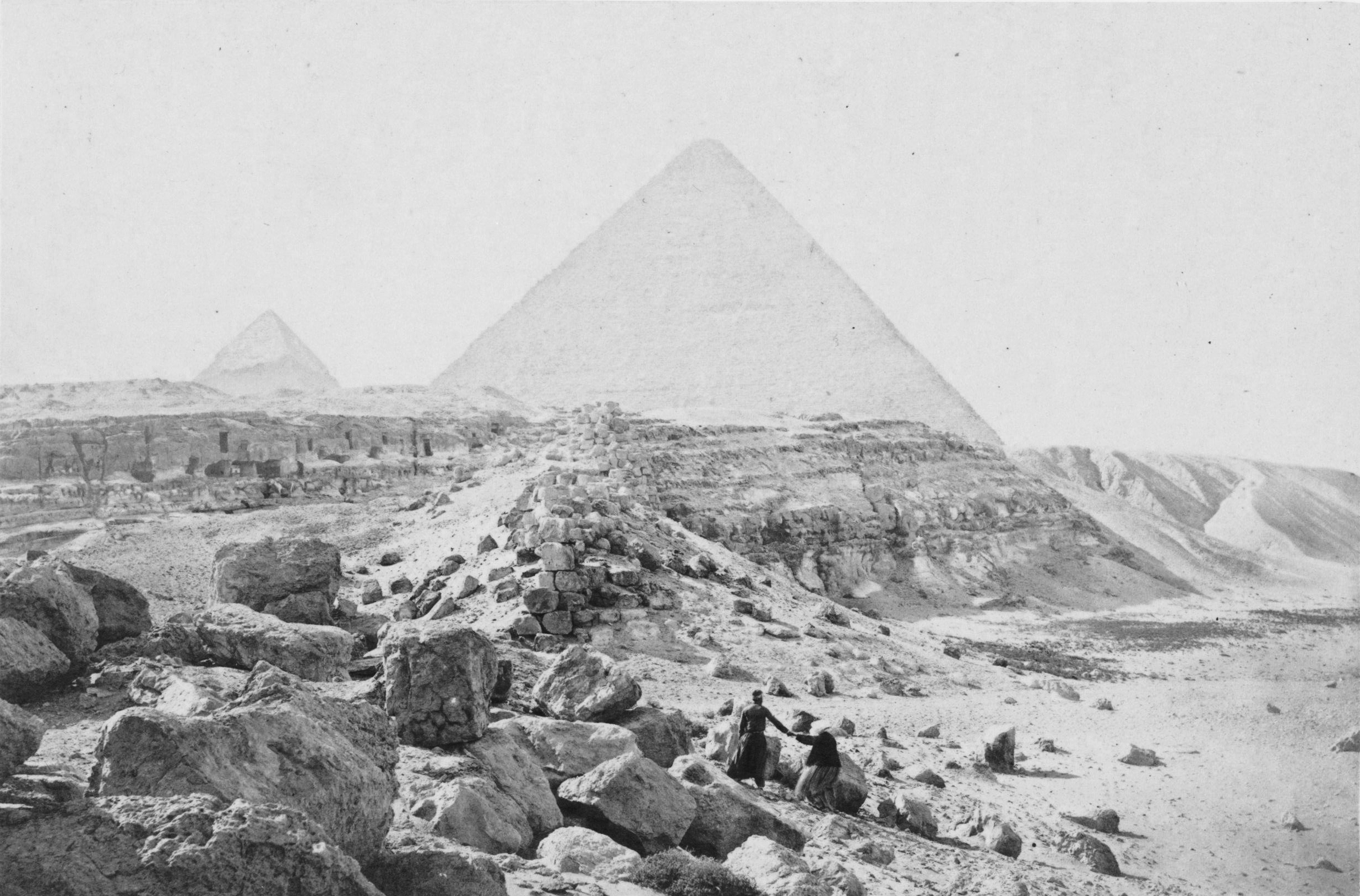
Überreste des Aufwegs (c. 1850)

Die archäologischen Befunde von Taltempel und Aufweg sind äußerst spärlich. Die Wände des Aufwegs müssen mit kunstvollen Reliefs geschmückt gewesen sein, wie die Berichte von Herodot und Funde einiger Fragmente verdeutlichen. Der Aufweg dürfte etwa 700 m lang gewesen sein.
Schwarze Basaltblöcke, die 1990 etwa 750 m nordöstlich der Cheopspyramide in der Ortschaft Nazlet el-Sammam gefunden wurden, stammten vermutlich vom Taltempel. Weiter stammen vielleicht Kalksteinblöcke, die in der Amenemhet-I.-Pyramide verbaut wurden und Inschriften mit dem Namen Cheops tragen, ebenfalls aus dem Taltempel. Es wurde aber auch schon in Betracht gezogen, dass letztere aus einem Tempel des Cheops in der Umgebung des Faijum stammten. Ansonsten ist über ihn nichts bekannt, und die Rekonstruktion bleibt völlig hypothetisch.
- Von Amenemhet I. wiederverwendete Reliefblöcke des Cheops, vielleicht aus dem Taltempel; Metropolitan Museum of Art

"Von
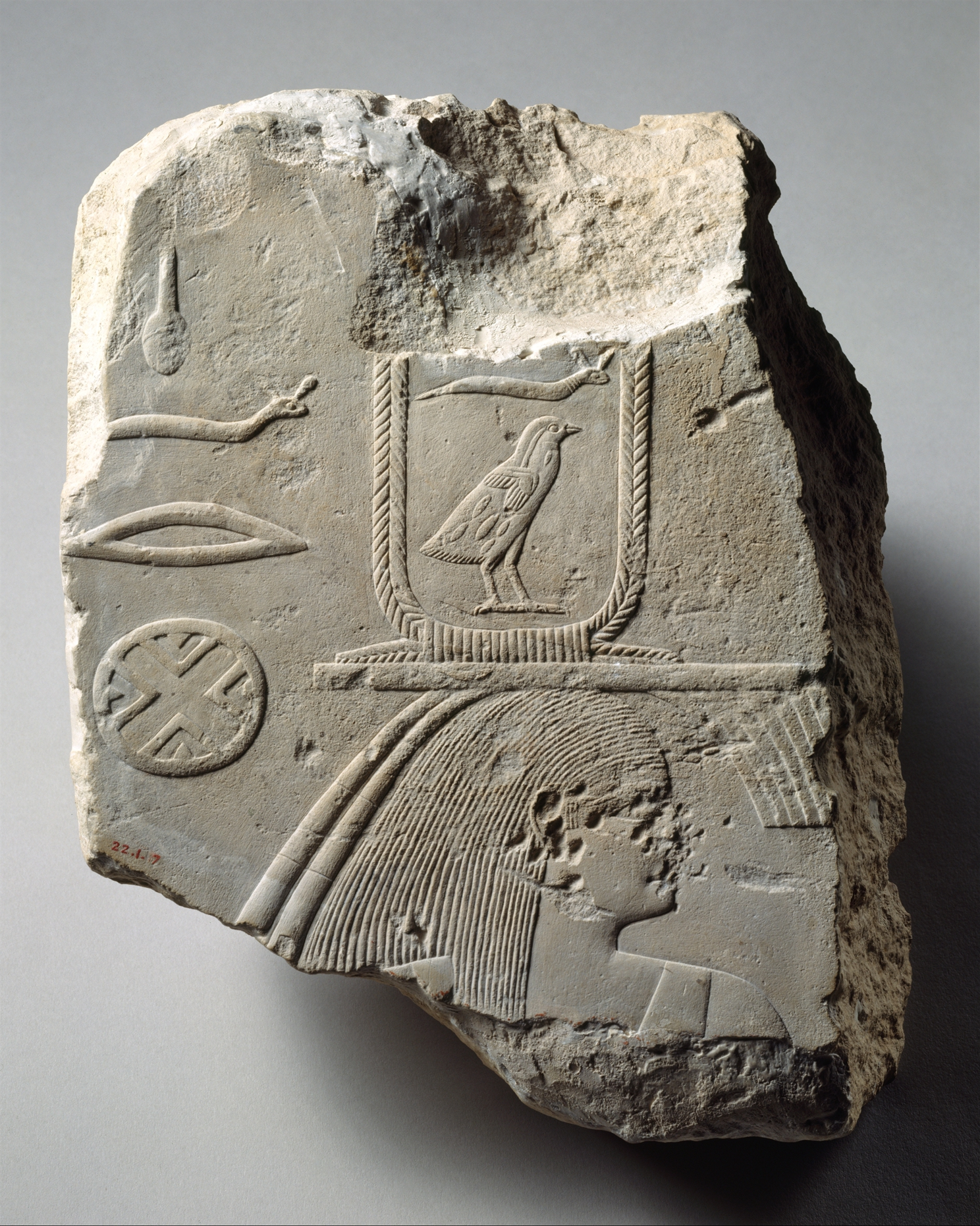
Personifikation eines Anwesens
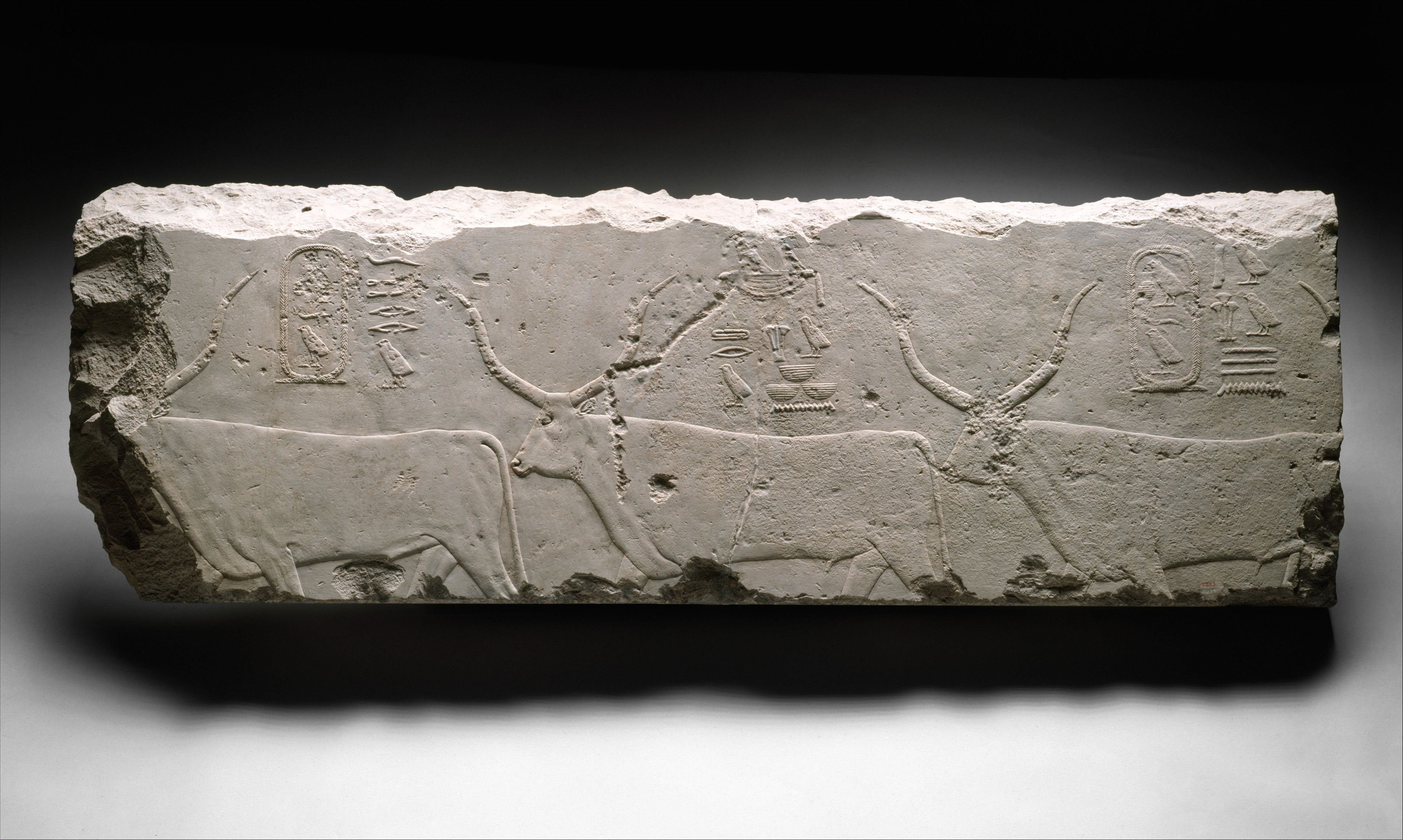
Prozession von Ochsen des Königs
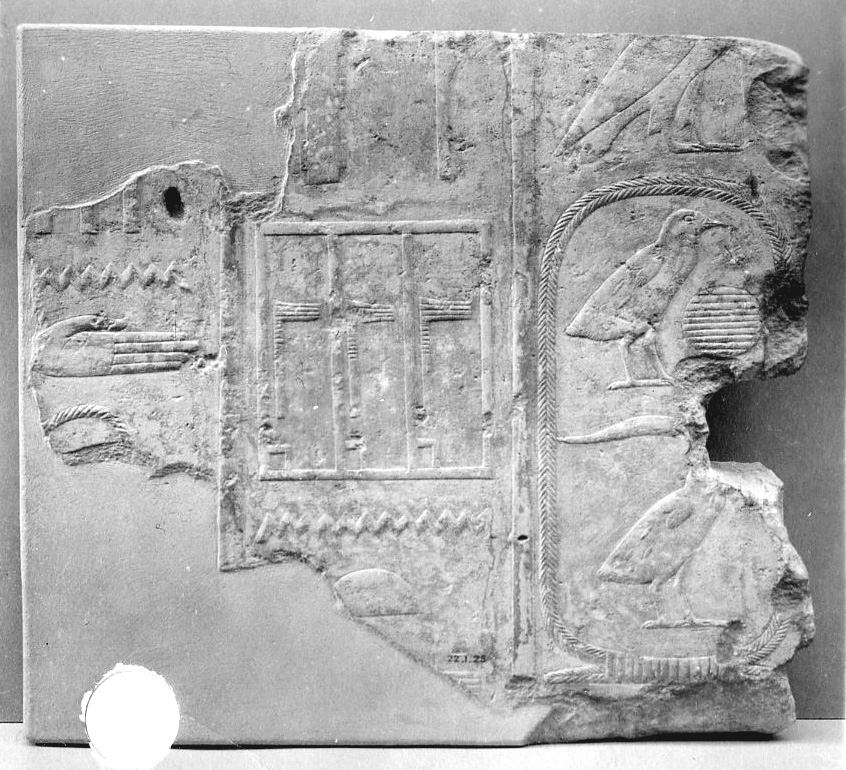
Teil einer Inschrift

Im Januar 2015 wurde bekannt, dass ein Bewohner des bei Gizeh gelegenen Dorfes el-Haraneya bei einer illegalen Grabung im Hof seines Hauses auf einen mit Steinblöcken verkleideten Gang gestoßen war. Eine Untersuchung durch Archäologen des ägyptischen Antiken-Ministeriums ergab, dass es sich offenbar um den Aufweg der Cheops-Pyramide handelt.

### Hof und Umfassungsmauern
Auf allen vier Seiten der Cheops-Pyramide sind Reste einer Umfassungsmauer erkennbar, die auf nicht sehr tiefen Fundamenten von 3,15 bis 3,60 m Breite stand und in einem Abstand von etwa 10 m um die Pyramide führte. Die ursprüngliche Höhe kann nicht mehr bestimmt werden. Die Seiten waren leicht geneigt und die Oberseite abgerundet. Der Hof zwischen Umfassungsmauer und Pyramide war mit unregelmäßig geformten, weißen Kalksteinblöcken gepflastert, wovon sich noch einige in situ befinden. Ludwig Borchardt stellte fest, dass der Hof ein leichtes Gefälle nach außen aufweist, sicherlich um bei Regen Sturzbäche von der Pyramide abzuleiten. Außerdem wurden in den Nordwest- und Südwestecken des Hofes Kanäle in das Pflaster geschlagen, die unter der Umfassungsmauer hindurchführten und so das Regenwasser weiter ableiteten. Den Hof konnte man nur durch den Totentempel betreten – vermutlich gab es keine andere Verbindung zur Außenseite der Umfassungsmauer.
Weiter entfernt, in einem Abstand von 18,75 bis 23,60 m, gibt es Reste einer zweiten Umfassungsmauer, die nur aus Bruchstein bestand und mit Mörtel verputzt wurde. Sie war zwischen 2,50 und 3,50 m dick und verlief nicht exakt parallel zur Pyramide. Diese Mauer entstand sicherlich nicht zur Zeit des Cheops. Schon die Tatsache, dass sie über die südlichen Bootsgruben verläuft, weist darauf hin, dass sie frühestens unter seinem Sohn Djedefre errichtet wurde, noch wahrscheinlicher im Zusammenhang mit dem Bau der südlichen Mastabas.
Auf der Südseite der Pyramide finden sich zwischen der inneren und äußeren Umfassungsmauer die Fundamente einer weiteren Mauer, die nur etwa 0,75 m dick war.

### Bootsgruben
Insgesamt wurden im Umfeld der Cheops-Pyramide sieben Bootsgruben entdeckt. Fünf gehörten zur Cheops-Pyramide und zwei zu den Königinnenpyramiden. Die beiden Bootsgruben südlich der Cheops-Pyramide konnten noch intakt und verschlossen vorgefunden werden.

#### Die südlichen Bootsgruben

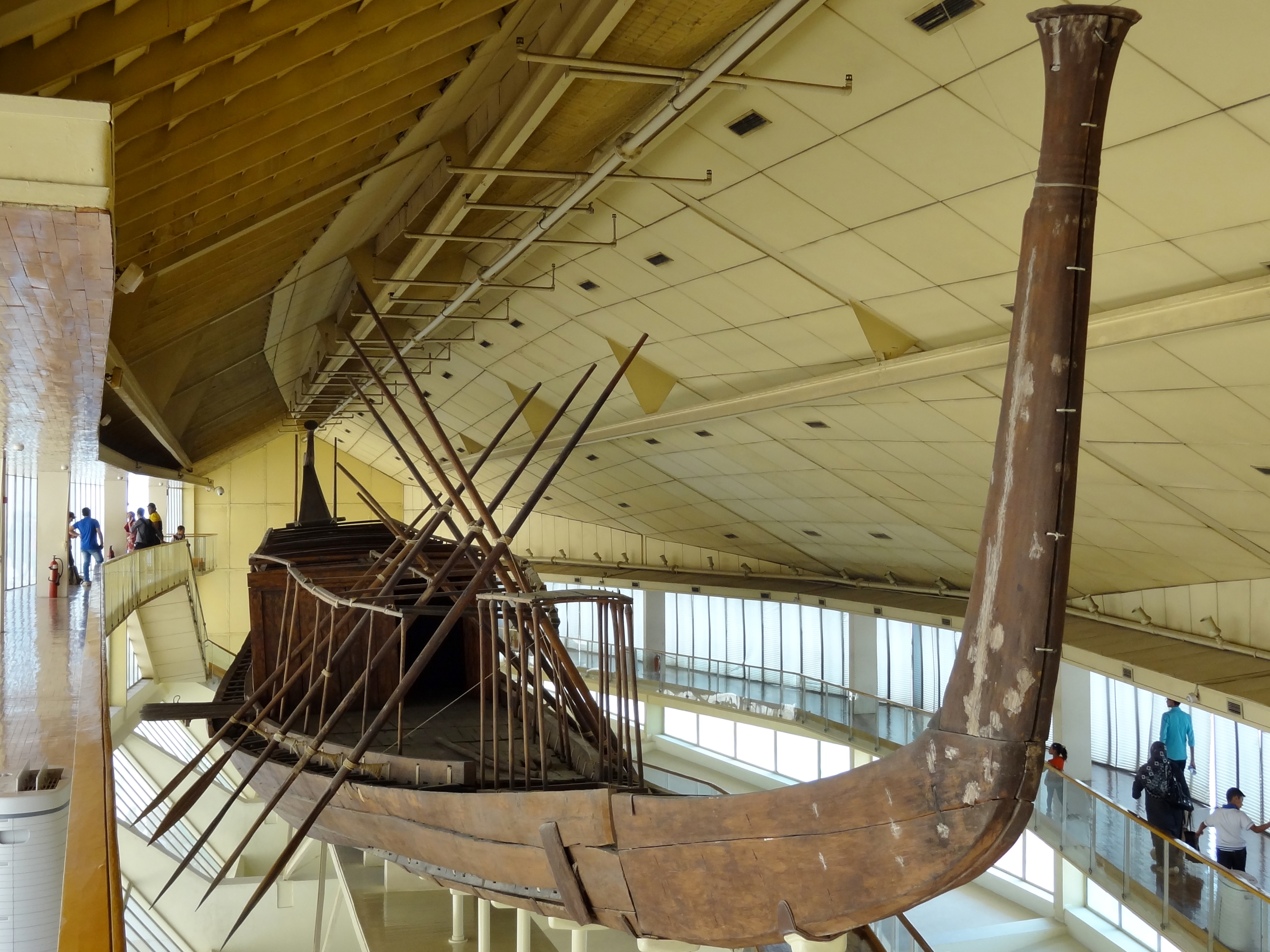
Das restaurierte Boot im Museum

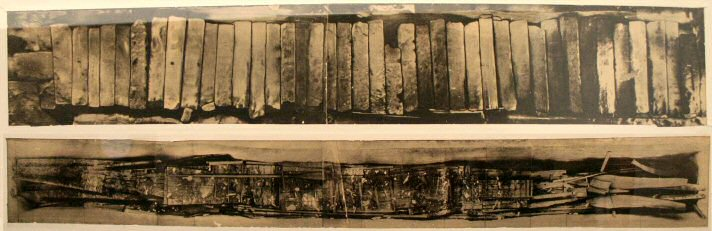
Fundsituation: Die verschlossene Grube (oben) und das zerlegte Boot (unten)

Die beiden südlichen Bootsgruben wurden erst im Jahr 1954 entdeckt. Aus der östlichen Grube konnten die Einzelteile eines zerlegten Bootes geborgen und wieder zusammengebaut werden. Die zweite Grube wurde erst 1987 erstmals untersucht. Auch dort befindet sich offenbar ein vollständig erhaltenes, in Teile zerlegtes Boot.
Die östliche der beiden Gruben verläuft in einem Abstand von 17,10 m parallel zur Südseite der Pyramide, östlich ihrer verlängerten Nord-Süd-Achse. Sie ist 31,15 m lang und 5,35 m tief. Große Abdecksteinblöcke wurden quer zur Grube auf Auflageflächen an der Nord- und Südseite gelegt und ihre Stoßfugen mit feinem Kalkmörtel hermetisch versiegelt. Die 41 Abdecksteine weisen unterschiedliche Abmessungen auf. Im Mittel sind sie 4,50 m lang, 0,85 m breit und 1,80 m hoch und wiegen zwischen 15 und 20 t.
Auf den Abdecksteinen wurden zahlreiche Bauarbeiterinschriften entdeckt, darunter Namen von Arbeitsmannschaften, die für den Transport der Steinblöcke verantwortlich waren, darunter auch achtzehn Kartuschen mit dem Namen von Cheops’ Nachfolger Djedefre und ein Datum der „11. Mal der Zählung“. Verner folgert daraus, dass einige Teile von Cheops’ Grabkomplex erst nach seinem Tod fertiggestellt worden sind. Allerdings bezieht sich laut Haase das Datum eher auf die Regierungszeit des Cheops. Demnach handelt es sich um eine Registrierung des Steinblocks im Steinbruch zur Zeit des Cheops. Da für Cheops mittlerweile ein Beleg für ein „Jahr nach dem 13. Mal der Zählung“ existiert, wäre er demnach einige Jahre lang zwischengelagert worden, ehe er für die Bestattung zum Einsatz kam. Gegen ein Regierungsjahr von Djedefre spricht auch, dass dieser nur etwa acht Jahre regiert hat, er bei einem 11. Mal der Zählung und einer zweijährigen Zählweise mindestens 21 Jahre amtiert haben müsste. Außerdem wären die Boote dann nicht mehr im Zusammenhang mit der Bestattung des Cheops deponiert worden.
Die funktionstüchtige Barke war in 1224 Einzelteile zerlegt und ihre Bestandteile in 13 Lagen aufgeschichtet. Es handelt sich um ein königliches Ruderboot aus libanesischem Zedernholz, das unter anderem aus einer Kabine, fünf Ruderpaaren, zwei Steuerrudern und einer Ladungsbrücke besteht. Seine Gesamtlänge beträgt 42,32 m, die maximale Breite 5,66 m. Seine Form scheint dem Bootstyp aus Papyrusschilf nachempfunden zu sein. In zehnjähriger Restaurierungsarbeit wurde es wieder zusammengesetzt und ist seit 1982 in einem eigens dafür errichteten Museum ausgestellt.
Abnutzungsspuren könnten darauf hindeuten, dass es einst als königliches Ruderboot benutzt wurde. Zahi Hawass geht jedoch davon aus, dass es sich nie im Wasser befunden hat. Spuren von Spänen um die Gruben deuteten an, dass es direkt bei der Pyramide gefertigt wurde.
1987 zeigten Aufnahmen einer Miniatur-Kamera, dass in der zweiten Bootsgrube ebenfalls ein in Einzelteile zerlegtes Boot liegt. Vermutlich handelt es sich dabei um ein Segelschiff. Nach langjährigen Vorbereitungen hat 2009 ein Forscherteam der Waseda-Universität Tokio und des Supreme Council of Antiquities die Untersuchungen an der zweiten Bootsgrube aufgenommen. Im Juni 2013 begann die Bergung des Bootes.

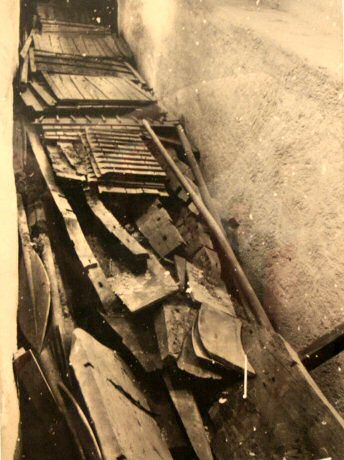
Das 1954 entdeckte Boot in situ
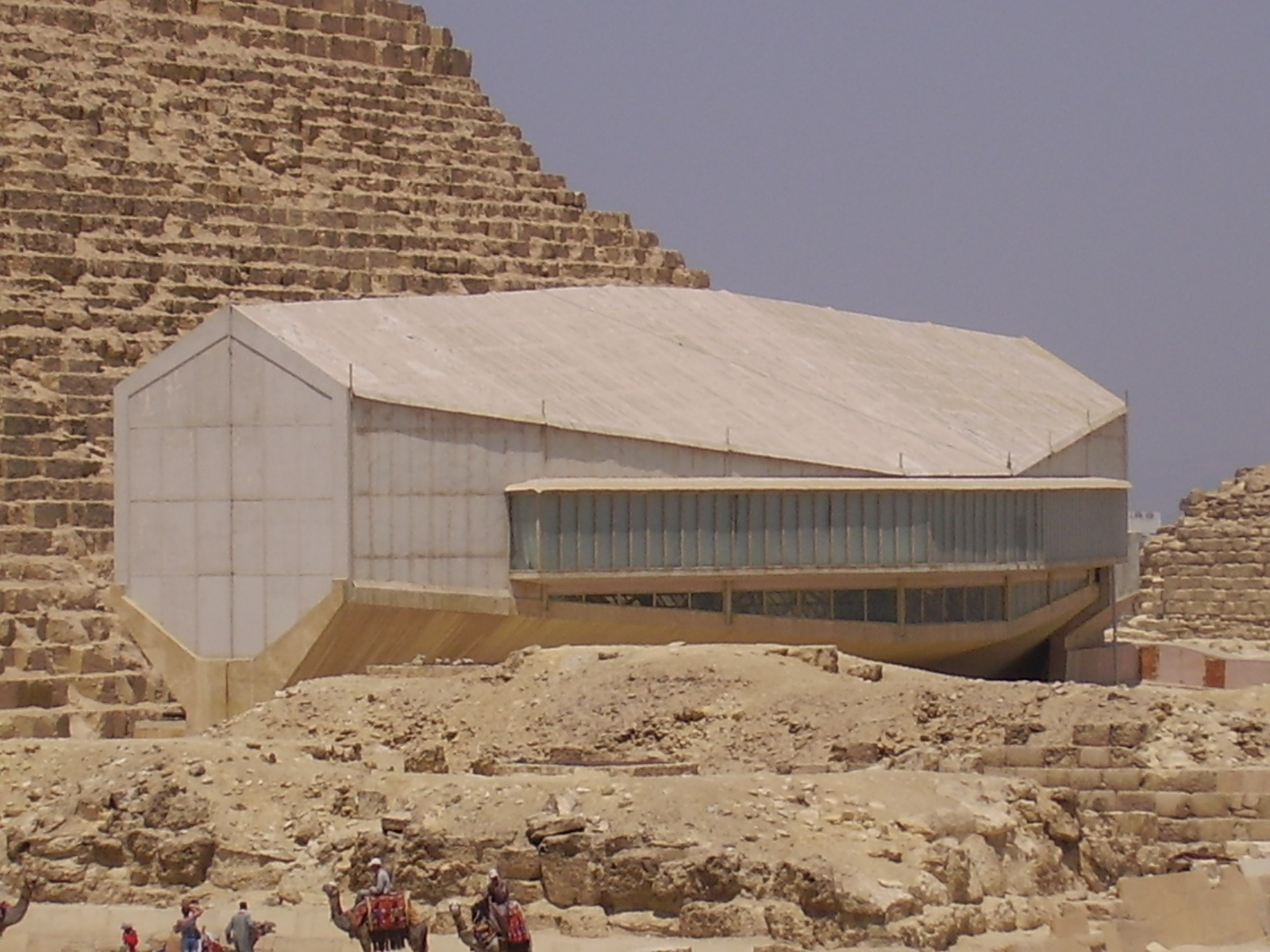
Das Bootsmuseum, bis 2021 an der Südseite der Pyramide
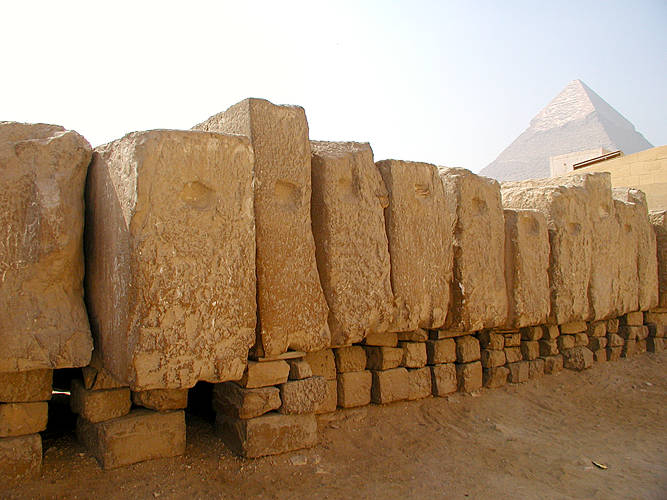
Abdecksteine der Bootsgrube
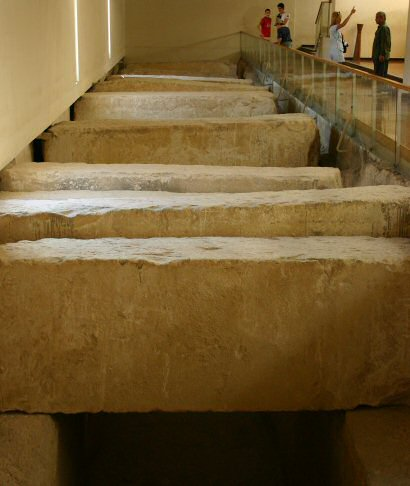
Die Bootsgrube, über der bis 2021 das Bootsmuseum stand

#### Die östlichen Bootsgruben

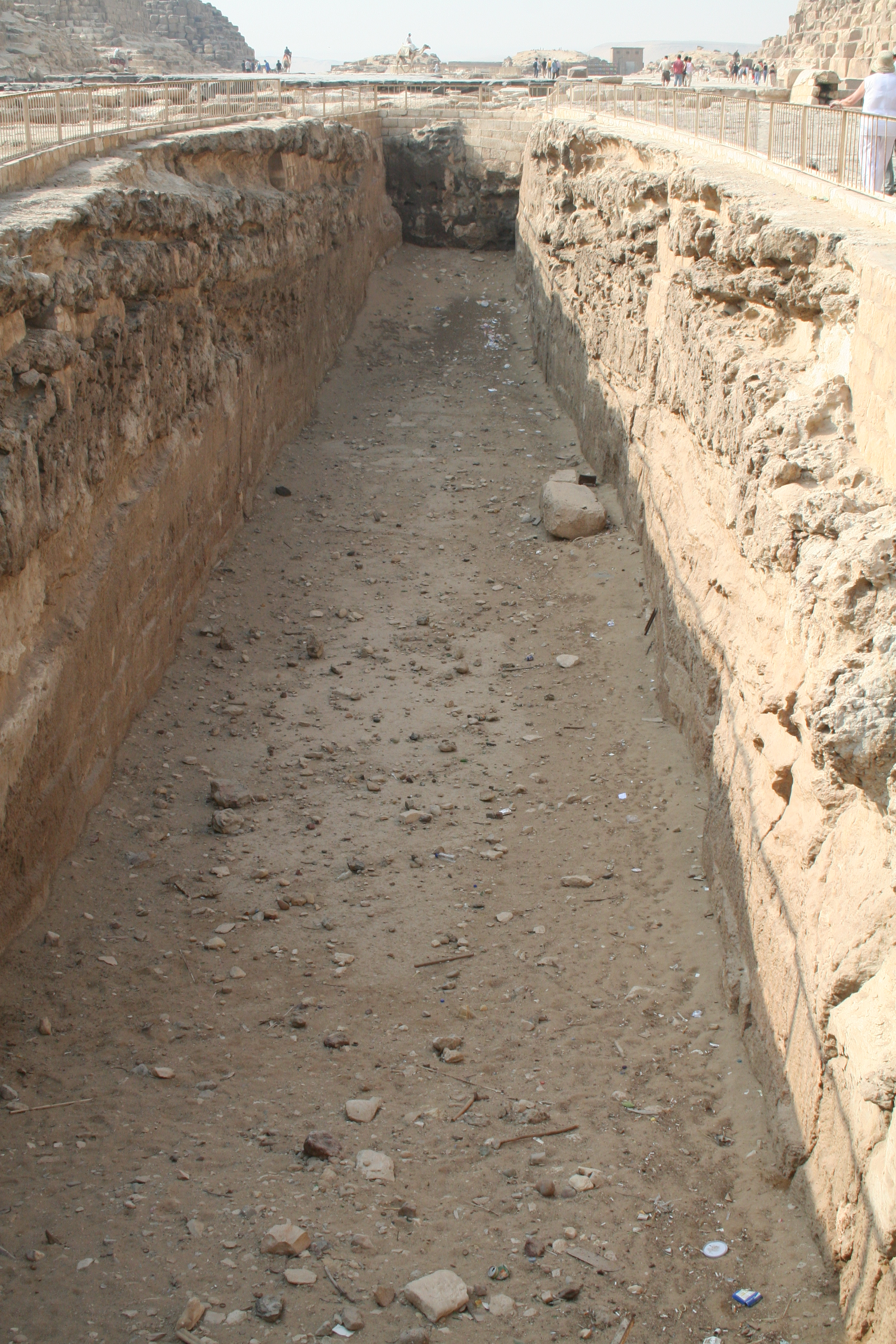
Eine der beiden Bootsgruben an der Ostseite der Cheops-Pyramide

Nördlich und südlich der Überreste des Totentempels liegt jeweils eine über 50 m lange und 7 m breite Bootsgrube parallel zur Ostseite der Pyramide, in einem Abstand von 23,60 m (nördliche Grube) und 24,60 m (südliche Grube). Diese sind seit unbekannter Zeit geöffnet und es fanden sich keine Spuren der darin deponierten Boote. Lediglich in der nördlichen wurde ein Schulterfragment einer Granitstatue des Königs sowie ein Bruchstück eines Kalksteinblockes mit einer Teilinschrift entdeckt. Vermutlich stammt es aus dem Totentempel oder Aufweg. Die beiden Gruben sind größer als jene an der Südseite der Pyramide und sind die größten bekannten Bootsgruben innerhalb ägyptischer Pyramidenbezirke überhaupt. Die Strukturen am Boden deuten an, dass sie bis zu einer gewissen Höhe mit Steinblöcken aufgemauert waren und rechteckige Innenräume bildeten.

#### Die Bootsgrube am Aufweg
Etwa 45 m östlich der Pyramide, parallel zum Aufweg findet sich eine weitere, 21,70 m lange und 4,25 m tiefe, Bootsgrube. Sie unterscheidet sich klar von den anderen. Über eine Treppe gelangt man zu einer bootsförmigen Vertiefung im Felsuntergrund. Vielleicht wurde hier eine „Kultbarke“ oder die Barke, mit der die Königsmumie zur Begräbnisstätte transportiert wurde, deponiert. Darin wurden der Kopf einer Löwenstatue, mit Gold beschlagene Holzfragmente und ein Seil gefunden. Es ist nicht klar, ob diese zur ursprünglichen Bootsbestattung gehörten, da die Gruben in späterer Zeit auch zu Grabanlagen umfunktioniert wurden. Steinblöcke an den Seitenmauern deuten an, dass die Grube ebenfalls mit Kalksteinblöcken abgedeckt und zugemauert wurde.

#### Bootsgruben der Königinnenpyramiden
Erstmals sind unter Cheops auch bei Königinnenpyramiden Bootsbestattungen belegt. An der Südseite der Pyramide G I-a liegt eine 22,7 m lange, 4,35 m breite und 4,70 m tiefe Bootsgrube, die offenbar zu dieser Königinnenpyramide gehört.
Erst in den 1950er Jahren wurde an der Südwestecke der Pyramide G I-b eine weitere Bootsgrube entdeckt. Die darin gefundenen Reste von Ziegelmauerwerk stammen vermutlich von einer späteren Bestattung. Möglicherweise entstand diese Bootsgrube in einer späteren Bauphase als jene der Pyramide G I-a. Sie liegt zwischen den beiden Pyramiden G I-b und G I-c. Ihre eine Seite ragt über 6 m über die Westkanten der beiden Pyramiden hinaus. Vielleicht wurde sie aufgrund des unebenen Geländes an der Südseite der Pyramide G I-c an deren Nordwestecke errichtet. Möglicherweise wurde auch die Stellung der Königin, die in G I-b bestattet wurde, posthum aufgewertet, was eine Bootsbestattung notwendig machte.

#### Interpretationen
Die Bedeutung der Königsboote ist noch unklar. Nach Jaroslav Černý waren die vier Boote an den Ost- und Westseiten dazu bestimmt, dass der König nach allen vier Himmelsrichtungen ins Jenseits fahren konnte. Die fünfte Grube enthielt das Boot, mit welchem die Königsmumie zur Grabstätte gebracht wurde. Für Walter Bryan Emery und Selim Hassan dienten sie dem König, um im Gefolge des Sonnengottes Re über den Himmelsozean zu fahren. Abu Bakr meint, dass sie den verstorbenen Pharao bei verschiedenen Wallfahrten und anderen feierlichen Anlässen an die heiligen Orte Ägyptens bringen sollten. Ebenso unklar ist, warum die Boote zerlegt wurden. Vielleicht mussten alle Gegenstände, die mit der Bestattung des Königs in Berührung kamen, durch ihre Demontage „neutralisiert“ werden, da sie als „machtgeladen“ galten.

### Kultpyramide (G I-d)

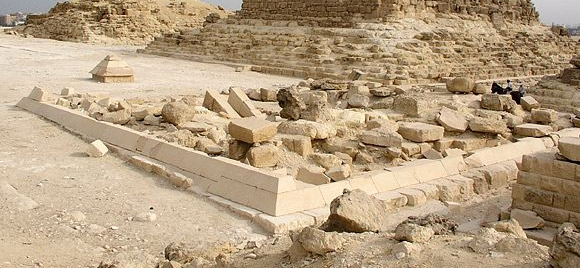
Überreste der Kultpyramide (G I-d)

1992 entdeckte Zahi Hawass 25,50 m südöstlich der Cheops-Pyramide die Überreste der Kultpyramide. Solche Nebenpyramiden waren spätestens seit der Meidum-Pyramide von König Snofru Teil des Standardprogramms königlicher Grabanlagen. Da sie stets südlich der Königspyramiden lagen, wurden sie auch als „Südgräber“ bezeichnet. Offenbar hatten sie eine wichtige kultische Funktion, die noch nicht geklärt werden konnte.
Die 21,75 m breite Pyramide ist bis auf die untersten Steinlagen abgetragen worden. Das T-förmige Kammersystem unterscheidet sie deutlich von jenen der königlichen Gemahlinnen. Die Innenwände sind in der Art eines Zelts oder Baldachins nach innen geneigt. Diese Form entspricht den Galerien unter der Ostseite der Djoser-Pyramide. Der wichtigste Fund ist das Pyramidion der Kultpyramide aus Tura-Kalkstein.

### Friedhöfe

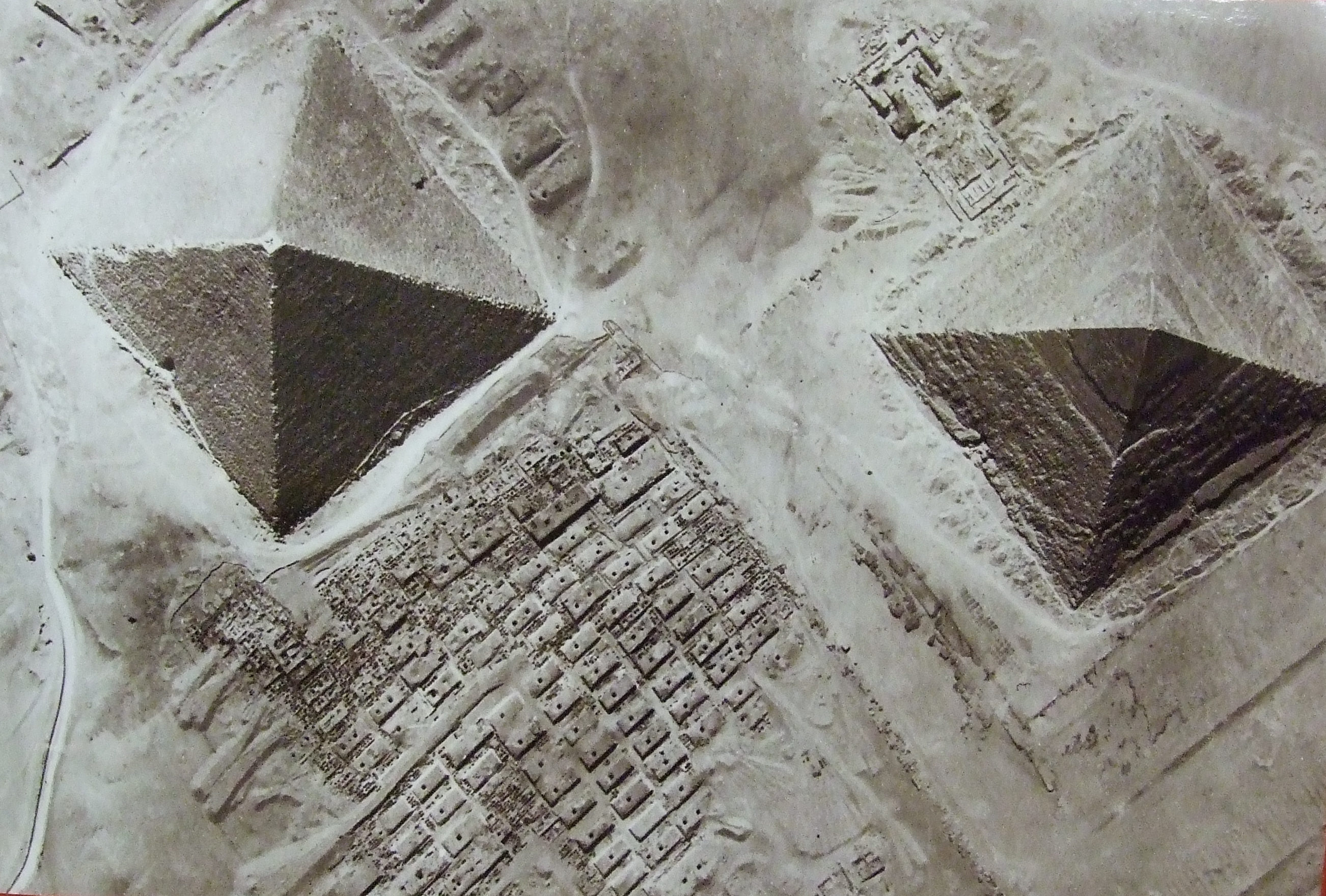
Luftaufnahme der Cheops-Pyramide (links), Chephren-Pyramide (rechts) und dem Westfriedhof dazwischen.

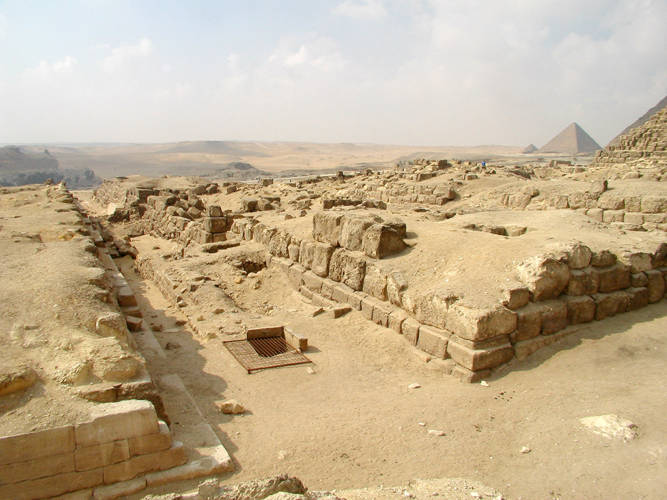
Mastabas auf dem Ostfriedhof der Cheops-Pyramide

Östlich und westlich der Großen Pyramide entstanden klar geplante Mastaba-Friedhöfe. Im Ostfriedhof wurden die näheren Verwandten des Cheops und im Westfriedhof hohe Beamte und Würdenträger bestattet. Durch dieses Privileg konnten die Bestatteten in die Vorstellungswelt des königlichen Jenseits miteinbezogen werden und erhielten über den im königlichen Totentempel abgewickelten Verehrungskult die notwendigen Opfergaben. Aufbau, Ausrichtung und Ausstattung der einzelnen Privatgräber waren ein Abbild der damaligen hierarchischen Gesellschaft. Während Cheops Regierungszeit wurden in den beiden Friedhöfen insgesamt 77 Grabanlagen gebaut und in späterer Zeit um zahlreiche Gräber erweitert. Eine weitere Reihe von Mastabas wurde während der 6. Dynastie südlich der Cheops-Pyramide angelegt.
Der Westfriedhof setzte sich in der Grundplanung aus den drei unabhängigen Gräberfeldern G 1200, G 2100 und G 4000 und der alleinstehenden Mastaba G 2000 zusammen. Die regelmäßige Anordnung der einzelnen Mastabas deutet darauf hin, dass er von einer staatlichen Baubehörde konzipiert wurde. Offenbar wurden die Mastabas den Eigentümern als Rohbauten ohne Verkleidung überlassen und diese übernahmen die weitere Ausschmückung.
Der Ostfriedhof (Nekropole G 7000), östlich der Cheops-Pyramide, war für nahe Familienangehörige und unmittelbare Nachkommen bestimmt. Er setzt sich aus sechs nordsüdausgerichteten Gräberreihen zusammen. Der Pyramide am nächsten liegen die drei Königinnenpyramiden, danach folgen acht große Grabanlagen insbesondere für die Söhne des Cheops (Bauefre, Chufuchaef, Horbaef, Hordjedef, Kawab und Minchaef). Diese gruppieren sich in vier Reihen zu je zwei Mastabas und als östliche Begrenzung die große Mastaba des Anchhaf, einem Sohn des Snofru und damit wohl ein Bruder oder Halbbruder des Cheops.

### Königinnenpyramiden

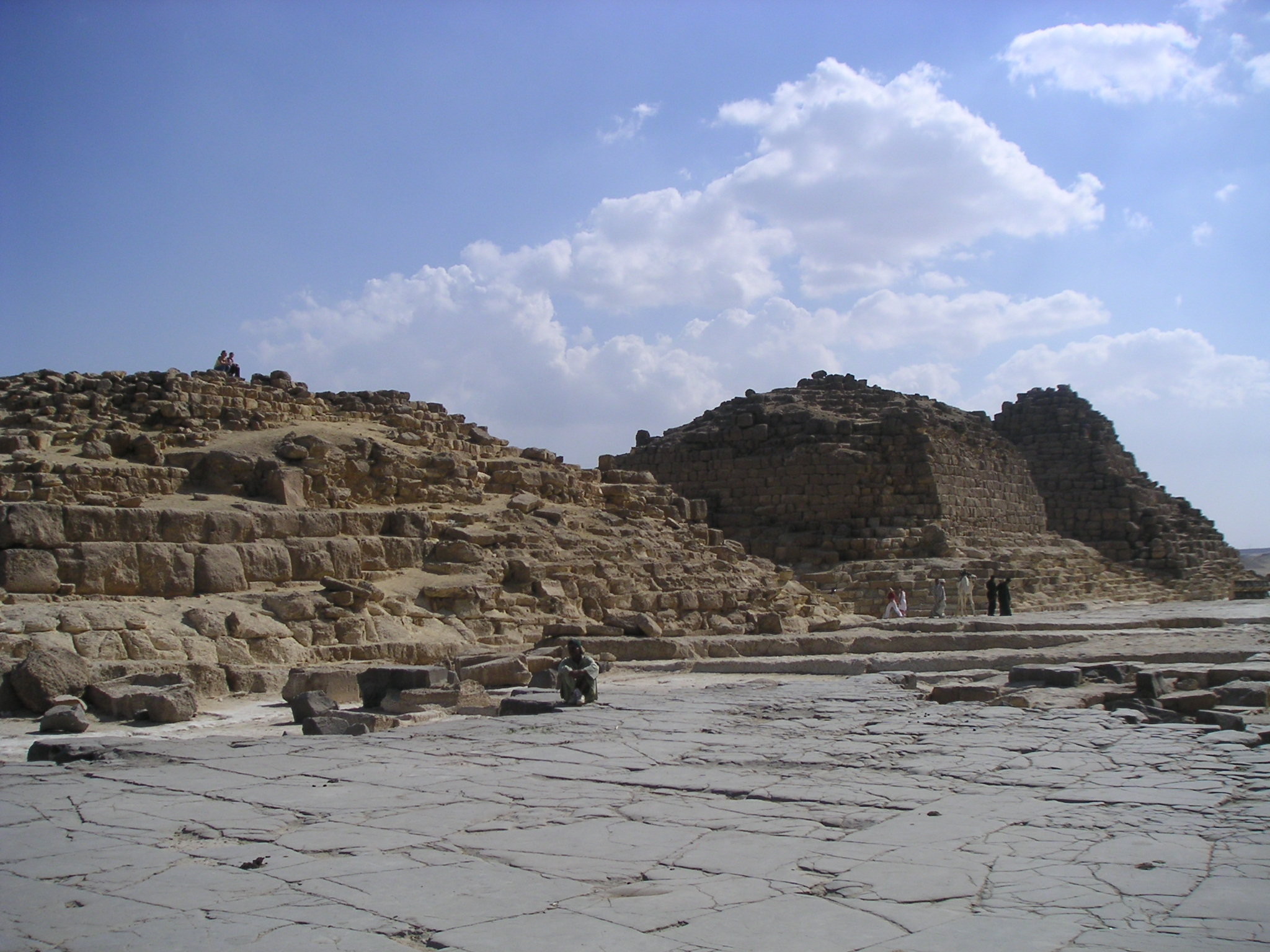
Die drei Königinnenpyramiden. Von links nach rechts: G I-a, G I-b und G I-c

Etwa 56 m östlich vor der Königspyramide stehen drei Nebenpyramiden für die Königinnen, die heute (von Nord nach Süd) mit G I-a bis G I-c bezeichnet werden. Cheops war der erste ägyptische König, der zweifelsfrei Nebenpyramiden als Grabmäler errichten ließ. Zwar baute auch schon sein Vorfahre Snofru Nebenpyramiden, aber jene der Knickpyramide erwies sich als Kultpyramide und über die Funktion jener der Meidum-Pyramide ist nichts bekannt. Die Königinnenpyramiden waren nicht Teil des Königsbezirks und hatten keine Verbindung zum Aufweg und Totentempel. Es waren selbständige Anlagen als Teil der Nekropole G 7000, die des Weiteren acht Mastabas enthält und als königliche Familiennekropole gedacht war. Die räumliche Aufteilung der Grabanlagen entspricht offenbar dem verwandtschaftlichen Grad der dort Bestatteten zum König.
Bei den Pyramidenanlagen von Chephren und Mykerinos lagen die Königinnenpyramiden jeweils im Süden. Die Platzwahl des Cheops für diese Pyramiden im Osten wurde schon damit erklärt, dass eine südliche Lage zwecks Anlieferung des Baumaterials von Osten nicht möglich war. Deshalb musste die südliche Seite wegen der Transportrampe von den Steinbrüchen frei bleiben. Peter Jánosi erklärt die Lage aber primär mit der Verbindung zur Nekropole G 7000.
Die Zuordnung der Pyramiden zu einzelnen Königinnen oder Prinzessinnen bleibt rein hypothetisch und basiert vor allem auf der Annahme, dass die östlich davon liegenden Mastabas Auskunft über die in der jeweiligen Pyramide bestatteten Personen zulassen. Eine Datierung der drei Pyramiden ist nur sehr eingeschränkt möglich. Als frühester Zeitpunkt für den Baubeginn wird die Fertigstellung des ersten Drittels der Königspyramide angenommen, damit der ungehinderte Ablauf der Arbeiten an dieser garantiert war.
Wenn auch Zahi Hawass in den 1990er Jahren die Basen der drei Pyramiden freigelegt hat, wurde bisher keine exakte Vermessung der Anlagen vorgenommen. Für die Basismaße werden durchschnittliche Werte von 44 bis 48 m angegeben. Die Neigungswinkel entsprechen mehr oder weniger jenen der Cheops-Pyramide, woraus theoretische Höhen von 29 bis 30,5 m resultieren, was etwa einem Verhältnis von 1:5 zur Königspyramide entspricht.
Die drei Königinnenpyramiden wurden ihres Verkleidungsmauerwerks und der Außenverkleidung beraubt. Bei den Pyramiden G I b und G I c sind die Stufen des Kernmauerwerks erkennbar. Die äußeren Steinschichten der Stufen bestehen aus großen, rechteckig und gut behauenen Steinen, die an den Ecken abwechselnd als Binder und Läufer verlegt sind. Zumindest die Pyramiden G I b und c bestehen in
ihrem Kernstufenmauerwerk aus vier Stufen, wobei die unterste Stufe eine geringere Höhe als die anderen hat. Dies ist später auch bei der Mykerinos Pyramide und deren Königinnen- beziehungsweise Kultpyramiden zu beobachten.

#### G I-a

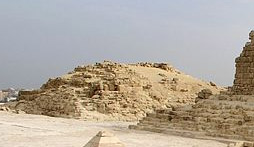
Königinnenpyramide G I-a

Die Königinnenpyramide G I-a wird meist der Königin Meritites I. zugeordnet. Östlich davon liegt die Mastaba des Kawab (G 7110-7120), in der ein Relieffragment mit dem Namen dieser Frau gefunden wurde. Eine heute verschwundene Stele, die Auguste Mariette in der Nähe der Cheops-Pyramide fand und von der er vermutete, dass sie auch aus der Mastaba des Kawab stammte, nennt ebenfalls eine Meritites. So kann man davon ausgehen, dass die Mutter des Kawab Meritites hieß. Von der Annahme ausgehend, dass zwischen den Bestatteten der Pyramiden und den Mastabas dahinter ein verwandtschaftliches Verhältnis bestand, erfolgte nun die Zuordnung der Pyramide zu Meritites, letztlich bleibt diese aber Spekulation. Aufgrund der Fundsituation und Interpretation der Schachtanlage G 7000x wird sie heute auch der Hetepheres zugeordnet.
Der Pyramidenkern setzte sich ursprünglich aus drei oder vier Stufen aus gelbgrauem Kalkstein zusammen. Von der Verkleidung sind nur kleine Reste erhalten geblieben. Der Eingang in der Nordwand befindet sich leicht östlich der Nordsüdachse und etwas über der Basis. Der absteigende Korridor knickt ungefähr unter dem Mittelpunkt der Pyramidenbasis nach rechts ab und führt in die Grabkammer. Diese wurde aus dem Fels geschlagen und mit Kalksteinquadern verkleidet. Ein Sarkophag wurde nicht gefunden.
An der Ostwand lag einst ein kleiner Totentempel, von dem sich nur geringfügige Reste erhalten haben. Sein Zentrum bestand aus einer nordsüdlich ausgerichteten Kapelle. In der Westwand wurden neben zwei Scheintüren auch zwei Nischen angebracht, deren Bedeutung noch nicht befriedigend geklärt werden konnte. George Andrew Reisner und Peter Jánosi vermuteten in der südlichen Nische die Hauptkultstätte, da sie in der Regel größer zu sein pflegte und hinter ihr in der unterirdischen Kammer der Sarkophag lag. Die nördliche Nische hätte sich dann auf den „zweiten“ Eingang bezogen, das heißt auf die Mündung des Schachtes, der in die unterirdische Kammer führte.

#### G I-b

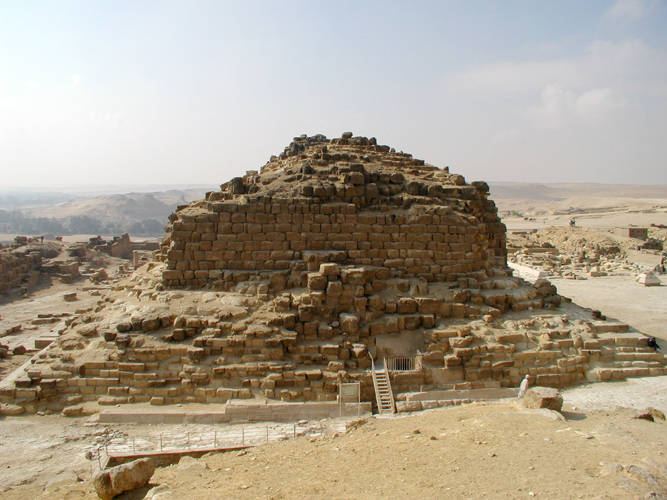
Königinnenpyramide G I-b

Die Architektur der Pyramide G I-b gleicht in hohem Maße G I-a. Auch in ihr wurden keine Überreste einer Bestattung entdeckt. Aus der Kultkapelle dieser Pyramide sind Relieffragmente und Teile einer Königinnentitulatur erhalten, der Name der Eigentümerin ist jedoch nicht bekannt. Für sie gibt es keine entsprechende Mastaba gegenüber, die eine Zuordnung zulässt, denn den drei Königinnenpyramiden stehen nur zwei Mastabas gegenüber.
Durch die Nähe zur Mastaba des Kawab wurde diese Pyramide ebenfalls schon der Meritites I. zugeschrieben.

#### G I-c
Auch die Pyramide G I-c gleicht in der Architektur den vorangegangenen. Allerdings blieb ihre Verkleidung laut Reisner unvollendet. Den größten Unterschied weist der Totentempel auf: Reisner zufolge war er während der Regierung des Schepseskaf eilig aus Lehmziegeln errichtet worden.
Auguste Mariette fand 1858 in den Ruinen des Totentempels die „Inventar-Stele“, auch Stele der Tochter des Cheops genannt (Ägyptisches Museum Kairo, JE 2091). Auf dieser Stele wird eine Königstochter namens Henutsen erwähnt. Die Stele stammt jedoch aus der 26. Dynastie. Zwar ist der Name im Alten Reich häufiger belegt, es finden sich aber keine zeitgenössischen Belege, die den Namen mit einer Gemahlin oder Tochter des Cheops in Verbindung bringen. Trotzdem geht sie vielleicht auf ein historisches Vorbild zurück. Auf der Inschrift fehlt ein Königinnentitel, das lässt aber nicht unbedingt den Schluss zu, dass Henutsen nur eine Prinzessin war. In der Mastaba des Chaef-Chufu (G 7130-7140) östlich davon ist dieser mit seiner Mutter dargestellt, deren Name ist aber nicht erhalten.
Die Pyramide steht auf ungünstigem Untergrund und musste vermutlich deshalb näher an G I-b herangerückt werden als vorgesehen. Ebenfalls sprechen Merkmale in der Architektur dafür, dass sie im ursprünglichen Bauprojekt nicht mit eingeplant war, sondern erst später hinzugefügt wurde.
Es wurde schon vermutet, dass es sich bei Chaef-Chufu um den späteren Chephren handelte, der bei der Inthronisierung seinen Geburtsnamen änderte. Wenn Henutsen nun die Mutter des Chephren war, wäre dies eine Erklärung dafür, dass diese Pyramide erst später, nämlich nach der Regentschaft von Cheops Nachfolger Djedefre, unter Chephren gebaut wurde. Dies würde durchaus den unterschiedlichen Baubefund dieser Pyramide im Vergleich zu den beiden anderen erklären.
Der kleine Totentempel lag bereits am Ende des Mittleren Reiches in Trümmern. Während der 18. Dynastie wurde er rekonstruiert und vergrößert und in der 21. und 26. Dynastie weiter umgebaut. Die Tempelanlage trug als Isis-Kultstätte nun die Bezeichnung „Tempel der Isis, Herrin der Pyramide“ und wurde zum Ziel von Pilgern, die hierher kamen, um die Göttin und ihr Gebärvermögen zu verehren.

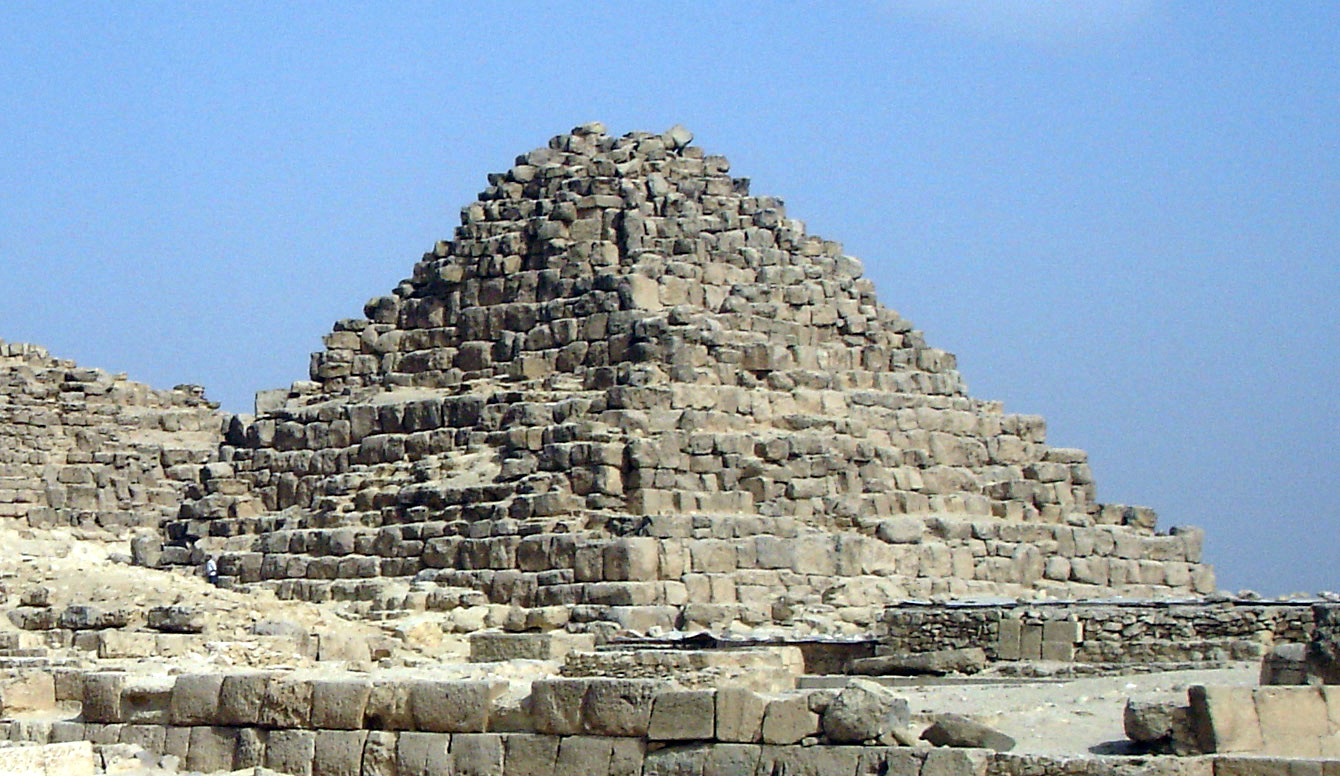
Königinnenpyramide G I-c
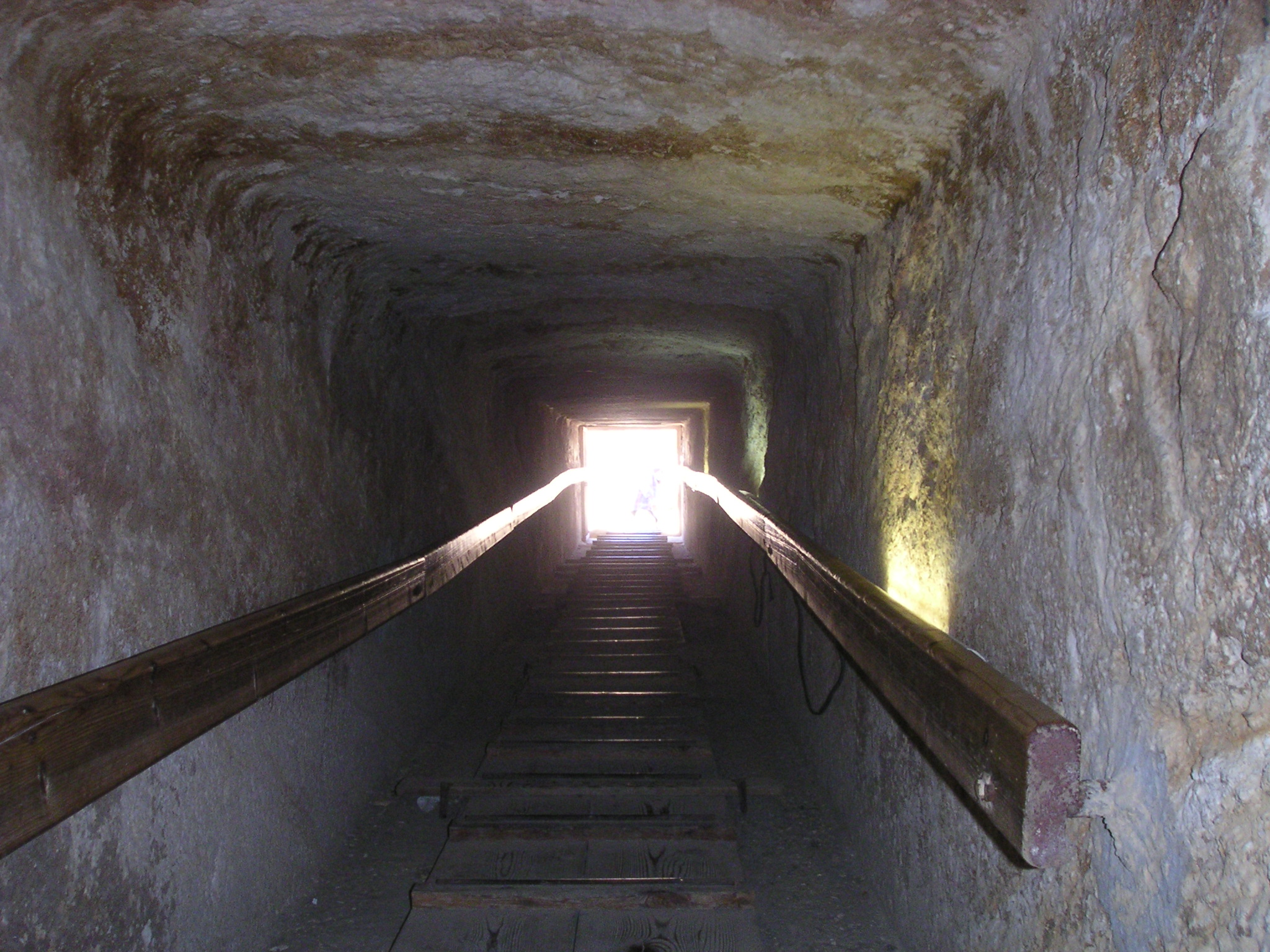
Absteigender Gang zur Grabkammer der Pyramide G I-c
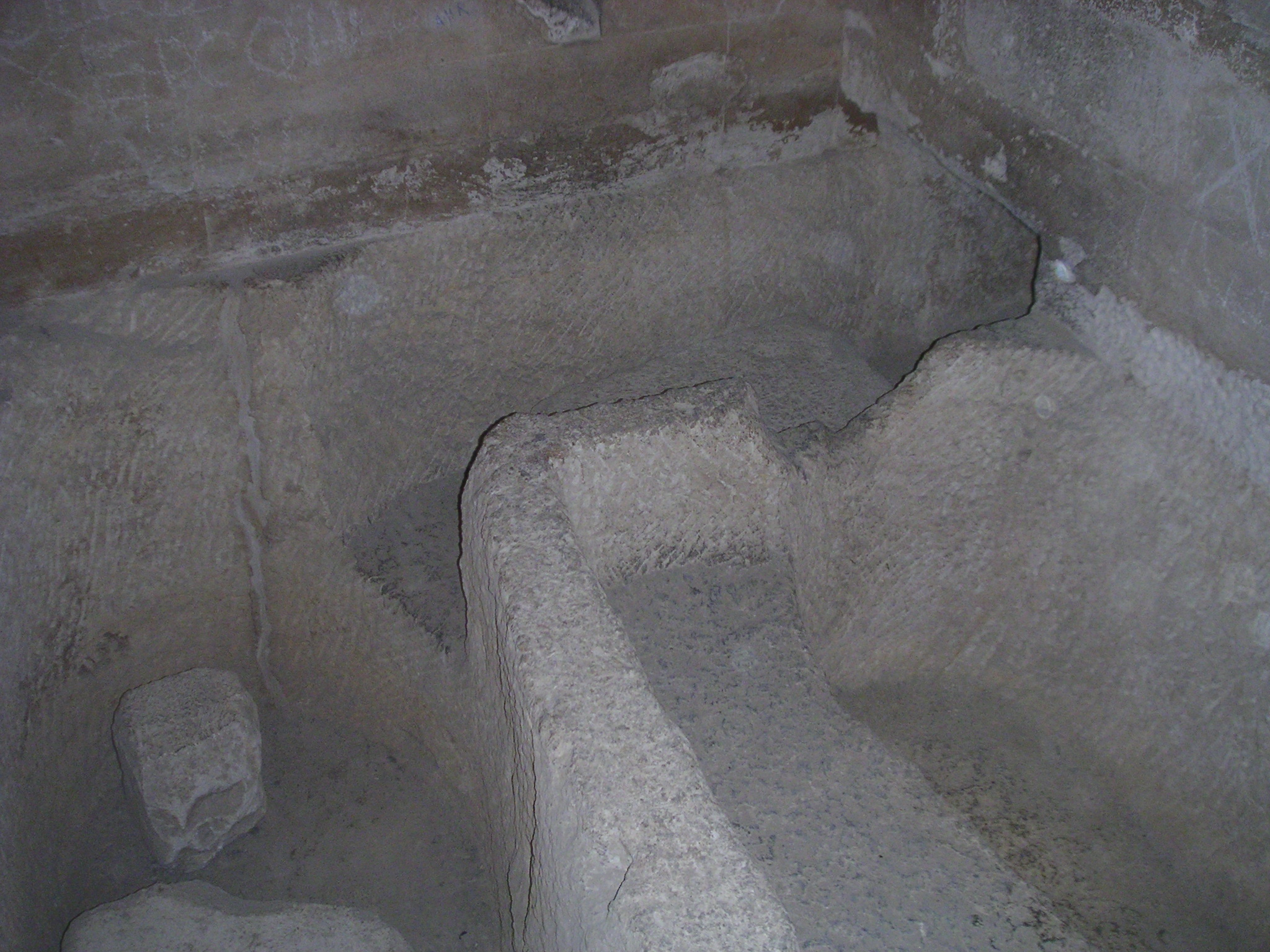
Die Grabkammer der Pyramide G I-c
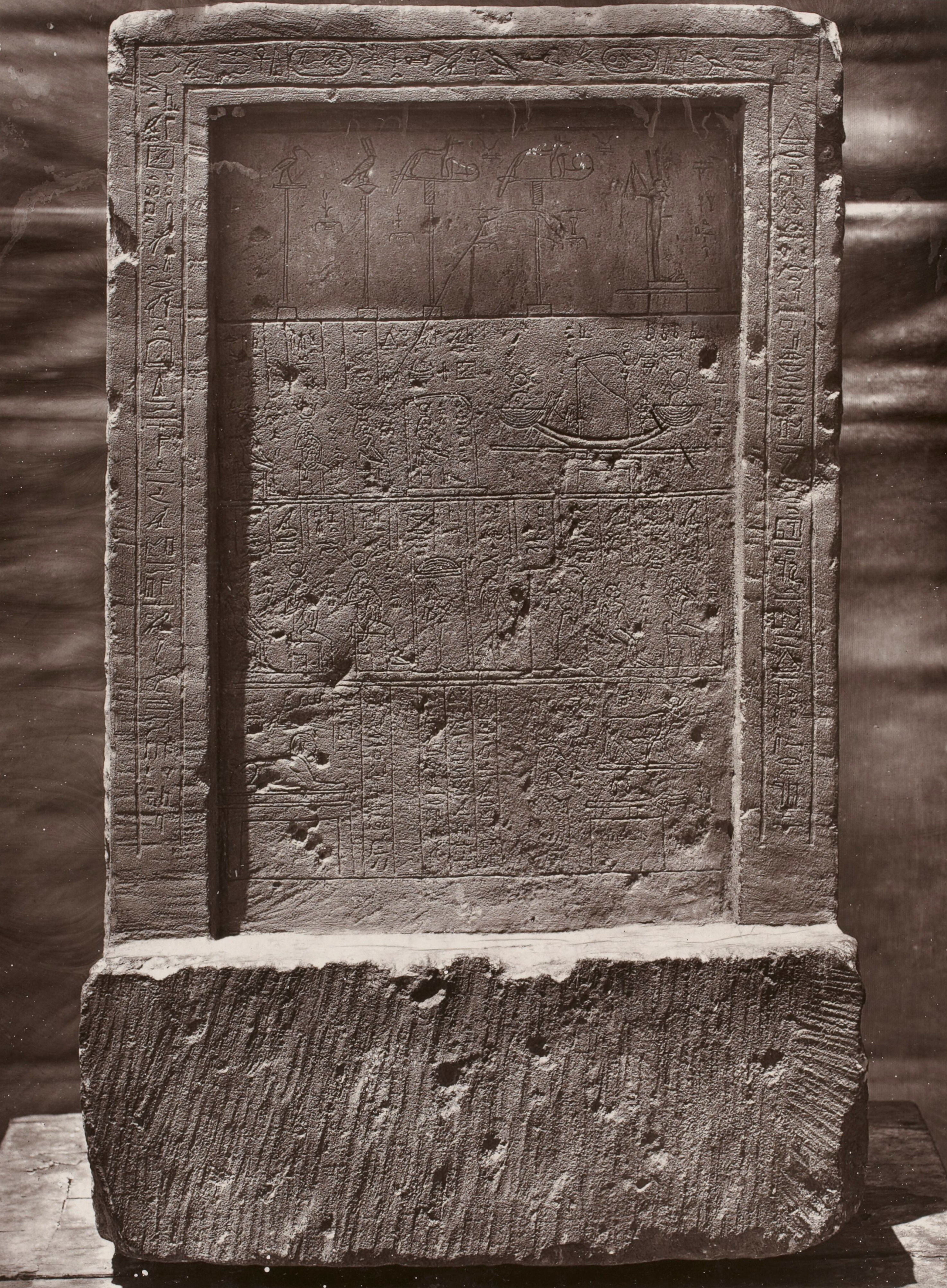
Die „Stele der Königstochter“, die eine Henutsen erwähnt

### Grab der Hetepheres I. (G 7000x)

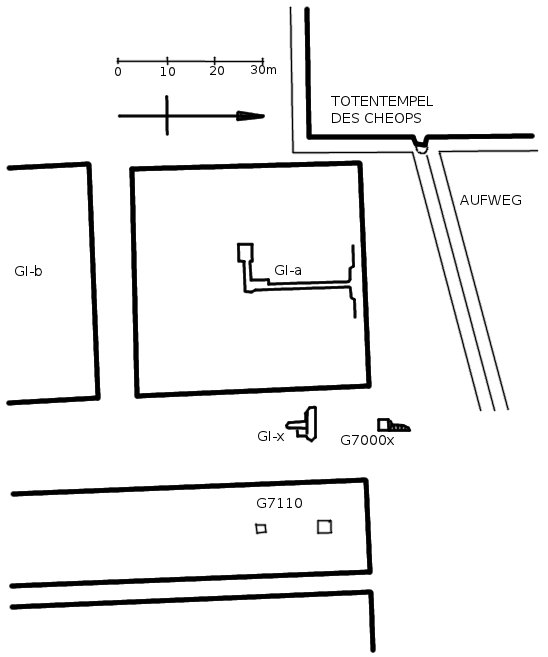
Lage des Grabes G7000x der Hetepheres im Ostfriedhof der Cheops-Pyramide

Das Schachtgrab der Hetepheres I. mit der Bezeichnung G 7000x ist Teil des Ostfriedhofs der Cheops-Pyramide (Nekropole G 7000) und liegt unweit der Nordostecke der nördlichen Königinnenpyramide G I-a. Die ägyptische Königin Hetepheres I. war vermutlich die Gemahlin des Snofru und Mutter des Cheops. Das Grab wurde 1925 von Mitarbeitern des Ägyptologen George Andrew Reisner entdeckt. Ein Schacht führt über 27 m tief zu einer Kammer, die noch weite Teile der Grabausstattung der Königin enthielt. Die organischen Materialien der Funde waren schon vergangen und nur noch Staub und kleinste Bruchstücke blieben übrig. Der Boden des ganzen Raumes war mit Goldblech angefüllt, das von den mit Gold beschlagenen Möbeln stammte, die hier einst deponiert waren. Es war jedoch möglich, in aufwändiger Arbeit, viele Gegenstände wieder zu rekonstruieren. Berühmt wurde das Grab durch den Stil und Reichtum der königlichen Grabausstattung. Es ist die besterhaltene Grabausstattung einer Königin des Alten Reiches. Das Grab war allerdings nicht unberaubt. Der Alabaster-Sarkophag wurde leer vorgefunden, dafür war der versiegelte Kanopenkasten mit den Eingeweiden noch intakt. Bis heute wurde für diese Fundumstände noch keine befriedigende Erklärung gefunden. Sicherlich war es nicht das reguläre Grab der Königsmutter. Möglicherweise handelt es sich um ein verstecktes Grab (Cachette) zum Schutz vor Grabräubern oder um ein Notgrab.

### G I-x
In einer T-förmigen Vertiefung, die sich 7,5 m östlich der Pyramide G I-a befindet, vermutete Reisner den Beginn der Errichtung einer Nebenpyramide, die er als G I-x bezeichnete. Auch Lehner hält die Grube für den Eingang einer unvollendeten Pyramide. Seiner Meinung nach bildeten G 7000x und G I-x Bestandteile desselben unvollendeten Grabkomplexes der Königin Hetepheres I. Zu einem späteren Zeitpunkt wurde die Mumie mit einer komplett erneuerten Grabausstattung in eine neue Grabanlage überführt. Ihre ursprünglichen Grabbeigaben blieben in der Felsenkammer von G 7000x zurück.
Die Zuordnung der beiden Vertiefungen zu ein und demselben Grabmonument bleibt sehr spekulativ. Der Plan der Substruktur des angeblichen Pyramidenkomplexes G I-x und G 7000x würde sich fundamental von denen anderer Königinnenpyramiden dieser Zeit unterscheiden. Zudem gibt es keine Belege für die Existenz einer Pyramide über G I-x. Zumindest scheint es in der Nekropole G 7000 verschiedene Planänderungen gegeben zu haben.

### Bearbeitungen des gewachsenen Felsens

#### „Trial Passages“

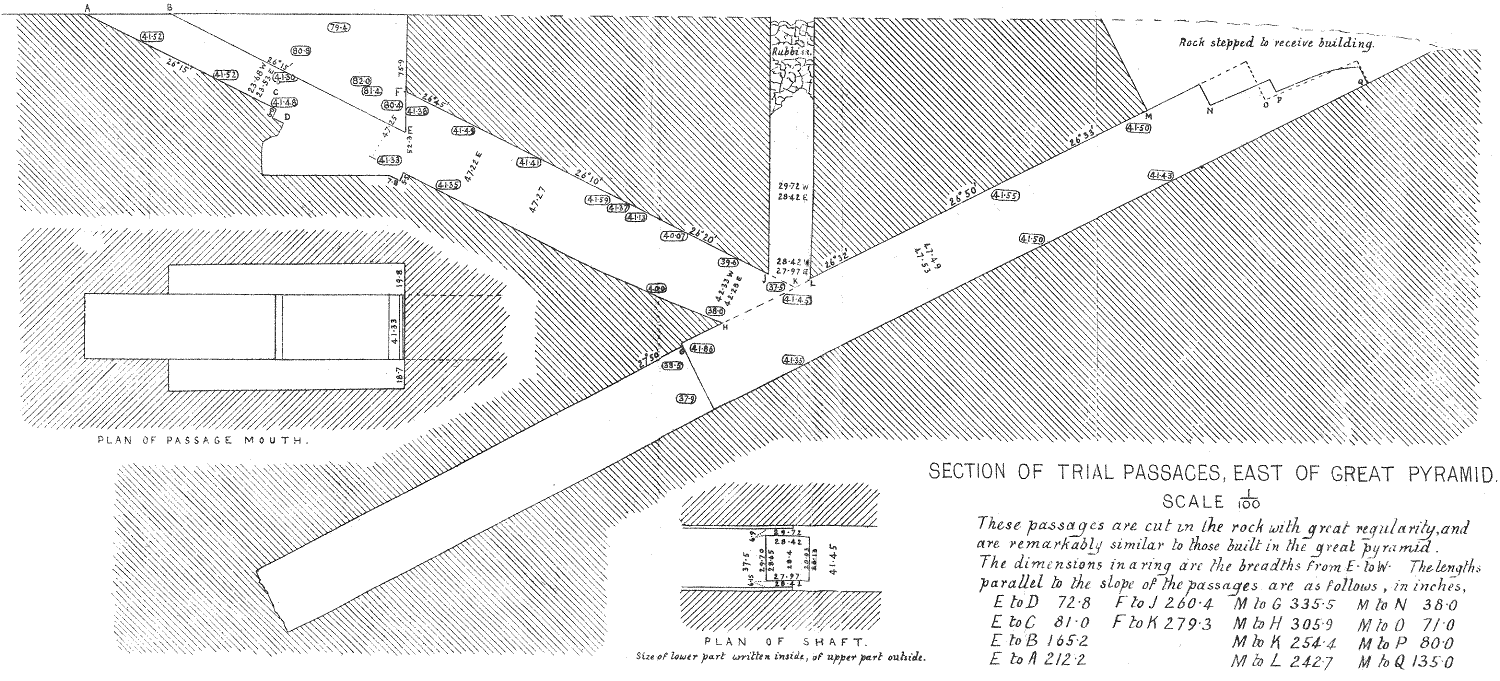
Schnittzeichnung der „Trial Passages“ von Flinders Petrie (1883).

An der Nordseite des Aufwegs, etwa 87,50 m von der Ostseite der Cheops-Pyramide und 202,70 m von der Ost-West-Achse entfernt, wurden als Modell im Maßstab 1.1 der Übergang vom absteigenden in den aufsteigenden Korridor und in die sich daran anschließende Große Galerie in den Fels gehauen. Diese Trial Passages (in etwa „Versuchspassagen“) bilden ein Modell der wichtigsten Teile des Korridorsystems der Cheops Pyramide nach. Der Fels wurde sorgfältig bearbeitet, und fehlerhafte Stellen wurden sogar mit Mörtel ausgebessert. Die Korridore sind genau in N – S - Richtung ausgerichtet. Die Abmessungen der Korridore (höhe und Breite) entsprechen denjenigen der Pyramide; sie sind jedoch kürzer. Bei der „Trial Passage“ verengt sich der Korridor jedoch in der Länge und in der Höhe, beim realen Gang tritt sie nur seitlich in Erscheinung. Den einzigen Unterschied zum realen Befund in der Pyramide stellt ein vertikaler Schacht dar, der dort, wo der absteigende und aufsteigende Korridor zusammentreffen, nach oben führt. Im Schnitt gleicht er dem Luft- oder Fluchtschacht, bis jetzt konnte aber kein Gegenstück in der Pyramide nachgewiesen werden. In der Nähe der Trial Passages wurden Stufen in den Fels geschnitten. Petrie meinte, dass sie dazu dienten, das Mauerwerk anzugleichen. Es konnten aber keine Überreste von Mauerwerk an dieser Stelle gefunden werden.
Größtenteils werden die Trial Passages als ein Modell gedeutet, das die Architekten der Pyramide anlegten, um plastisch und praktisch die charakteristischen Punkte der inneren Passagen zu definieren. Möglicherweise wollten sie mit dem Modell die Gangblockierung ausprobieren. Nach Stadelmann könnte damit die Bauweise eines absteigenden und aufsteigenden Ganges mit Übergang zu einer Galerie erprobt werden. Heute können die „Trial Passages“ jedoch nicht mehr weiter untersucht werden, da sie zur Müllverbrennung genutzt wurden und nun komplett aufgefüllt sind.

#### „Narrow Trench“
Nördlich der Trial Passages gibt es den sogenannten Narrow Trench (in etwa „schmaler Einschnitt“ – auch Trench Cut genannt). Dieser ist 7,40 m lang, im Norden 27 cm und im Süden 44 cm tief und durchschnittlich 71 cm breit. Am südlichen Ende ist der Einschnitt sorgfältig bearbeitet, am nördlichen Ende ist er vertikal in den rauen Fels geschnitten. Offenbar ist er sorgfältig nord-süd-orientiert und liegt somit parallel zu den „Trial Passages“. Anscheinend steht er mit diesen irgendwie in Verbindung, denn auch die Länge ist fast identisch mit dem vertikalen Schacht der Trial Passages. John Romer weist darauf hin, dass der Abstand dieses Einschnitts von den "Trial Passages" dem Abstand zwischen der N - S - Achse der Pyramide und der Achse des absteigenden und des aufsteigenden Korridors sowie der Großen Galerie entspricht.

#### „Bedrock Cuttings“
In der Umgebung der Cheops-Pyramide gibt es zahlreiche als Bedrock Cuttings (in etwa „Felsboden-Einschnitte“) bezeichnete Bearbeitungen des gewachsenen Felsens, deren mögliche Zusammenhänge bisher nur teilweise untersucht wurden.
Maragioglio und Rinaldi wiesen auf eine Reihe von rundlichen oder rechteckigen Löchern hin, mit Seitenlängen von 35 bis 65 cm und Tiefen von 40 bis 60 cm. Diese wurden entlang aller vier Pyramidenseiten aus dem gewachsenen Felsen herausgearbeitet. Bevor das Hofpflaster verlegt wurde, wurden sie mit Steinen und Mörtel verfüllt. Daneben erwähnten die beiden Forscher weitere Löcher, die rund und nur wenige Zentimeter tief sind, isoliert oder in Gruppen vorkommen und kein ersichtliches Muster aufweisen.
Georges Goyon führte weitere Untersuchungen durch und Mark Lehner kam schließlich zum Ergebnis, dass die Lochreihen ein 3 m von der Pyramidenbasis entfernt liegendes Quadrat um die Pyramide formten. Die Distanzen zwischen den einzelnen Löchern betragen zwischen 3,4 und 4 m. An den Stellen, an denen der gewachsene Fels exponiert lag, wurden die Löcher demnach bei der Nivellierung wieder verwischt. Somit müssten sie zur Konstruktion der ersten Einmessung des Geländes gehört haben.
Eine Reihe von vier kleinen Löchern beschreibt eine Linie, die 2,5 m westlich des nördlichen Endes des Trench Cut beginnt und etwa 10 m östlich der „Großen Galerie“ der „Trial Passages“ endet. Ihre unregelmäßigen Abstände betragen zwischen 3,32 und 7,90 m. Laut Mark Lehner scheint es südlich und westlich der Trial Passages noch viele weitere solcher Löcher und Einschnitte auf der Felsoberfläche zu geben.

## Der Bau der Pyramide

### Steinbrüche und Steinbearbeitung

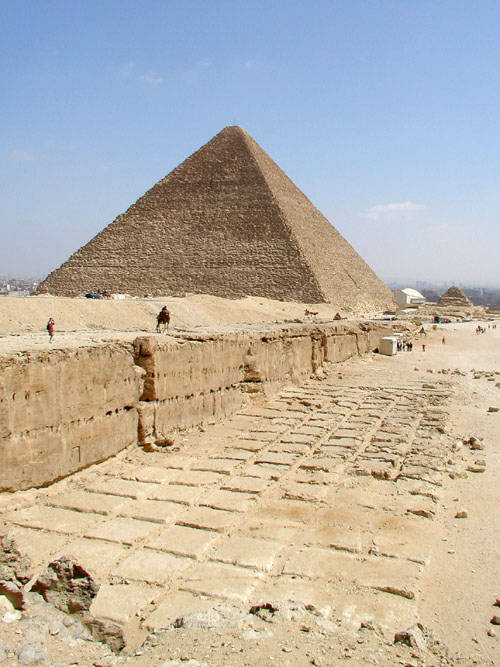
Steinbrüche bei der Chephren-Pyramide

Der meiste Stein für den Bau der Pyramide wurde vor Ort gebrochen. Der größte Anteil des Materials für das Kernmauerwerk stammt aus dem Hauptsteinbruchgebiet etwa 300 m südlich des Grabmals. Heute ist der Steinbruch eine riesige, hufeisenförmige Plateaulücke, die bis zu 30 m unter der ursprünglichen Oberfläche liegt. Eine petrographische Analyse von Gesteinsproben hat gezeigt, dass auch Steinmaterial von einem Abbaugebiet an der Abbruchkante östlich der Pyramide, von einem Abbaugebiet im südöstlichen Bereich des Plateaus und ein kleiner Teil von einem unbestimmten Abbaugebiet stammte. Wertvolle Hinweise auf die antiken Steinbruchtechniken liefert das dreieckige Felsgebiet zwischen dem Hauptsteinbruch des Cheops und dem Sphinx. Hier wurde der Fels nicht so gründlich abgebaut wie im Hauptsteinbruch, weshalb von den Steinbrucharbeitern stehen gelassene Blöcke noch erkennbar sind. Felsrechtecke von der Größe kleiner Häuser, die so breite Korridore trennen, dass heute ganze Touristengruppen durchmarschieren können, werden durch schmalere Rinnen unterteilt, die gerade so breit waren, dass ein Arbeiter, der sich mit dem Pickel den Weg bahnte, darin stehen konnte. An einigen Stellen sind die Blöcke fast losgelöst vom Fels stehen geblieben.
Die überlieferten Kupferwerkzeuge, Bearbeitungsspuren auf den Steinoberflächen, unvollendete Monumente und Tests zur Härte der Kupferwerkzeuge haben gezeigt, dass die ägyptischen Steinmetze weichere Gesteine mit Kupferwerkzeugen bearbeiten konnten, härtere jedoch nur mit Steinwerkzeugen. Die beiden Gruppen teilen sich zwischen Kalkstein, Sandstein und Alabaster auf der einen und Granit, Quarzit und Basalt auf der anderen Seite. Neben den zahlreichen Kupferwerkzeugen, die Archäologen fanden, konnten in den Abdeckblöcken der südlichen Bootsgruben kleine Fragmente von korrodiertem Kupfer nachgewiesen werden, bei denen es sich offensichtlich um abgebrochene Kanten der Kupferwerkzeuge handelt. Um den Pyramidenmantel aus feinstem Tura-Kalkstein zu glätten, wurden nur rund 8 mm breite Meißel eingesetzt. Die Granitblöcke dagegen wurden mit 4–7 kg schweren, birnenförmigen Doleritschlegeln bearbeitet, die aber immer runder wurden, je öfter sie der Steinmetz benutzte. Mit kleineren, manchmal zwischen zwei Holzstöcke geklemmten Steinen wurde die Feinarbeit verrichtet.
Der Granit musste mit einem Material bearbeitet werden, das mindestens so hart war wie Quarz, das härteste der Minerale, aus denen es sich zusammensetzt. Für die äußere Formgebung der Platten und des Granitsarkophags wurden deshalb Kupfersägen und Kupferbohrer in Verbindung mit einem Schleifgemisch aus Wasser, Gips und Quarzsand eingesetzt. Das Kupfer diente lediglich der Führung, der Quarzsand besorgte das eigentliche Schneiden. Getrocknete Überreste des vom Kupfer grüngefärbten Gemischs sind noch in den Einschnitten an den Blöcken des Totentempels erkennbar. Die Aushöhlung des Sarkophags erfolgte durch den Einsatz von Röhrbohrern aus Kupfer, wie sie aus verschiedenen Darstellungen aus dem Alten Reich bekannt sind.

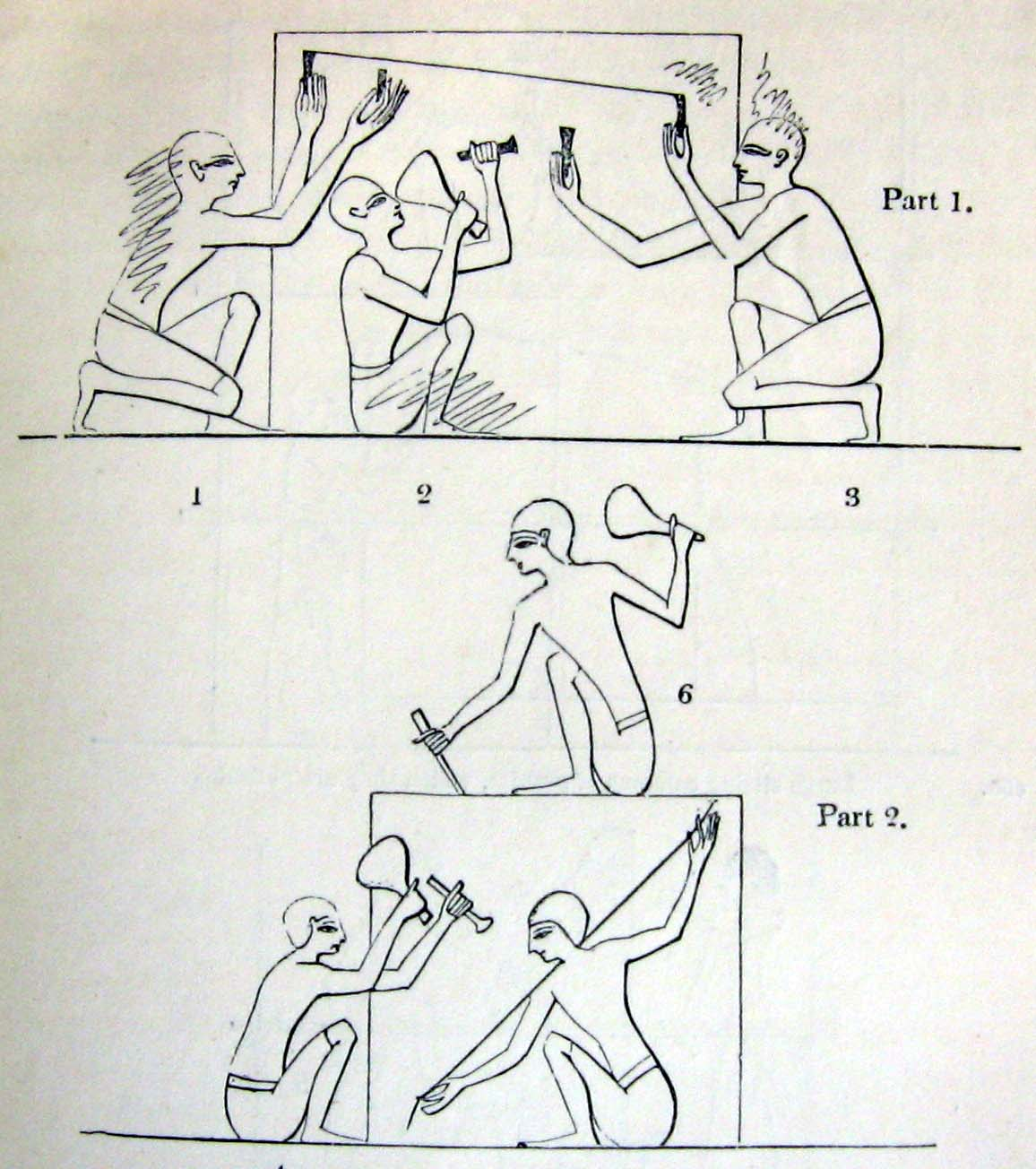
Steinbearbeitung nach einer Darstellung im Grab des Rechmire (TT100) aus dem Neuen Reich.
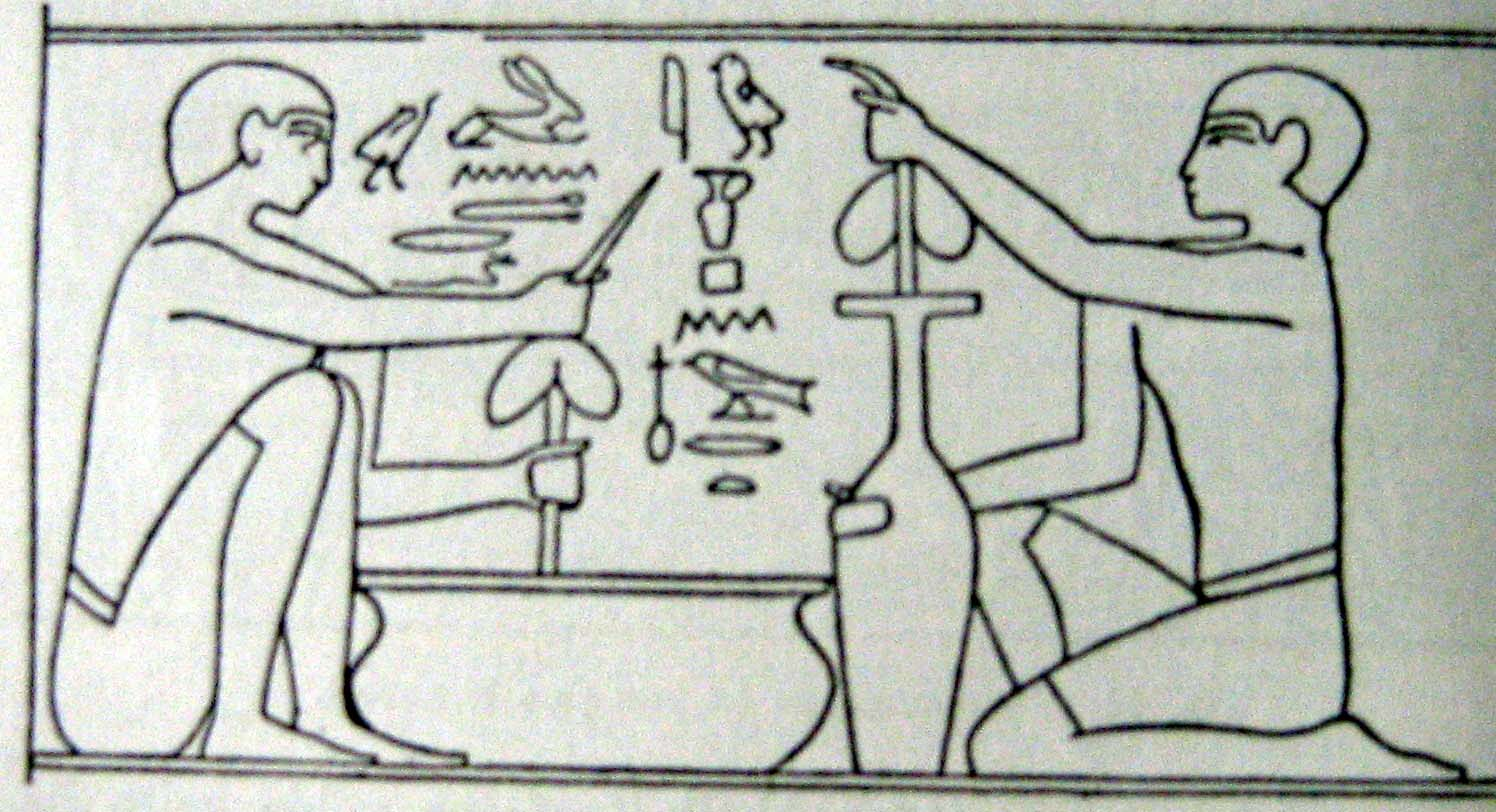
Verwendung eines Röhrbohrers
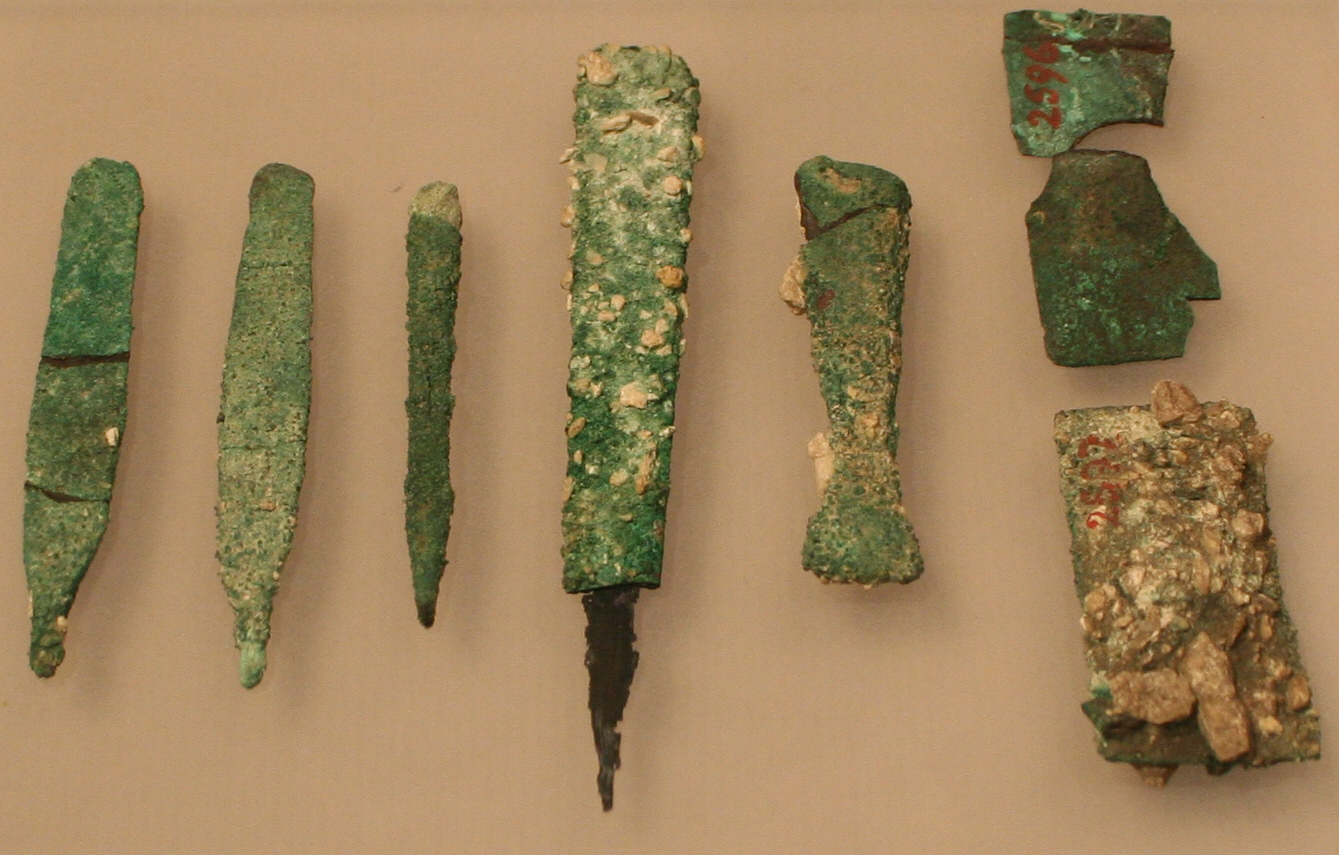
Kupferwerkzeuge, die in Gizeh gefunden wurden

### Baurampen

Beispiele für gerade Rampen.

Von links nach rechts: Zickzackrampe (Uvo Hölscher), Innenrampe (Dieter Arnold), spiralförmige Rampe (Mark Lehner).

Die Art der Rampe, die für die Konstruktion der Cheops-Pyramide notwendig war, war Gegenstand unzähliger Studien. Viele berücksichtigen jedoch nicht, dass es gerade für diese Pyramide kaum Anhaltspunkte gibt, aus denen ein eindeutiges Bild über die Art der verwendeten Rampen rekonstruiert werden kann, dass aber solche Rampen von einigen anderen Pyramiden gut belegt sind. Diese Überreste zeigen, dass die Ägypter nicht für jede Pyramide das gleiche Rampensystem verwendeten. Genauso, wie es keine Standardpyramide gab, gab es keine Standardmethode für den Bau einer Pyramide, und gerade die größten bieten zugleich die größte Variationsbreite bezüglich der Baumethoden.
Aus der 3. und frühen 4. Dynastie sind unter anderem die folgenden Rampen belegt:
- Bei der unvollendeten Sechemchet-Pyramide in Sakkara führt von den Steinbrüchen westlich der Pyramide eine Rampe über die riesige Umfassungsmauer bis über die erste Stufe der Pyramide.
- Mit der Pyramide von Sinki entdeckten Günter Dreyer und Nabil Swelim gewissermaßen eine Momentaufnahme vom Bau einer kleinen Stufenpyramide, bei der vier Rampen von allen Seiten gegen die Pyramide führten.
- Bei der Meidum-Pyramide sind Überreste einer Schleifpiste oder möglicherweise Rampe erhalten geblieben, die von Südwesten her offenbar direkt über die Nebenpyramide führte und auf die höheren Pyramidenlagen der Westseite projiziert, und eine weitere Rampe kommt von Osten her.
- An der Roten Pyramide von Dahschur befinden sich Überreste von zwei Baustraßen aus kompakten Steinsplittern und Mergel, die von den südwestlich gelegenen Steinbrüchen her sehr nahe an die Pyramide heranführen. Von Osten her kommen zwei weitere Rampen aus weißen Kalksteinsplittern, über die vielleicht die Verkleidungssteine herangeschafft wurden.

In der Nähe der Cheops-Pyramide wurde eine riesige Rampe ausgegraben, die von den Steinbrüchen westlich der Sphinx auf das Pyramiden-Plateau führt, bis östlich der Königinnenpyramiden. Die sorgfältig aus Lesesteinen konstruierte Rampe ist 5,4 bis 5,7 m breit, enthielt zwei parallele Mauerzüge und war mit Mörtel bestrichen. Die Rampe ist auf einer Länge von 80 m erhalten geblieben. Die heute entfernte Auffüllung enthielt Siegelabdrücke mit dem Namen Cheops. Vermutlich diente die Rampe der Lieferung der Gesteine auf das Plateau, möglicherweise aber nicht für die Pyramiden, sondern für eine Mastaba der späten 4. Dynastie (Mastaba G 5230).
Mark Lehner schlug vor, dass der Felsaushub nordwestlich der Cheops-Pyramide die Position der Hauptrampe anzeigen könnte, die von den Steinbrüchen zur eigentlichen Pyramidenrampe hinaufführte, deren Fuß er in dieser Ecke der Pyramide vermutete. Lage und Form dieser Rampe waren Ausgangspunkt einiger neuerer Theorien zur Konstruktion der Pyramide. Für Dieter Arnold bleiben all diese Theorien jedoch umsonst, da keine Spuren von eigentlichen Pyramidenrampen erhalten geblieben sind.
Die Frage nach der Form der Rampe gab Anlass zu den unterschiedlichsten Rekonstruktionsversuchen. Vielleicht wurde auch eine Kombination verschiedener Formen benutzt:
- Die gerade oder lotrechte Rampe: Viele Forscher gehen von einer gerade ansteigenden Rampe an einer Pyramidenseite aus. Umstritten ist dabei, ob sie die Seitenfläche ganz oder nur teilweise bedeckte.
- Die Zickzackrampe: Nach dieser Theorie soll die Rampe an einer Pyramidenseite im Zickzack hochgeführt haben.
- Die Innenrampe: Dieter Arnold schlug dieses Modell vor, bei dem man im Gegensatz zur geraden Rampe nicht so weit außerhalb ansetzte, denn ein Teil des Anstiegs hätte im Pyramidenmauerwerk selbst gelegen.

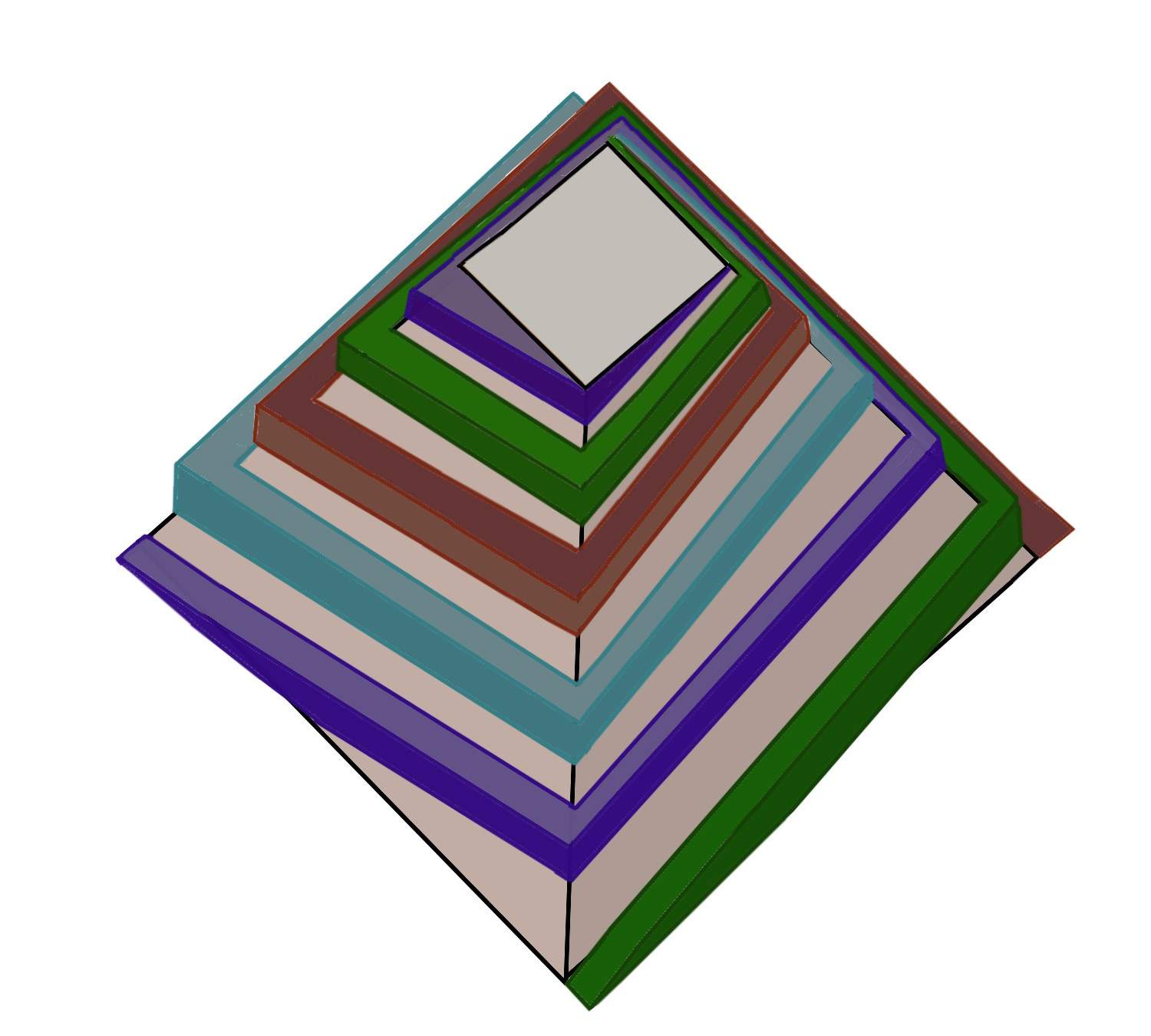
Vier-Spiral-Modell (Dows Dunham)

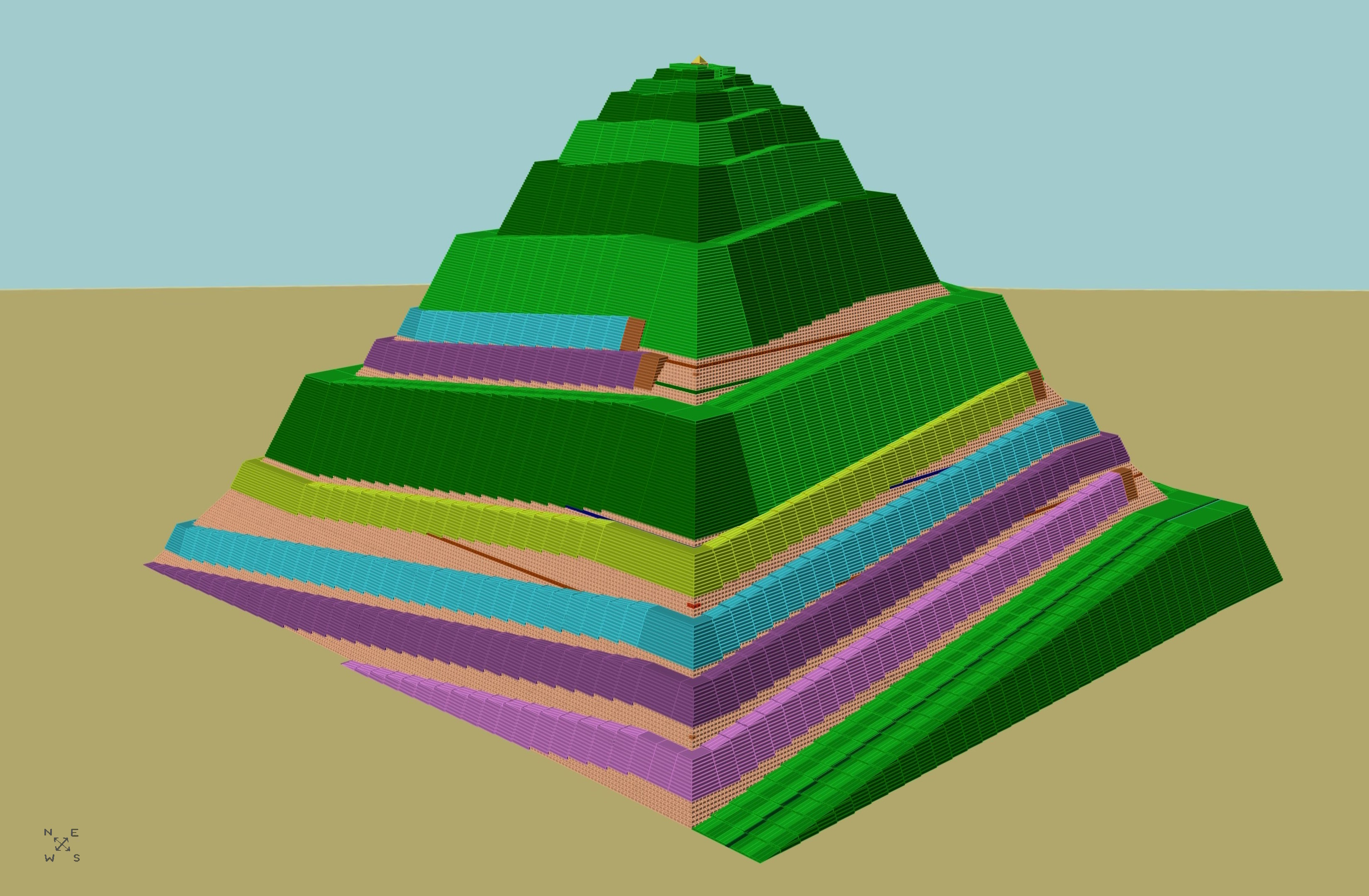
Multispiral-Rampen (Rudolf Volz)

- Die spiralförmige Rampe: Nach dieser Vorstellung wand sich die Rampe spiralförmig um die Pyramide hinauf. Im Jahr 1956 veröffentlichte Dows Dunham seine Theorie, wonach insgesamt vier Rampen von je einer Ecke aus sich auf den gestuften, unverschalten Lagen im Gegenuhrzeigersinn hochwanden.[215] Günter Fischer führt in seiner Arbeit Der Bau der Cheops-Pyramide. Analyse und Modellentwicklung aus, dass der Bau der Cheops-Pyramide über einen Transportweg erfolgte, der auf dem Bauwerk spiralförmig nach oben geführt wurde.[216]

Rainer Stadelmann nimmt eine Rampe vom Steinbruch zu einer Ecke an, die dann für den Mittelabschnitt der Pyramide an einer Seite lehnte. Über eine Vielzahl von kleinen Rampen wurde von allen vier Seiten her das Material auf den Pyramidenstumpf hochgebracht, bis eine Höhe von etwa 15 bis 20 m erreicht war. Ab einer gewissen Höhe konnten diese Rampen nicht mehr erhöht werden, ohne dass der Neigungswinkel zu steil und die Rampen zu schmal geworden wären. Deshalb schlägt Stadelmann hier eine Variante vor, die die Architektin Nairi Hampgian erarbeitet hatte: Sie lässt den Kernbau stufen- oder würfelförmig hochwachsen. Während die vier Ecken schon mit Verkleidungsblöcken ausgekleidet wurden, dienten in der Mitte noch flankierende Rampen zum Transport, bis auch hier der Platz zu eng wurde. Die restlichen Steine wurden mittels Hebeln oder flaschenzugartigen Geräten über die Stufen des Würfelbaus hochtransportiert. Nach dem Heranschaffen des Pyramidions und dem Auffüllen der Ecken wurden die letzten Stufen aufgefüllt.
Im sogenannten NOVA-Experiment versuchten Mark Lehner, der Steinmetz Roger Hopkins und eine Gruppe ägyptischer Maurer verschiedene Theorien zum Pyramidenbau in der Praxis nachzuprüfen, indem sie in der Nähe des Gizeh-Plateaus eine kleine Pyramide bauten. Dabei hatte Lehner die Idee, dass Rampen an der Außenfläche lehnten: „Als Fundament einer Erdaufschüttung samt Baustraße konnten Verschalungssteine dienen, die man (einzeln oder in Lagen) weiter vorstehen ließ.“ Neuere Untersuchungen von Zahi Hawass scheinen diese Theorie zu stützen: Am Fuß der Königinnenpyramiden konnte er zurückgelassene, nicht mit Bossen verzierte Verschalungssteine nachweisen, bei denen es sich tatsächlich um einen Blockvorsprung handelte.

### Hafenanlagen
Über ein großes Hafenareal erfolgte die Versorgung der Gesteine aus den entfernten Steinbrüchen und sonstigen Materialien und Versorgungsgütern. Der Nil verlief damals vermutlich zwei bis drei Kilometer weiter westlich als heute, und so konnte ein Hafen über einen oder mehrere Kanäle an den Nil angebunden werden.
Eine Hafenanlage befand sich beim Dorf Nazlet el-Sissi, unmittelbar vor dem Taltempel. 1993 konnten etwa 550 Meter weiter östlich Mauerreste ausgemacht werden, die auf die östliche Begrenzung eines Flutbeckens oder Kaimauern eines umfangreicheren Hafenkomplexes hinweisen. Somit dürfte dieser Hafen nicht nur im Rahmen der königlichen Bestattung als Landestelle und für die spätere Versorgung des Totenopferkults eine Rolle gespielt haben, sondern auch Teil der Infrastruktur beim Pyramidenbau gewesen sein.
Ein weiterer Hafen lag vielleicht östlich des Gizeh-Plateaus, am Eingang des zentralen Wadis. Untersuchungen des Geländes bestätigen dessen Existenz, eine exakte Datierung war bisher aber nicht möglich. Logistisch hätte der Hafen jedenfalls eine gute Anbindung an die Steinbrüche und deren Arbeitsstätten gewährleistet.

### Arbeitersiedlungen
Mark Lehner gräbt seit 1988 eine Arbeitersiedlung südlich der sogenannten Krähenmauer aus, Zahi Hawass ein dazugehöriges Friedhofsgelände. Obwohl eine eindeutige Datierung bisher erst in die Regierungszeiten von Chephren und Mykerinos vorgenommen werden konnte, geht man davon aus, „dass die Siedlung bereits unter Cheops im Zuge der Errichtung seines Grabmals angelegt und von den späteren königlichen Bauherren auf dem Gizeh-Plateau weitergenutzt wurde.“
Heute beläuft sich das Grabungsgelände auf 40.000 m², die Siedlung dehnt sich jedoch noch weiter in Richtung Süden aus. Die Siedlung besteht aus galerieartigen, nord-süd-orientierten, aus Lehmziegeln errichteten Komplexen, die nach symmetrischen Vorgaben geplant waren und teilweise durch Straßen voneinander getrennt wurden. Diese verlaufen von Osten nach Westen und teilen die Siedlung in Sektoren auf. Bisher konnten verschiedene Bäckereien und Produktionsstätten für Kupfer, Bier und Fisch identifiziert werden, daneben auch administrative Gebäude. Des Weiteren konnten Magazine und Wohnhäuser lokalisiert werden, darunter ein reines Wohngebiet für die Handwerker und Arbeiter.

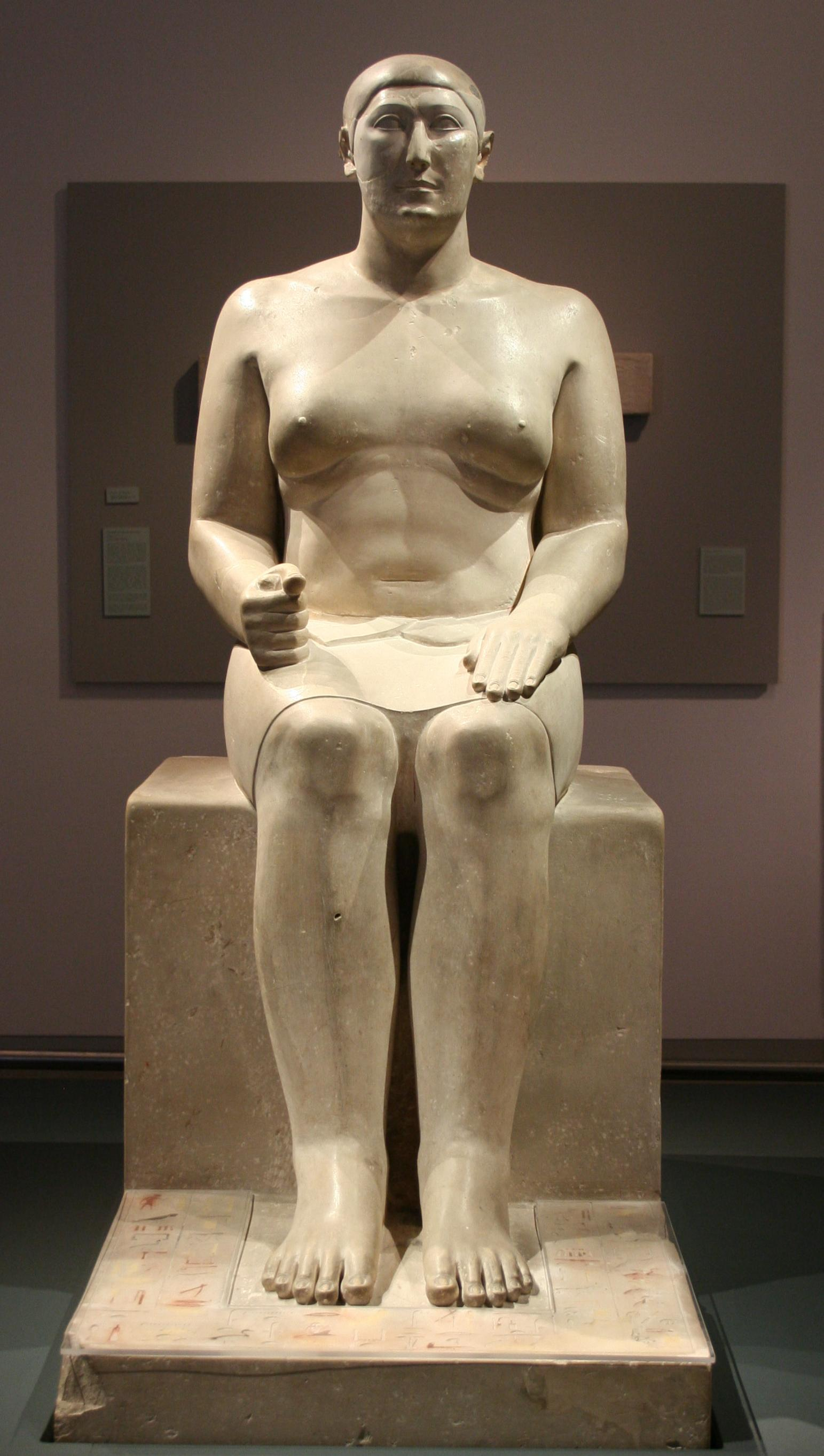
Statue des Hemiunu im Roemer- und Pelizaeus-Museum Hildesheim

Spuren einer weiteren Arbeitersiedlung, die eindeutig in die Regierungszeit des Cheops datiert, wurden zwischen 1971 und 1975 südlich des Aufwegs der Mykerinos-Pyramide entdeckt. Man fand enorme Mengen an Siedlungsschutt, Architekturteile von Wohnhäusern, Siegelabdrücke mit den Namen von Cheops und Chephren und Keramikfragmente von Haushaltsausstattungen aus der frühen 4. Dynastie. Die Siedlung wurde offensichtlich mit dem Bau der Mykerinos-Pyramide abgetragen und an der Fundstelle aufgeschüttet.
Weitere Werkstätten werden westlich der Steinbrüche (bei der Chephren-Pyramide), westlich und östlich der eigentlichen Baustelle und im Umfeld des Hafens und des Taltempels vermutet.

### Hemiunu, der Baumeister
Baumeister der Cheops-Pyramide war wahrscheinlich Hemiunu. Er war ein Sohn des Bauleiters Nefermaat, der unter Snofru den Bau der Meidum-Pyramide leitete. Da Nefermaat ein Bruder des Cheops war, gehörte Hemiunu als Neffe zum erweiterten Familienkreis des Cheops. Er bekleidete das Amt des Wesirs und trug außerdem den Titel „Vorsteher aller Bauarbeiten des Königs“. Somit beaufsichtigte er alle Bauarbeiten an der Nekropole des Cheops.
Hemiunus eigenes Grab war die Mastaba G 4000 auf dem Westfriedhof. Ausgräber entdeckten 1912 in der Statuenkammer eine lebensgroße Sitzstatue des Grabinhabers. Es ist die bislang einzige bekannte Statue dieser Art von einer Privatperson aus der Zeit des Cheops.

### Papyri aus Wadi al-Garf
Von besonderem Interesse für die Logistik beim Bau der Cheopspyramide sind Papyrus-Fragmente, die 2013 in Wadi al-Garf entdeckt wurden, einem Hafen, der in der 4. Dynastie für den Schiffsverkehr mit der Sinai-Halbinsel genutzt wurde. Darunter befand sich ein Logbuch eines Inspektors namens Merer, der einen Arbeitstrupp leitete, der Steine vom Steinbruch Tura für den Bau der Cheopspyramide nach Giza schiffte. Vermutlich wurde das Logbuch vom Arbeitstrupp selbst geführt, um der Verwaltung über ihre Aktivitäten berichten zu können. Weitere Papyri verzeichneten tägliche oder monatliche Lebensmittellieferungen für die Arbeitstruppen und sind nicht zuletzt mit den Abusir-Papyri aus der Zeit von Neferirkare und Raneferef (5. Dynastie) vergleichbar. Diese Papyrus-Funde liefern erstmals ein „inneres“ Bild der Verwaltung des frühen Alten Reiches. Die Hafenanlage in Wadi al-Garf scheint eng mit dem Bau der Cheops-Pyramide verbunden zu sein. Möglicherweise wurde sie sogar zu dem Zweck errichtet, um aus dem Golf von Sues Kupfer herbeizuschaffen, das für die Werkzeuge beim Pyramidenbau notwendig war.

## Pyramidologie
Unter der Bezeichnung Pyramidologie wird eine Gruppe pseudowissenschaftlicher Theorien zusammengefasst. Gegenstand vieler dieser Theorien ist es, die Abmessungen und die Anordnung der Cheops-Pyramide auf dem Plateau mit mystischen Deutungen zu unterlegen, Verknüpfungen mit anderen pseudowissenschaftlichen Theorien herzustellen (zum Beispiel dass die Erbauer Flüchtlinge aus dem versunkenen Atlantis oder Extraterrestrier waren), oder ihnen Prophezeiungen für die Zukunft zu entnehmen. Was heute als Pyramidologie eingeordnet wird, war jedoch vor dem 20. Jahrhundert teilweise anerkannte Wissenschaft, so etwa die Theorien von Charles Piazzi Smyth. Zudem stammen viele Ansichten von Berichten antiker Autoren wie Herodot.

### Zahlenmystik

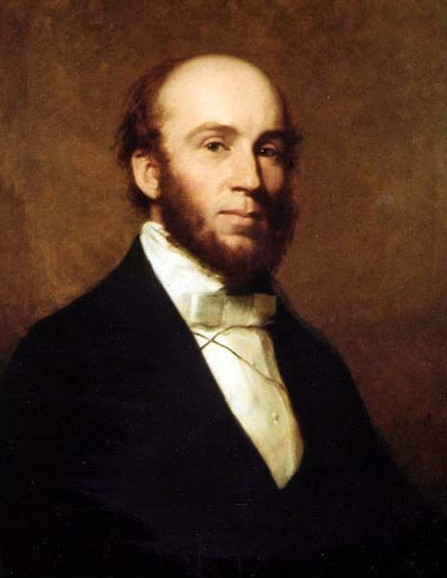
Charles Piazzi Smyth

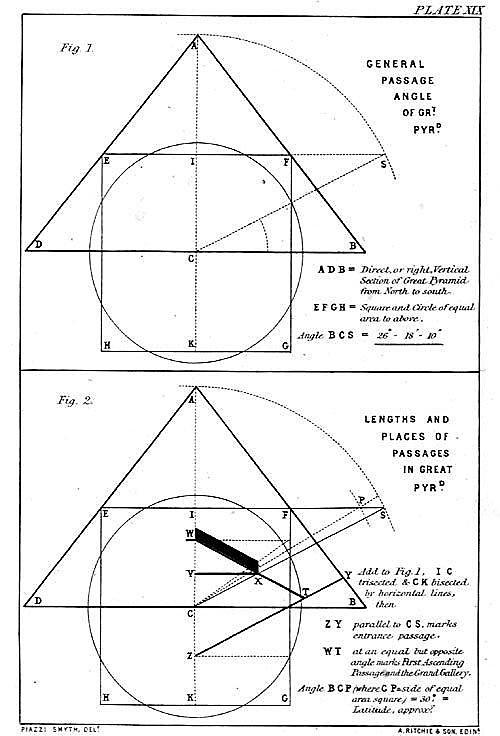
Längen und Winkel der Cheops-Pyramide nach Charles Piazzi Smyth

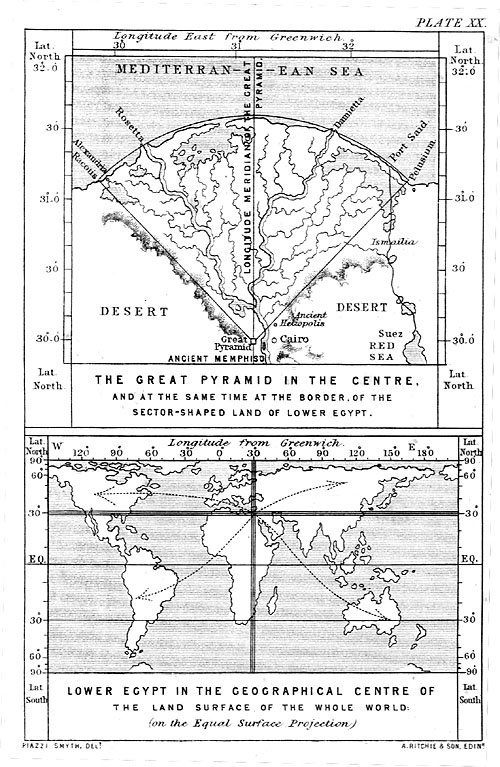
Geographische Lage der Pyramide nach Smyth

Edmé François Jomard, Teilnehmer an der Ägyptischen Expedition Napoleons, verfasste als Mitarbeiter an der Description de l’Égypte die Beschreibung der memphitischen Pyramiden. Da zu seiner Zeit die Hieroglyphenschrift noch nicht entziffert war, konnte er sich noch nicht auf schriftliche Quellen stützen und versuchte eine eher esoterische Deutung der Pyramiden, als die eines Königsgrabes. Er vertrat die Ansicht, „sie seien Schöpfungen der Wissenschaft, in denen sich Mathematik und Astronomie offenbaren könnten, in der eine Art Urelle, die ägyptische Königselle, verbaut gewesen sei und die Mysterien der Initiation in Kult und Religion stattgefunden hätten“.
Der englische Buchhändler John Taylor bevorzugte statt der vermeintlichen Königselle als universales Maßsystem den Pyramidenzoll. Diese Idee wurde vom schottischen Astronomen Charles Piazzi Smyth aufgegriffen. Piazzi Smyth verbrachte 1865 mehrere Monate in Ägypten, um genaue Messungen der Cheops-Pyramide vorzunehmen, die heute noch Standard sind, wenn auch viele Schlüsse, die er daraus zog, Unsinn sind. Als Seitenlänge der Pyramide ausgedrückt in Pyramidenzoll fand er den Wert 36524, was sehr genau dem 100-Fachen der Länge des tropischen Jahres entspricht. Gleichzeitig entsprechen 500 Millionen Pyramidenzoll (= 12712,7 km) der Länge der Erdachse (= 12713,55 km). Die Höhe der Pyramide mal 109 (5813 Pyramidenzoll × 109 = 147,7978 Mio. km) entspräche der Entfernung der Erde von der Sonne (= 149,6 Mio. km). Außerdem liege die Pyramide nicht nur im Mittelpunkt eines Kreises, den die heutige Deltaküste bilde, sondern auch auf einem Meridian, der die Erdoberfläche in zwei Hälften aufteile. Aus den Maßen des Sarges lasse sich die Erddichte berechnen und die Richtung des Ausgangs-/Eingangskorridors lege ein altägyptisches Plejadenjahr fest.
John Taylor meinte, dass der Böschungswinkel der Cheops-Pyramide die Kenntnis der Kreiszahl {\displaystyle \pi } (Pi) voraussetzte. Vor allem in pseudowissenschaftlicher Literatur taucht die Theorie neuerdings wieder auf, die Erbauer hätten in den Maßen der Pyramide die Zahl {\displaystyle \pi } (Pi) „verschlüsselt“. Die doppelte Grundseite (230,37 m) geteilt durch die Höhe (146,60 m) ergäbe ungefähr {\displaystyle \pi } (denn 230,37 * 2 / 146,60 = 3,1428; und {\displaystyle \pi } ist mit 3,1416 nur 0,04 % kleiner). Es ist jedoch wahrscheinlicher, dass ein ganzzahliges Verhältnis der Seitenlänge (440 Königsellen) zur Höhe (280 Königsellen) = 11:7 von den Erbauern gewählt wurde und nur zufällig die Hälfte von {\displaystyle \pi } ergibt. Die Abweichung von 11:7 zu {\displaystyle \pi /2} beträgt nur 0,04 %. Die Aussage, der Errichtung des Bauwerkes habe die Absicht zugrunde gelegen, bewusst mathematische Verschlüsselungen, wie z. B. {\displaystyle \pi }, einzubringen, ist demnach nicht nachgewiesen. Außerdem wies Ludwig Borchardt darauf hin, dass die alten Ägypter den Böschungswinkel nicht in Graden und Minuten ausdrückten, sondern sie gaben als Böschung den Rücksprung an, den die Schräge auf 1 Elle Höhendifferenz hat. Im Falle der Cheops-Pyramide ist es eine Böschung von 5½ Handbreit, das heißt ein solcher Rücksprung auf 1 Elle (= 7 Handbreit) Höhendifferenz.
Die Untersuchung und Vermessung der Pyramiden von Gizeh durch William Matthew Flinders Petrie in den 1880er Jahren markiert den Zeitpunkt der Trennung zwischen den Pyramidologen und der entstehenden wissenschaftlichen Ägyptologie. Petrie unterzog die Theorien von Smyth 1880 vor Ort einer Überprüfung. Mit teilweise selbst gebauten Vermessungsinstrumenten vermaß er sowohl das Äußere als auch das Innere der Cheops-Pyramide. Das Ergebnis war so genau, dass Petries Zahlen bis heute Gültigkeit haben. Sie widersprachen aber den Theorien von Piazzi Smyth und entzogen den Spekulationen über einen Pyramidenzoll ein für alle Mal den Boden. Petrie belegte vielmehr, dass den Abmessungen der Pyramide die alte ägyptische Königselle zugrunde lag:

„Von daher waren alle Theorien, die besagten, dass die Zahl der Tage eines Jahres repräsentiert würde, absolut irrig. Die Größe der Pyramide wurde dadurch bestimmt, dass sie 7 × 40 ägyptische Ellen (20,6 Zoll) hoch und 11 × 40 Ellen breit war. Dies wird durch die Pyramide von Meydum bestätigt, die älter und 7 × 25 Ellen hoch und 11 × 25 Ellen breit ist. … Der für dieses 7-zu-11-Verhältnis benötigte Böschungswinkel liegt innerhalb der geringen Ungenauigkeit (zwei Minuten) der noch vorhandenen Überreste.“

Vielleicht weil Petries Veröffentlichung zu wissenschaftlich war, fand sie weniger Beachtung und Anton Jarolimek veröffentlichte 1885 erneut Zahlenspielereien, insbesondere nun mit dem Goldenen Schnitt, die in der Folge auch eine Reihe weiterer Ingenieure und Amateurarchäologen verfochten. Bezüglich der Zahlenmystik bemerkt Rainer Stadelmann weiter: „Diese Zahlenspielereien mit dem Goldenen Schnitt und der Zahl {\displaystyle \pi } und die Berechnungen einer Pyramidenelle oder eines Pyramidenzolles hatten jeweils eine fatale Tendenz hin auf eine kosmische Beziehung, die Unterstellung umfassender, astronomischer Kenntnisse, eines Universalwissens, das in der Cheopspyramide verbaut und gespeichert sei und Eingeweihten gleichsam auf Abruf bereitstehe.“ Auf dieser Grundlage wurden theosophische und prophetische Deutungen zum Grundgehalt der Pyramidologie.

### Prä-Astronautik
Erich von Däniken ist der bekannteste Vertreter der sogenannten Prä-Astronautik oder auch „Paläo-SETI-Hypothese“: Außerirdische hätten vor langer Zeit die Erde besucht und die Entwicklung der Menschheit entscheidend beeinflusst. Wegen ihrer hohen technischen Überlegenheit seien diese Astronauten von den Urmenschen für Götter gehalten worden. Vor dem Hintergrund dieser Annahme deutet von Däniken die unterschiedlichsten Hinterlassenschaften alter Kulturen als Beweise für außerirdische Besucher. Beispielsweise ist er der Ansicht, dass „primitive“ Menschen nicht ohne fremde Hilfe in der Lage gewesen seien, kulturelle Leistungen wie den Bau der Pyramiden von Gizeh zu erbringen.
In seinem 1968 veröffentlichten Buch Erinnerungen an die Zukunft, einer Ansammlung von „Rätseln der Geschichte“, „löste“ er die Rätsel nicht direkt, sondern kleidete seine Antworten in Form rhetorischer Fragen, die stets darauf hinausliefen, dass die betreffenden Artefakte Zeugnis für den vorgeschichtlichen Besuch von Außerirdischen seien. Das gilt selbstverständlich auch für die Pyramiden, wobei Däniken nicht behauptet, diese seien von Außerirdischen gebaut worden. Er verweist zunächst auf eine Reihe von „Ungereimtheiten“, bedient sich dabei aber aus dem Schatz seiner pyramidologischen Vorgänger („Ist es Zufall, dass die Grundfläche der Pyramide – geteilt durch die doppelte Höhe – die berühmte Ludolfsche Zahl {\displaystyle \pi } ergibt?“).
Der Kern ist jedoch: „Wer ist einfältig genug, zu glauben, dass die Pyramide nichts als das Grab eines Königs sein sollte?“ Das ist ein bei den Vertretern parawissenschaftlicher Pyramidentheorien in ähnlicher Form immer wieder auftauchender Satz. Letzten Endes legt Däniken nahe, der Pyramidenbau sei eine Form der imitatio dei („Nachahmung Gottes“ beziehungsweise in diesem Fall „Nachahmung der Götter“), wobei als Götter außerirdische Astronauten anzunehmen seien, die sich, um die Jahrtausende einer interstellaren Reise zu überstehen, in eine dem Tod ähnliche Form des Winterschlafs versetzen ließen. Die Beobachtung der Auferweckung von anscheinend Toten hätte dann die vorzeitlichen Herrscher Ägyptens dazu gebracht, sich mit krisenfesten materiellen Gütern versehen in „quasi atombombensicheren“ Gebäuden (den Pyramiden) mumifiziert einlagern zu lassen, in der Hoffnung, gleich den Astronautengöttern auch aufzuerstehen.
Bereits nach dem ersten kommerziellen Erfolg der Bücher Dänikens Ende der 1960er Jahre gab es Publikationen, die die Unhaltbarkeit seiner Behauptungen erläuterten. Als Autor steht Däniken außerhalb der Wissenschaftsgemeinde von Archäologie, Anthropologie und Geschichtswissenschaft, die Dänikens Arbeiten wegen ihrer Unhaltbarkeit überwiegend ignorieren. Wichtige Kritikpunkte an den prä-astronautischen Theorien sind:
- Unterschätzung der geistigen und kulturellen Schaffenskraft der Menschen früherer Epochen: Das Eingreifen hochtechnisierter Außerirdischer oder unbekannter alter Hochkulturen in die bekannte kulturelle Entwicklung erinnert dabei frappierend an religiöse Schöpfungsmythen, so auch die Theorien heutiger Kreationisten oder des „Intelligent Design“, demzufolge ein Aufstieg des Menschen aus eigener biologischer und kultureller Kraft nicht möglich war, sondern erst durch das Eingreifen einer höheren Macht erfolgreich stattfand.
- Vernachlässigung des wissenschaftlichen Reduktionsgedankens: Bei einem Vorhandensein mehrerer Erklärungsmöglichkeiten müsste im Anliegen des Sparsamkeitsprinzips der Wissenschaftstheorie (Ockhams Rasiermesser) die Theorie mit der einfachsten Annahme auch die am besten passende sein.
- Der Aufbau der Prä-Astronautik als grenz- oder pseudowissenschaftliches Teilgebiet: Die Existenz von Lehrkörpern, Seminaren und (überwiegend populärwissenschaftlichen) Vorträgen, (ebenfalls überwiegend populärwissenschaftlichen) Publikationen oder die Ausschreibung von Förder- und Forschungspreisen geben ihr den Anschein einer seriösen Wissenschaft. Abgesehen davon kommt es aber selten zu Überschneidungen mit den etablierten Wissenschaften.
- Die außerkontextuelle Betrachtung von Texten und Einzelobjekten: Viele Theorien beziehen sich fast ausschließlich auf die Cheops-Pyramide und vernachlässigen den Kontext der Pyramiden-Entwicklung.

### Allgemein
- Horst Beinlich: Mit Richard Lepsius auf die Cheops-Pyramide. Röll, Dettelbach 2010, ISBN 978-3-89754-375-1.
- Günter Fischer: Der Bau der Cheops-Pyramide. Analyse und Modellentwicklung. Mons, Dresden 2019, ISBN 978-3-946368-07-6.
- Georges Goyon: Die Cheopspyramide. Geheimnis und Geschichte. Weltbild, Augsburg 1990, ISBN 3-89350-080-4.
- Hans Jelitto: Pyramiden und Planeten. Wissenschaft und Technik Verlag, Berlin 1999, ISBN 3-89685-507-7.
- Michael Haase: Das Rätsel des Cheops. Die letzten Geheimnisse der großen Pyramide von Giza. Knaur, München 2001, ISBN 3-426-77439-9.
- Michael Haase: Das Vermächtnis des Cheops. Die Geschichte der Großen Pyramide. Herbig, München 2003, ISBN 3-7766-2346-2.
- Michael Haase: Eine Stätte für die Ewigkeit. Der Pyramidenkomplex des Cheops aus baulicher, architektonischer und kulturhistorischer Sicht. von Zabern, Mainz 2004, ISBN 3-8053-3105-3.
- Michael E. Habicht: Das monumentale Ägypten. epubli, Berlin 2020, ISBN 978-3-7467-5449-9.
- Zahi Hawass: Giza, Khufu pyramid complex. In: Kathryn A. Bard (Hrsg.): Encyclopedia of the Archaeology of Ancient Egypt. Routledge, London 1999, ISBN 0-415-18589-0, S. 347–50.
- Zahi Hawass: Die Schätze der Pyramiden. Weltbild, Augsburg 2003, ISBN 3-8289-0809-8, S. 122–129.
- Ian Lawton, Chris Ogilvie-Herald: Giza: The Truth. The People, Politics and History Behind the World’s Most Famous Archaeological Site. Virgin Publishing, London 1999, ISBN 0-7535-0412-X.
- Christian Hölzl (Hrsg.): Die Pyramiden Ägyptens. Brandstätter, Wien 2004, ISBN 3-85498-360-3.
- Peter Jánosi: Die Pyramiden. Mythos und Archäologie. Beck, München 2004, ISBN 3-406-50831-6.
- Bernhard Kerres: Cheops. In der Mitte der Pyramide. Esefeld & Traub, Stuttgart 2018, ISBN 978-3-9818128-1-7 (Rezension bei FeRA).
- Vito Maragioglio, Celeste Rinaldi: L’Architettura Delle Piramidi Menfite Parte IV La Grande Piramide di Cheope. 2 Bände (= L’architettura delle piramidi menfite. Band 4). Tip. Artale, Torino 1965 (Band 1: Testo. PDF; 19,9 MB; Band 2: Tavole. PDF; 33,4 MB).
- Mark Lehner: Geheimnis der Pyramiden in Ägypten. Orbis, München 1999, ISBN 3-572-01039-X.
- Frank Müller-Römer: Bau der Pyramiden im Alten Ägypten. Renidere, Maintal 2024, ISBN 978-3-9825805-8-6.
- Erhard Oeser: Cheops Geheimnis. Die wissenschaftliche Eroberung Ägyptens. von Zabern, Darmstadt / Mainz 2013, ISBN 978-3-8053-4632-0.
- John Romer: The Great Pyramid. Ancient Egypt Revisited. Cambridge University Press, Cambridge 2007, ISBN 978-0-521-87166-2.
- Joachim Sass: Die Baugeschichte der Cheopspyramide.Boocks on Demand, Norderstedt 2019, ISBN 978-3-7494-5838-7.
- Torsten Sasse und Michael Haase: Im Schatten der Pyramiden. Spurensuche im alten Ägypten. Econ, München 2000, ISBN 3-612-26681-0.
- Rainer Stadelmann: Die großen Pyramiden von Giza. Akademische Druck- und Verlagsanstalt, Graz 1990, ISBN 3-201-01480-X.
- Rainer Stadelmann: Die ägyptischen Pyramiden. Vom Ziegelbau zum Weltwunder (= Kulturgeschichte der Antiken Welt. Band 30). 3., aktualisierte und erweiterte Auflage, von Zabern, Mainz 1997, ISBN 3-8053-1142-7, insbesondere S. 105–127 (online; PDF; 66,7 MB).
- Denys A. Stock: Experiments in Egyptian Archaeology. Stoneworking technology in ancient Egypt. Routledge, Abingdon 2003, ISBN 0-415-30664-7.
- Miroslav Verner: Die Pyramiden (= rororo-Sachbuch. Band 60890). Rowohlt, Reinbek bei Hamburg 1999, ISBN 3-499-60890-1.

### Bootsgruben
- Farouk el-Baz: Giza, Khufu pyramid sun barks and boat pit. In: Kathryn A. Bard (Hrsg.): Encyclopedia of the Archaeology of Ancient Egypt. Routledge, London 1999, ISBN 0-415-18589-0, S. 350–51.
- Nancy Jenkins: The Boat Beneath the Pyramid King Cheops’ Royal Ship. Holt / Rinehart & Winston, New York 1980, ISBN 0-03-057061-1.
- Paul Lipke: The Royal Ship of Cheops. A Retrospective Account of the Discovery, Restoration an Reconstruction. British Archaeological Reports, Oxford 1984, ISBN 0-86054-293-9.
- Mohammad Zaki Nour et al.: The Cheops Boats. General Organization for Government Print Offices, Kairo 1960 (Volltext als PDF; 93,1 MB).
- Sakuji Yoshimura, Hiromasa Kurokochi: Ein Schiff für die Ewigkeit. Die bisherigen Forschungen am zweiten Boot des Königs Cheops. In: Sokar. Nr. 25, 2. Halbjahr 2012, S. 6–17 (aus dem Englischen von Christine Mende).

### Weitere Detailfragen
- Dieter Arnold: Zur Zerstörungsgeschichte der Pyramiden. Ein Vortrag. In: Mitteilungen des Deutschen Archäologischen Instituts, Abteilung Kairo (MDAIK). Band 47, 1991, S. 21–27.
- Jürgen Brinks: Die Stufenhöhen der Cheops-Pyramide – System oder Zufall? In: Göttinger Miszellen. Band 48, Göttingen 1981, S. 17–24.
- Josef Dorner: Das innere System der Cheopspyramide – Überlegungen zu den geplanten Massen. In: Ägypten und Levante. Band 10, 2000, S. 37–44.
- Josef Dorner: Die Absteckung und astronomische Orientierung ägyptischer Pyramiden. (Dissertation, Fakultät für Bauingenieurwesen und Architektur der Universität Innsbruck) Innsbruck 1981.
- Georges Goyon: Les inscriptions et graffiti des Voyageurs sur la Grande Pyramide. Société Royale de Géographie, Kairo 1944.
- Georges Goyon: La chaussée monumentale et le temple de la vallée de la pyramide de Khéops. In: Le Bulletin de l’Institut français d’archéologie orientale. Band 67, 1969, S. 49–69. (online)
- Georges Goyon: Quelques observations effectuées autour de la pyramide de Khéops. In: Le Bulletin de l’Institut français d’archéologie orientale. Band 67, 1969, S. 71–86. (online)
- Michael Haase: Brennpunkt Giza. Die Schachtsysteme der Cheops-Pyramide. In: Sokar. Nr. 5 (2. Halbjahr 2002), S. 3–13. (online; PDF; 1,4 MB).
- Michael Haase: Der Serviceschacht der Cheops-Pyramide. Bemerkungen zur Konstruktion des Verbindungsschachtes zwischen Großer Galerie und absteigendem Korridor. In: Sokar. Nr. 9 (2. Halbjahr 2004), S. 12–17. (online; PDF; 1,1 MB).
- Zahi Hawass: The Discovery of the Satellite Pyramid of Khufu (GI–d). In: Peter Der Manuelian (Hrsg.): Studies in Honor of William Kelly Simpson. Band 1, Boston 1996. (online; PDF; 4,5 MB)
- Zahi Hawass: The Programs of the Royal Funerary Complexes of the Fourth Dynasty. In: David O’Connor, David P. Silverman: Ancient Egyptian Kingship. Leiden 1994, S. 221–262. (online)
- Zahi Hawass: The Discovery of the Harbors of Khufu and Khafre at Giza. In: Catherine Berger, Bernard Mathieu (Hrsg.): Études sur l’Ancien Empire et la nécropole de Saqqâra dédiées à Jean-Philippe Lauer. Montpellier 1997, S. 245–256, (online; PDF; 8,3 MB).
- Peter Jánosi: Die Entwicklung und Deutung des Totenopferraumes in den Pyramidentempeln des Alten Reiches. In: Rolf Gundlach, Matthias Rochholz (Hrsg.): Ägyptische Tempel – Struktur, Funktion und Raumprogramm (= Akten der Ägyptologischen Tempeltagungen in Gosen 1990 und in Mainz 1992.). Hildesheim 1994, S. 143–162, (online; PDF; 9,2 MB).
- Peter Jánosi: Die Pyramidenanlagen der Königinnen: Untersuchungen zu einem Grabtyp des Alten und Mittleren Reiches. Verlag der Österreichischen Akademie der Wissenschaften, Wien 1996, ISBN 3-7001-2207-1, S. 125.
- Peter Jánosi: Giza in der 4. Dynastie. Die Baugeschichte und Belegung einer Nekropole des Alten Reiches. Band I: Die Mastabas der Kernfriedhöfe und die Felsgräber. Verlag der Österreichischen Akademie der Wissenschaften, Wien 2005, ISBN 3-7001-3244-1, (Online; PDF; 9,3 MB)
- Lásló Kákosy: The Plundering of the Pyramid of Cheops. In: Studien zur altägyptischen Kultur. Band 16, 1989, S. 145–169.
- Jean Kerisel: Le conduit sud de la chambre de la reine dans la pyramide de Chéops In Bulletin de la Société Francaise d’Egyptologie. Band 127, 1993, S. 38–44.
- Jean Kerisel: Pyramide de Khéops. Dernières recherches. In: Revue d’Egyptologie. Band 44, 1993, S. 33–54.
- Dietrich Klemm, Rosemarie Klemm: The Stones of the Pyramids. Provenance of the Building Stones of the Old Kingdom Pyramids of Egypt. de Gruyter, Berlin / New York 2010, insbesondere S. 82–89.
- Mark Lehner: The Pyramid Tomb of Hetep-heres, and the Satellite Pyramid of Khufu. von Zabern, Mainz 1985, ISBN 3-8053-0814-0, (online; PDF; 57,8 MB).
- Mark Lehner: The Development of the Giza Necropolis. The Khufu Project. In: Mitteilungen des Deutschen Archäologischen Instituts, Abteilung Kairo. Band 41, 1985, S. 109–143, (online; PDF; 11,4 MB).
- Mark Lehner: Some Observations on the Layout of the Khufu and Khafre Pyramids. In: Journal of the American Research Center in Egypt. Band 20, 1983, S. 7–25.
- Rainer Stadelmann, Rudolf Gantenbrink: Die sogenannten Luftkanäle der Cheopspyramide. Modellkorridore für den Aufstieg des Königs zum Himmel. In: Mitteilungen des Deutschen Archäologischen Instituts, Abteilung Kairo. Band 50, 1994, S. 285–294.
- Pierre Tallet: Les papyrus de la Mer Rouge I, Le <<Journal de Merer>> (Papyrus Jarf A et B) (= Mémoires publiés par les membres de l'Institut Français d’archéologie orientale du Caire. [MIFAO] Band 136). Institut français d’archéologie orientale, Kairo 2017, ISBN 978-2-7247-0706-9.

## Dokumentarfilme
- Terra X; Tatort Ägypten: Geheimnis der großen Pyramide. TV-Dokumentation, Auf: ZDF vom 28. September 2003, 45 Min.
- Weltwunder Cheops-Pyramide. Denkmal für die Ewigkeit. Dokumentation von Melita Akdogan für National Geographic Channel, 2013. 44 Min. gesendet am 22. März 2014 auf ZDFinfo (online auf youtube.com).

## Roman
- Max Eyth: Der Kampf um die Cheopspyramide. Eine Geschichte und Geschichten aus dem Leben eines Ingenieurs. 2 Bände. Winter, Heidelberg 1902–1906; Neuausgabe: Hess, Ulm 1958.